# Велике князівство Литовське
Вели́ке князі́вство Лито́вське, Ру́ське, Жемайтське та ін. (д.-рус. Велїкое кнꙗзство Лїтовское, Руское, Жомойтское і їныхъ, лат. Magnus Ducatus Lithvaniae, Rusiae, etc.) — монархічна держава у Східній Європі часів середньовіччя і нової доби. Одна з найбільших європейських держав пізнього середньовіччя, у час найбільшої могутності поширювала владу на територію сучасних Литовської Республіки, Білорусі, більшої частини України, крайньої західної частини Росії, невеликих частин Польщі (Підляшшя) та Молдови, загалом близько 1 млн км², на якій мешкало від 3,8 до 8 млн осіб різних етносів у різний час[⇨]. Столиця розташовувалася спочатку в Новоградку (за Міндовга) або в Кернаве (гіпотетична), а згодом у Вільні (з 1322/1323).
Існувала впродовж 1236—1795 років. Уперше назва «Литва» зафіксована у німецьких хроніках 1009 року. Велике князівство постало на землях балтських племен у XIII столітті як язичницька держава Міндовга[⇨]. Вела перманентні війни із сусідами: Золотою Ордою та Московією на сході, Тевтонським орденом на заході, Польщею та Галицько-Волинським князівством (Руським королівством) на південному заході. Велике князівство значно розширилося — від Балтики до Північного Причорномор'я — у XIV столітті за правління Гедиміна та його нащадків[⇨]. 1385 року великий князь литовський Ягайло уклав Кревську унію з Польським королівством, згідно з якою обидві монархії об'єднувались під владою єдиного правителя[⇨]. 1569 року, за результатами Люблінської унії, Велике князівство об'єдналося із Короною Польською у федеративну державу Річ Посполиту[⇨]. До 1569 року князівство керувалося спадковими монархами, що носили титул Великих князів Литовських, Руських і Жемайтських; після 1569 — виборними монархами, що мали подвійний титул Королів Польських і Великих князів Литовських[⇨]. Децентралізована влада на місцях належала князям і шляхті різних національностей. Через занепад Речі Посполитої у XVIII столітті, 1772 року відбувся перший поділ Речі Посполитої. У 1792 і 1795 роках, після другого й третього поділів, терени колишнього Великого князівства були остаточно анексовані Російською імперією[⇨].
1387 року в князівстві було прийняте християнство за латинським обрядом[⇨]. В елітарній культурі певний час панували руська мова (староукраїнська) та православ'я, які наприкінці XVI—XVII століть після Люблінської унії потіснили польська мова та католицизм[⇨]. Основний масив документальних джерел з історії Великого князівства зберігся у складі Литовської метрики — архіві литовської державної канцелярії. З тогочасних оповідних джерел найбільший інтерес становлять білорусько-литовські літописи[⇨].

## Назва
- Велике князівство Литовське (біл. Вялікае Княства Літоўскае, лит. Lietuvos Didžioji Kunigaikštystė, ст.-укр. Великое Князство Литовъское, лат. Magnus Ducatus Lituaniae, пол. Wielkie Księstwo Litewskie) — коротка офіційна назва[15]; скорочено — ВКЛ.
- Велике князівство Литовське, Руське і Жемайтське (ст.-укр. Великое Князство Литовъское, Руское, Жомоитъское) — повна офіційна назва, з І Литовського статуту[16].
- Велике князівство Литовське і Руське (ст.-укр. Великое Князство Литовъское и Руское) — коротка неофіційна назва яка часто використовується в історіографії для означення високого впливу руського елементу в історії Великого князівства.

## Історія

### Утворення
Починаючи з XIII століття на Поніманні, у боротьбі з німецькими лицарями-хрестоносцями (Тевтонський і Лівонський орден) та галицько-волинськими князями формується литовська держава. Перша літописна згадка в Галицько-Волинському літописі датується 1219 роком. Одне з головних завдань, задля чого утворювалось Велике князівство Литовське — об'єднати східно-балтські племена (аукштайтів, жемайтів (жмудь), частину ятвягів, куршів) та русинів для захисту від зростання німецької експансії та поширення католицизму.

Кордони літописної Литви за Єрмоловичем
Балтійські племена, 1200 рік
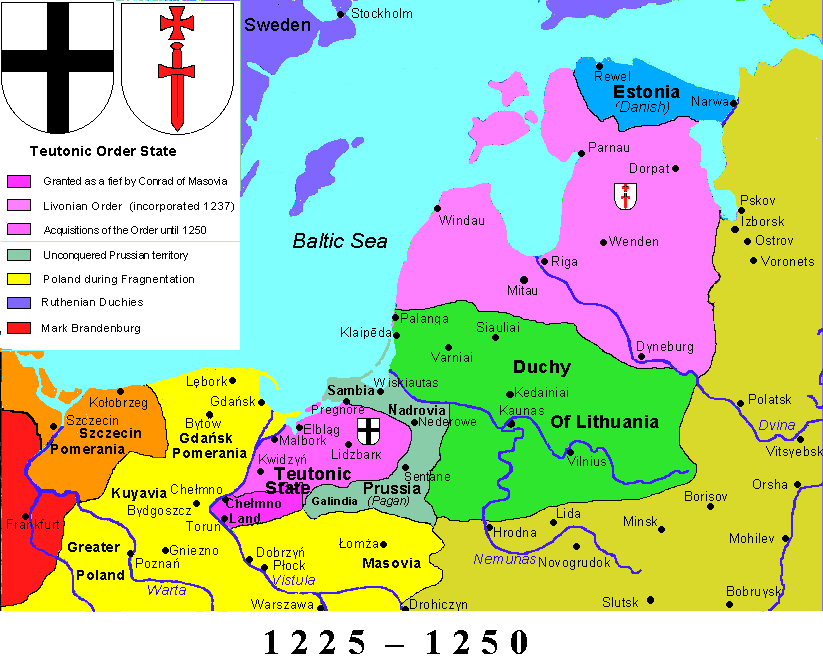
Мапа Литовського князівства, 1250 рік
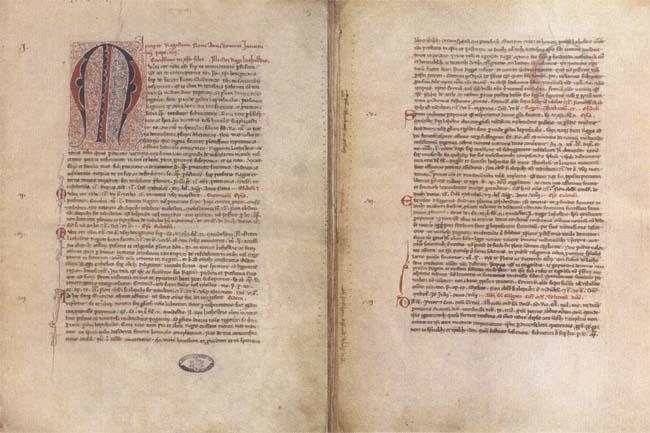
Булла Папи Римського від 1251 року
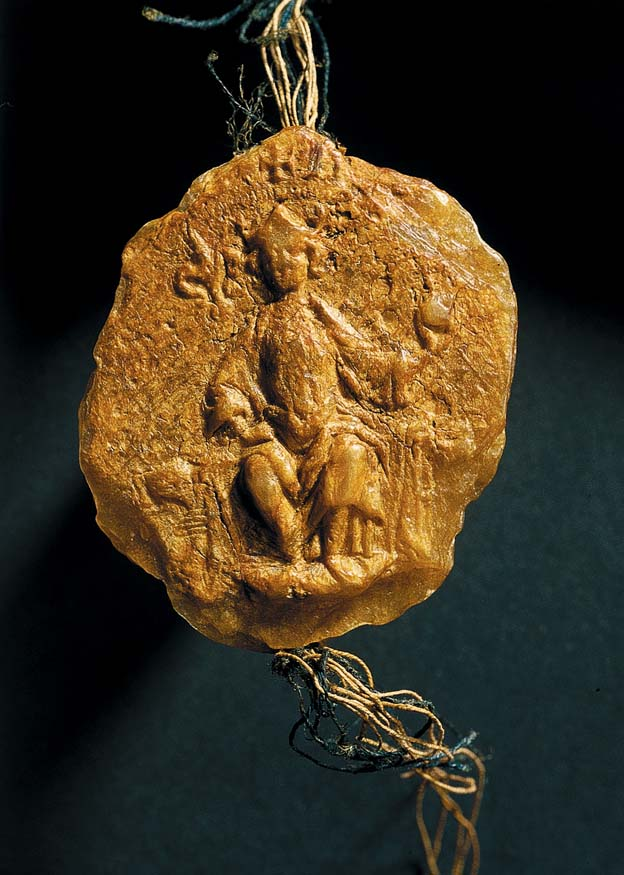
Підроблена[19] печатка Міндовга
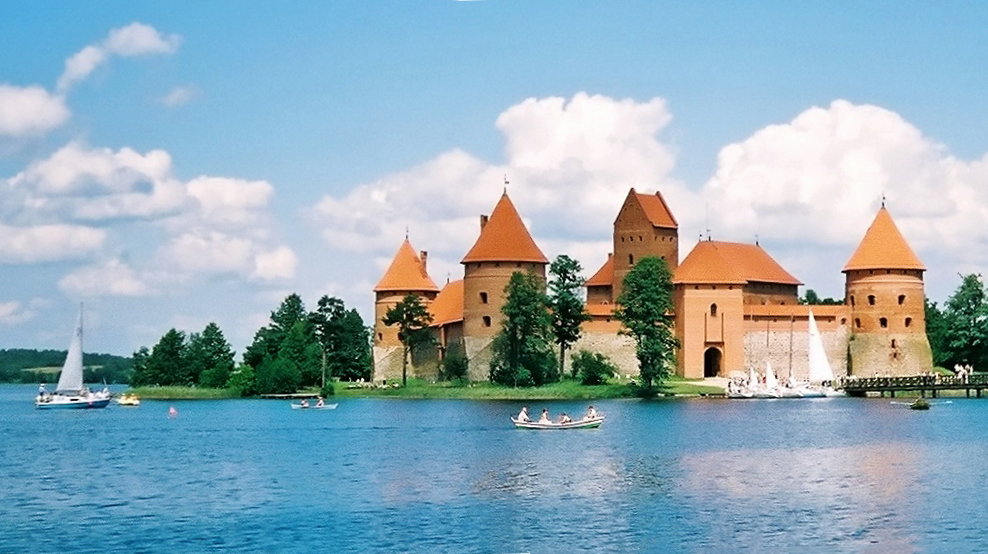
Тракайський замок

Засновником князівства вважають князя Міндовга (1219—1263), який впродовж 1230-1240-тих років об'єднав частину східно-балтських племен, приєднав до Литви Чорну Русь з містами (Волковиськ, Слонім і Новгородок) і був урочисто коронований 1253 року в її центральному місті Новгородку. Пізніше коронації не удостоївся жоден із володарів Великого князівства, хоча питання про литовську корону активно обговорювалося, особливо за часів Вітовта. Міндовг приєднав до своєї держави частину Турово-Пінської та Полоцької земель з містами Гродно, Полоцьк, Вітебськ; ходив походами на Смоленськ, Чернігів.

### Приєднання Русі
У XIV столітті литовські князі з роду Гедиміновичів вдало скористались початком занепаду Золотої Орди в процесі збирання і переділу руських земель, спустошених в середині XIII століття навалою Батия. Співвідношення слов'янських та власне литовських земель у складі Великого князівства 1341 року було 2,5 до 1, а 1430 року вже як 12 до 1. За Ґедиміна (1316–1341) відбулося зміцнення територіальної єдності Великого князівства (приєднались Мінськ, Орша, Берестя, Пінськ, Турів, відбувалися спроби приєднати Київське князівство), утвердження спадковості князівської влади. «Хроніка Литовська» пише, що 1322 року Гедимін захопив Житомир, Київ, Канів, Черкаси, Брянськ, Переяслав. Цього року відбулась битва на річці Ірпінь за три милі від Києва, з боку Русі брали участь князь переяславський Олег, луцький князь Лев, Роман Брянський з лицарством і військами, Станіслав, князь київський, і татари. В результаті перемоги Литви Гедимін поставив старшим намісником своїм Міндовга Гольшанського. Станіслав і Роман втекли до Рязані.
1340 року литовський князь Любарт Гедимінович (хрещений під іменем Дмитра) зайняв Волинь. Основний масив українських земель було приєднано до Литви за князювання Ольгерда. Він приєднав Чернігівсько-Сіверські (1357—1358), Подільські (1363) та Київські землі (1362—1363), завдавши поразки 1362 року на Синіх Водах татарам. Нові землі приєднувалися як шляхом завоювання, так і через мирні ініціативи (угоди, шлюбні і родинні союзи) з переважанням останніх. Консолідація литовських та білорусько-українських політичних сил була відносно добровільною. Литовські князі виступили заміною Рюриковичам у процесі об'єднання руських князівств. Вони діяли за принципом «нового не вводимо, старого не міняємо», активно переймали руську культуру: право («Руська правда»), мову, православ'я, активно укладали шлюби із руською знаттю. Велике князівство Литовське стало однією з найбільших держав Європи. Це був союз багатьох земель, влада в яких була в руках місцевої шляхти під верховенством великого князя. Наявний у такому приєднанні елемент загарбання історики іноді мінімізують антиординським спрямуванням литовської політики та її традиціоналізм. Але більш історичною є думка про договірну природу взаємин між володарями ВКЛ та Золотої Орди, наслідком чого стало створення литовсько-татарського кондомініуму (сумісного володіння) земель колишньої Київської Русі. Політичний устрій Литви у XIV столітті мав риси діархії — співправління володарів, які княжили у Вільно і Троках. Лише наприкінці століття за Вільно закріпився статус столичного міста.

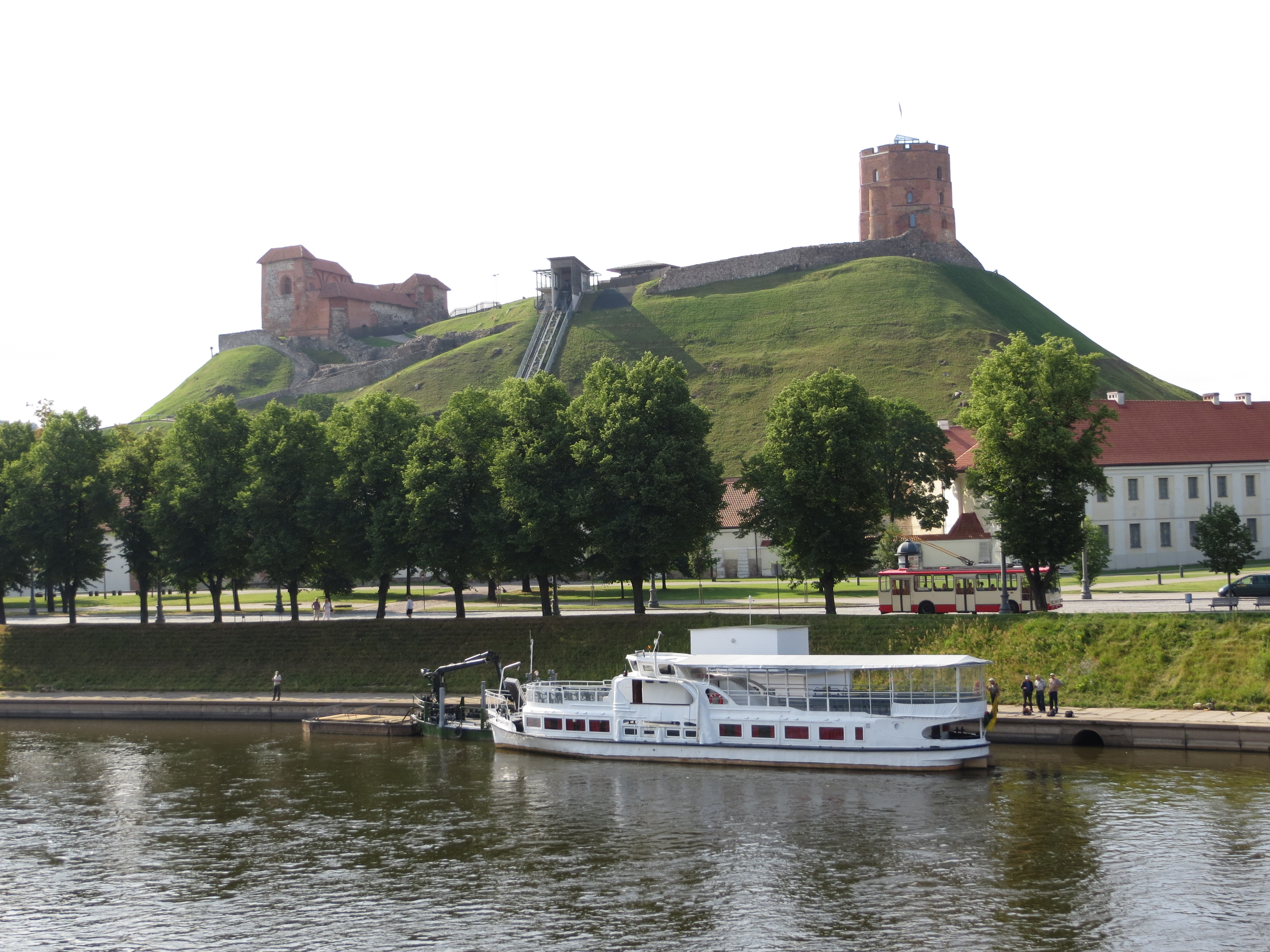
Руїни замку Ґедиміна у Вільнюсі
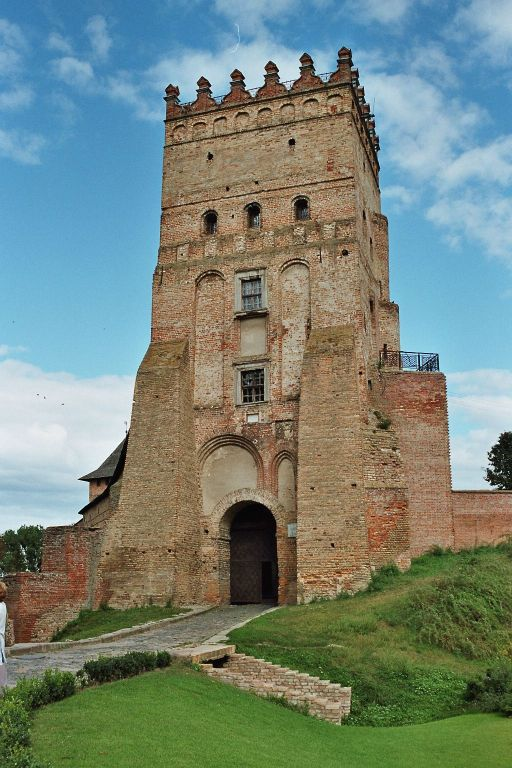
Замок Любарта у Луцьку
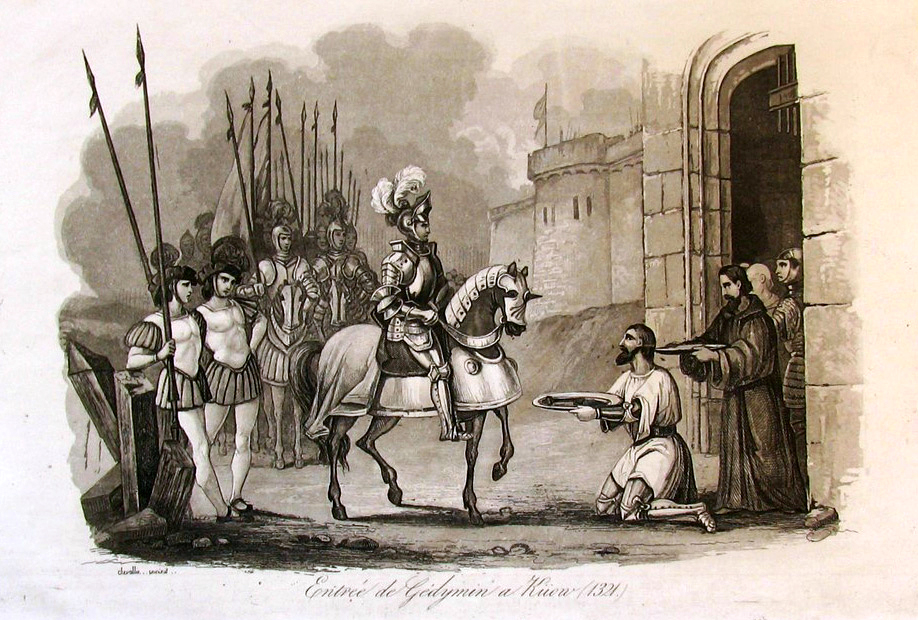
В'їзд Ґедиміна до Києва
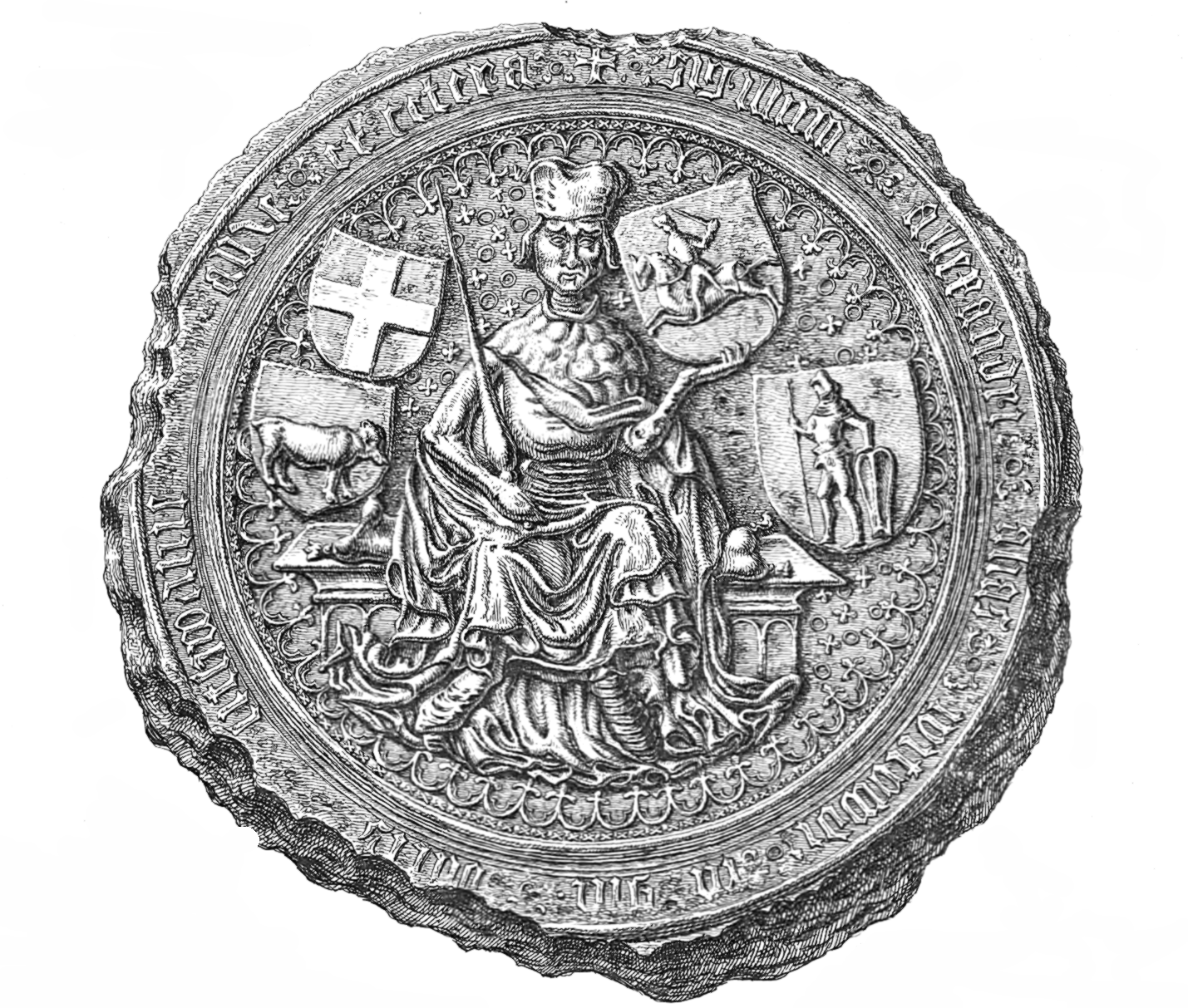
Печатка Вітовта з гербами Литви, Жемайтії та Русі (хрест)
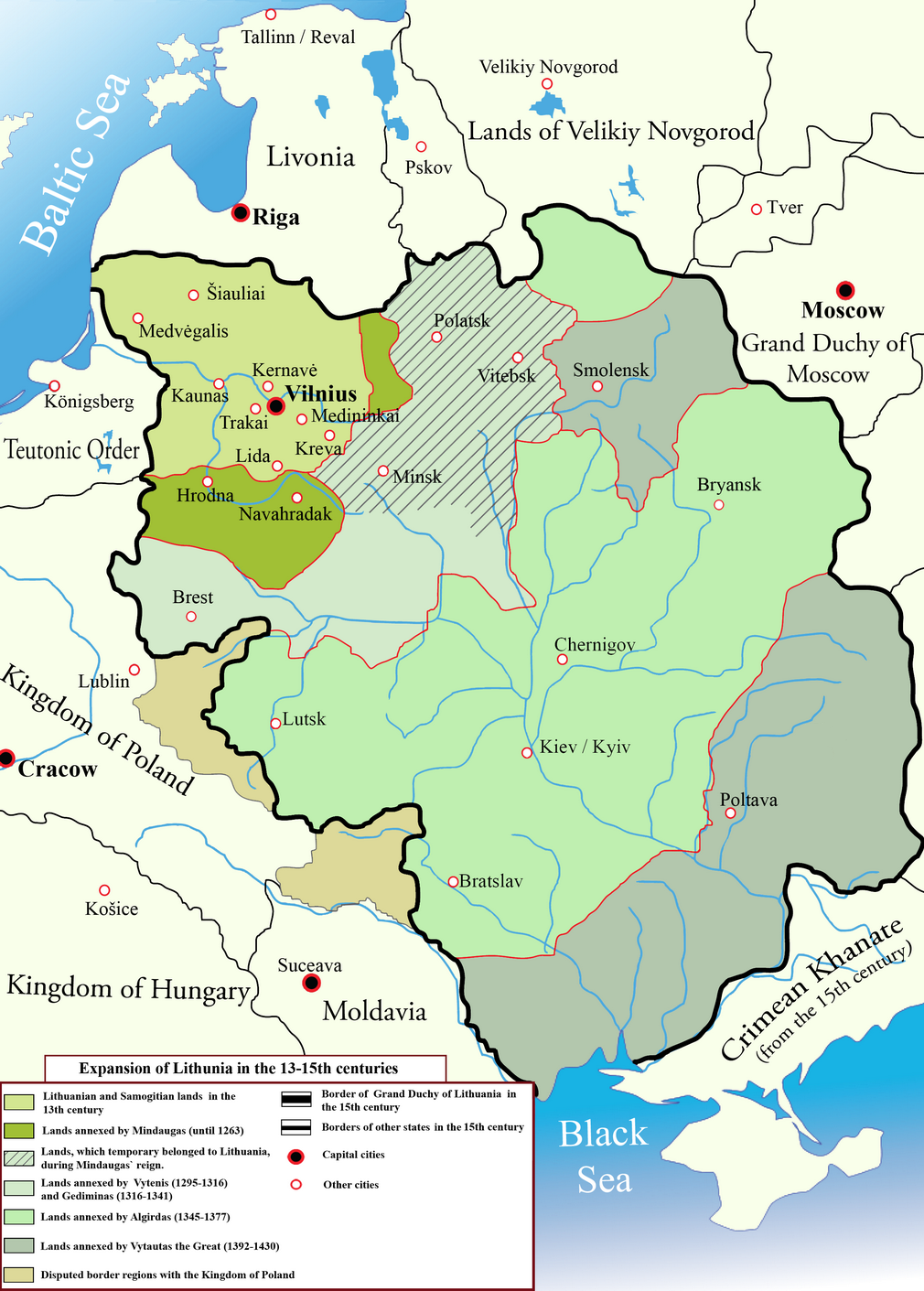
Експансія Литви на землі Русі

У 1381—1384 роках у Великому князівстві відбулася перша громадянська війна за владу між потомками Гедиміна. Завершилась компромісом, який, однак, не задовільняв жодну зі сторін. 1384 року герб «Погоня» став державним гербом.

### Зближення з Польщею
Для зміцнення внутрішнього та зовнішньополітичного становища князівства у боротьбі з експансією Тевтонського ордену, посилення державної влади та централізації, 14 серпня 1385 року князь Ягайло уклав Кревську унію з Польщею — шлюбний договір, за яким Ягайло прийняв католицтво і став польським королем під ім'ям Владислава II (1386—1432). Ягайлу не вдалося створити єдину державу, але унія визначила процес зближення Великого князівства та Польщі й поступове зменшення ролі руських елементів у державі, що стало ще помітнішим із переходом у католицтво владної верхівки князівства 1386 року. Процес хрещення Литви, затягнувся на довгі роки, останньою 1414 року було охрещено Жемайтію.
Невдоволення частини литовсько-руської шляхти зближенням з Польщею призвели до початку другої громадянської війни. Унаслідок Острівської угоди 1392 року намісником Ягайла у Литві (з 1395 року став використовувати титул Великий князь Литовський) став Вітовт Кейстутович (1392—1430), його двоюрідний брат. Він проводив державницьку політику «великого княжіння на всій Руській землі», централізував владу, замінив удільних князів на намісників, ліквідував Київське, Подільське, Новгород-Сіверське і Чернігівське князівства. Наприкінці XIV століття хан Тохтамиш спеціальним ярликом формально скасував режим підлеглості Орді руських земель, що перебували під владою великого князя Вітовта. Вітовт розбудовував на півдні українських земель систему опорних укріплень (в Брацлаві, Черкасах та ін.), ставив фортеці у південних степах (Дністровський лиман), здійснив у 1397—1398 два переможні походи проти Золотої Орди. Під час князювання Вітовта значно поширилась українська територіальна колонізація на південь та схід, аж до Чорного моря — києво-руське наприкінці XIV — початку XV століть населення звело кілька укріплень та замків: Караул (на Дністрі), Чорне місто (Черн на Дністровському лимані, на лівому (овідіопольському) березі), Коцюбіїв (Кацібей, Качибей — на берегах Одеської затоки, між двох лиманів — Хаджибейського (Кацибей) і Куяльницького (Куганлик); на місці сучасної Одеси), кілька військових поселень на Південному Бузі (Бужин?) і нижньому Дніпрі (Дашів та Вітовтова Митниця).
З 1398 року Литовська держава стала називатися Велике князівство Литовське, Руське і Жемайтське.

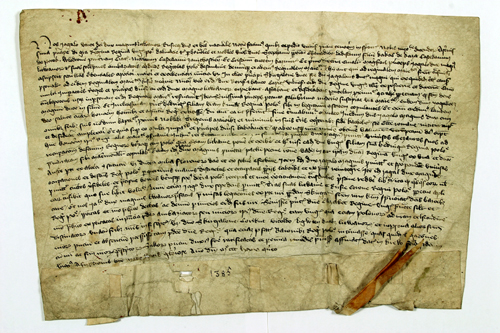
Кревська унія
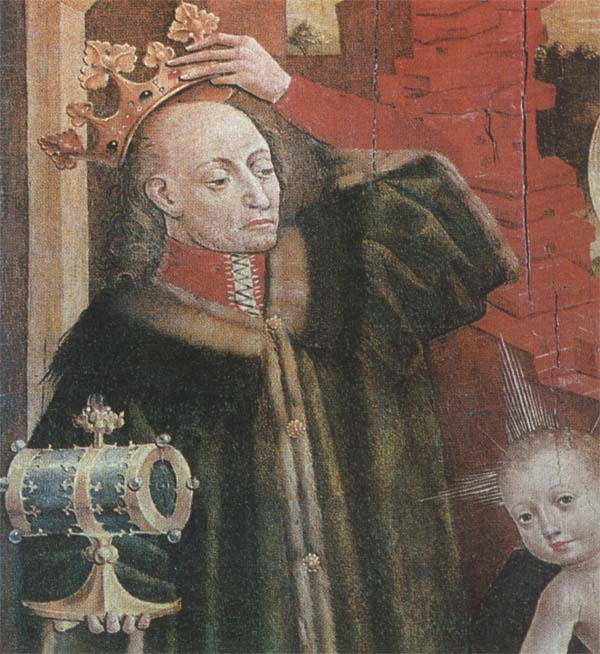
Коронування Ягайла
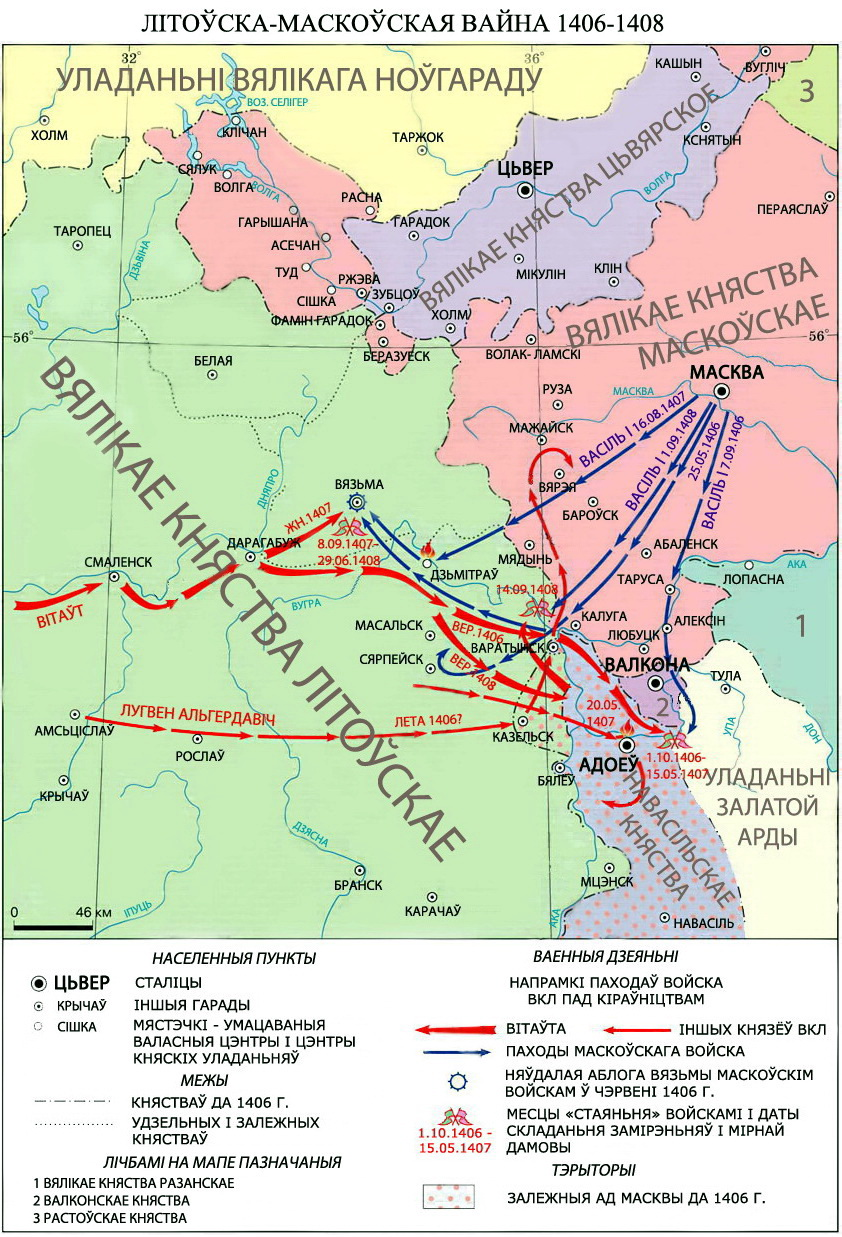
Литовсько-московська війна 1406—1408 років
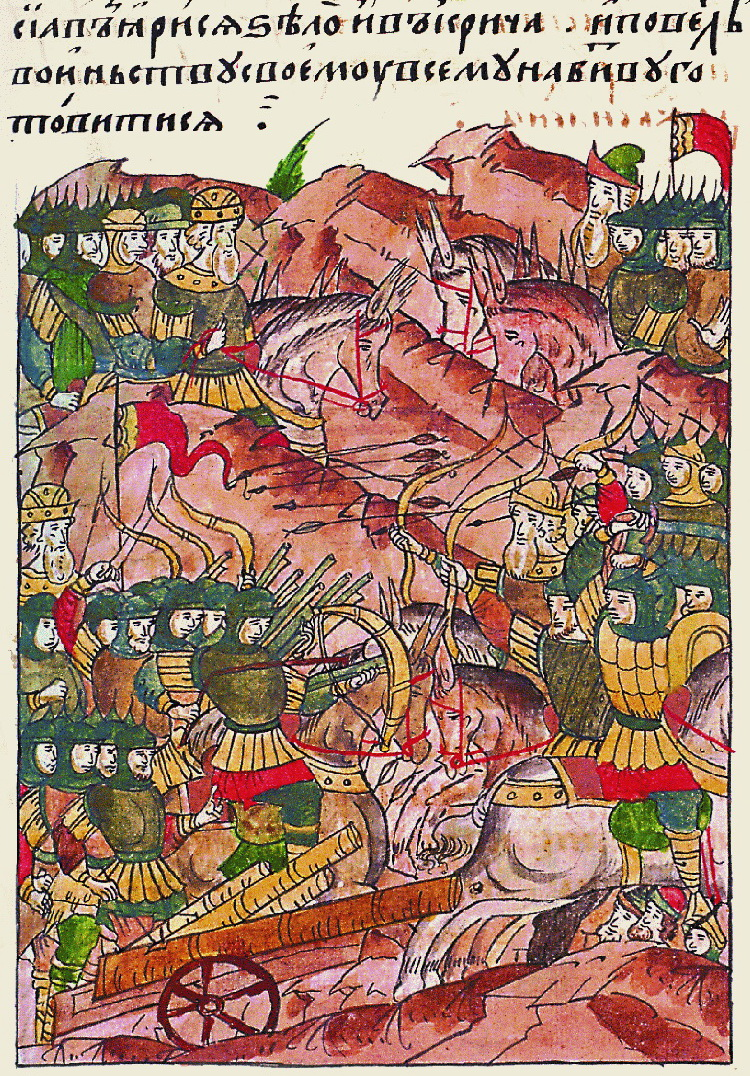
Битва на Ворсклі 1399 року
«Ґрюнвальдська битва», Ян Матейко, 1878 рік
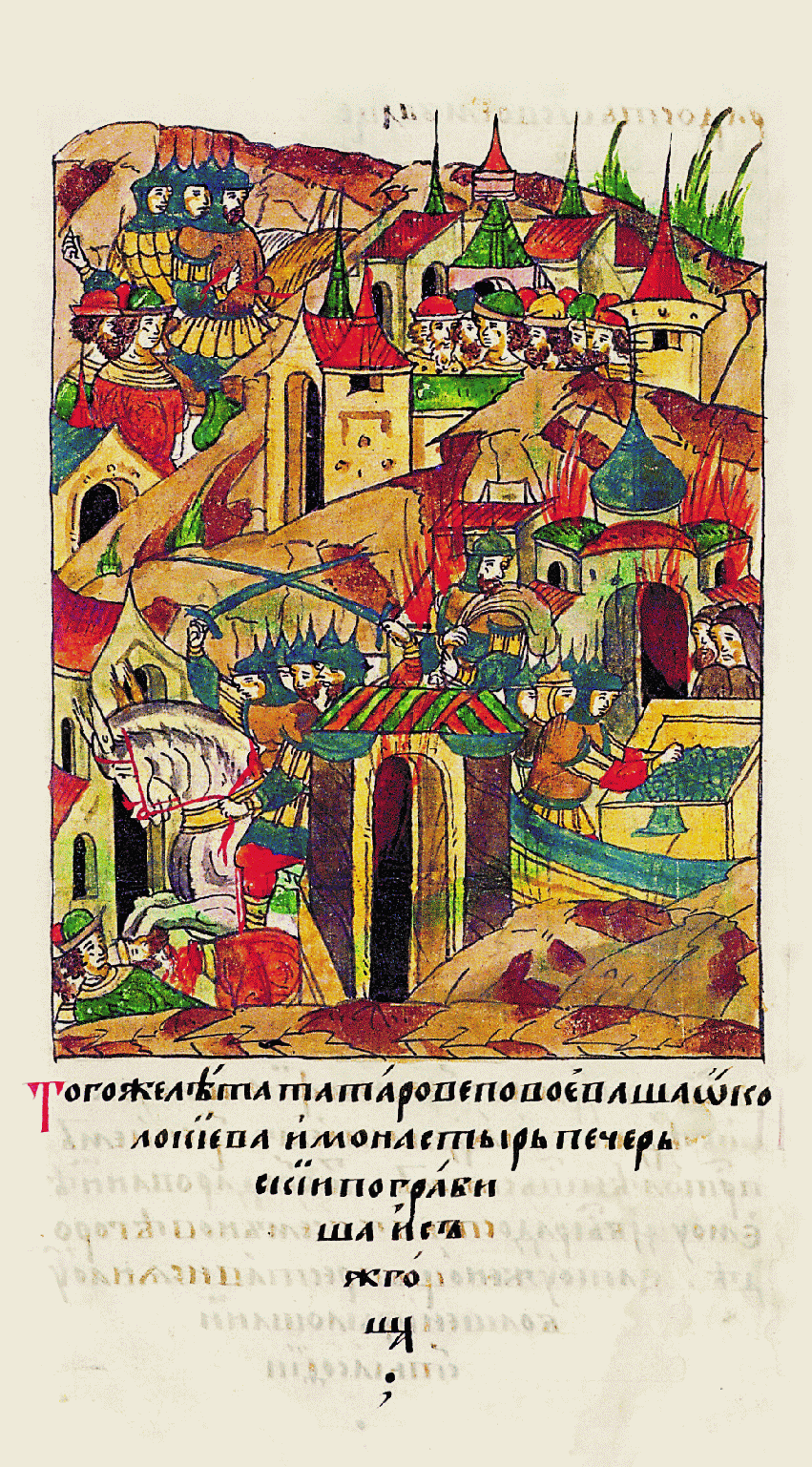
Спалення Єдигеєм Києва 1416 року

12 серпня 1399 року золотоординський темник Єдигей, засновник Ногайської орди завдає нищівної поразки у битві на Ворсклі литовським військам. Зупинилося становлення самостійної Литовсько-Руської держави, а Вітовт був змушений іти на зближення з Польщею, 1401 року була підписана Віленсько-радомська унія, за якою його було визнано довічним правителем Литви, а унія з Польщею відкладалась до часу його смерті. 1408 року Вітовт Угрським миром завершує литовсько-московську війну й встановлює кордон із Московським князівством по річці Угрі. Ці події перекреслили плани Вітовта про об'єднання в межах литовської державності всієї Русі. Зближення із Польщею створило умови для перемоги над Тевтонським орденом у Грюнвальдській битві 1410 року, приєднання Жемайтії та земель за Німаном до князівства, водночас сприяючи привласненню українських земель польським панством, поширенню в Україні польського шляхетського права та фільварково-панщинної системи. 1413 року Вітовт уклав Городельську унію з Ягайлом, що підтверджувала політичну автономність Великого князівства незалежно від постаті її великого князя. Водночас цей документ поклав початок уніфікації суспільно-політичних інституцій: утворення воєводств і каштеляній, поширення на литовське боярство системи польських гербів тощо. 1415 року в Новгородку Вітовт висвятив всупереч волі константинопольського патріарха київським і литовським митрополитом Григорія Цамблака. Натомість сили кочовиків на південно-східному фронтирі його держави залишались при силі, 1416 року Єдигей спалив Київ, але не спромігся захопити його замок.

### Громадянська війна
По смерті Вітовта 1430 року розгорнулась боротьба за великокняжий престол між Свидригайлом Ольгердовичем, сином Ольгерда та братом Ягайла (якого підтримали православні й промосковські бояри з князями) та Сигізмундом Кейстутовичем (дотримувався прозахідного вектора розвитку князівства). У ніч з 31 серпня на 1 вересня 1432 року на Свидригайла було вчинено замах, його владу узурпував Сигізмунд Кейстутович. Протистояння політичних партій переросло в феодальну громадянську війну. Протягом 3 років (1432—1435) в межах князівства фактично існувало дві держави — власне Литва (сьогодні Білорусь + Литва), яким володів син Кейстута та брат Вітовта — Сигізмунд, і Велике князівство Руське. Остаточно перемогла партія Сигізмунда, який сам став жертвою змови 20 березня 1440 року. Проте Свидригайло спромігся об'єднати під своєю владою Волинь та Поділля і створити удільну державу — Волинське князівство, яке було скасоване після його смерті 1452 року. 1440 року на 30 років було відновлено удільне Київське князівство, на чолі якого стояли внук Ольгерда Олелько Володимирович (1443—1455), а пізніше правнук Семен Олелькович (1455—1470).

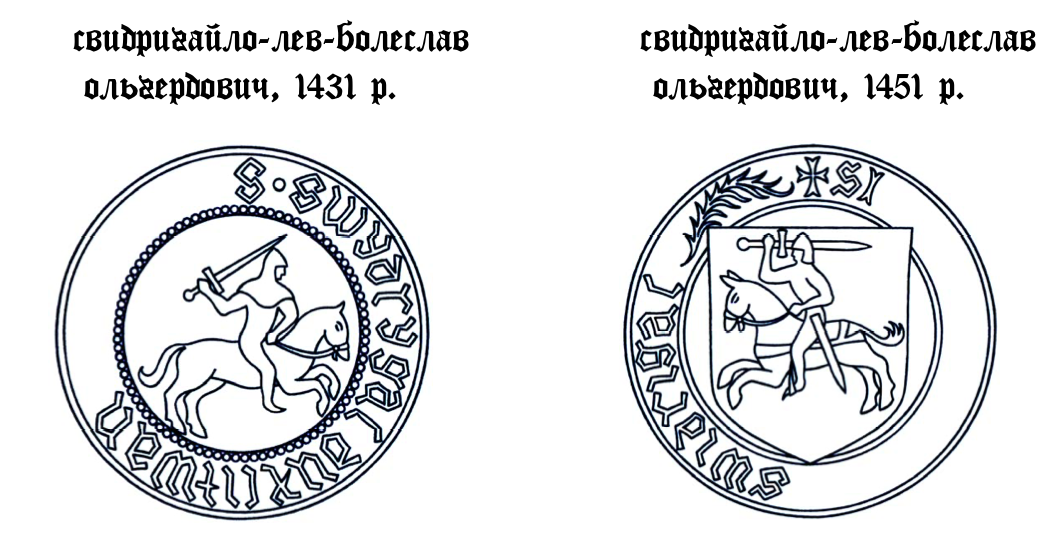
Реконструкція печаток Свидригайла Ольгердовича
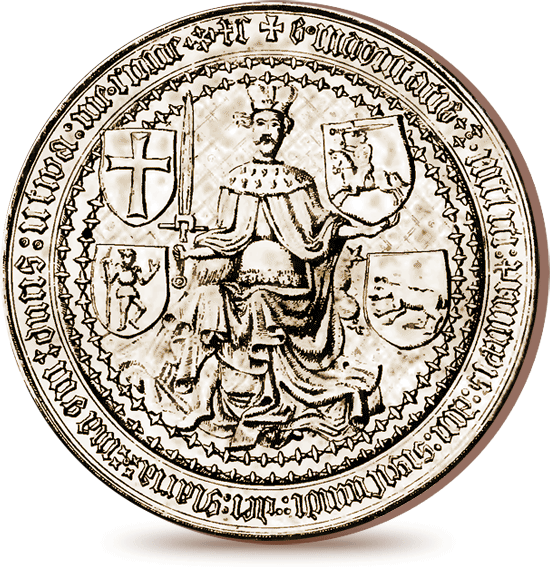
Печатка Сигізмунда Кейстутовича, 1437 рік
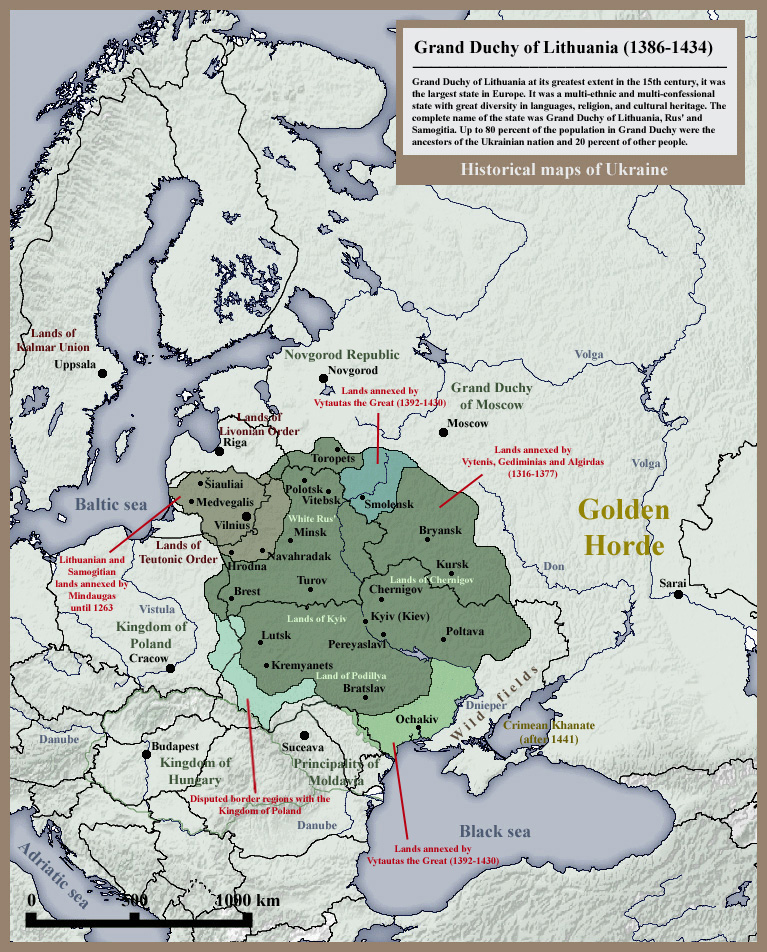
Велике князівство Литовське, 1434 рік
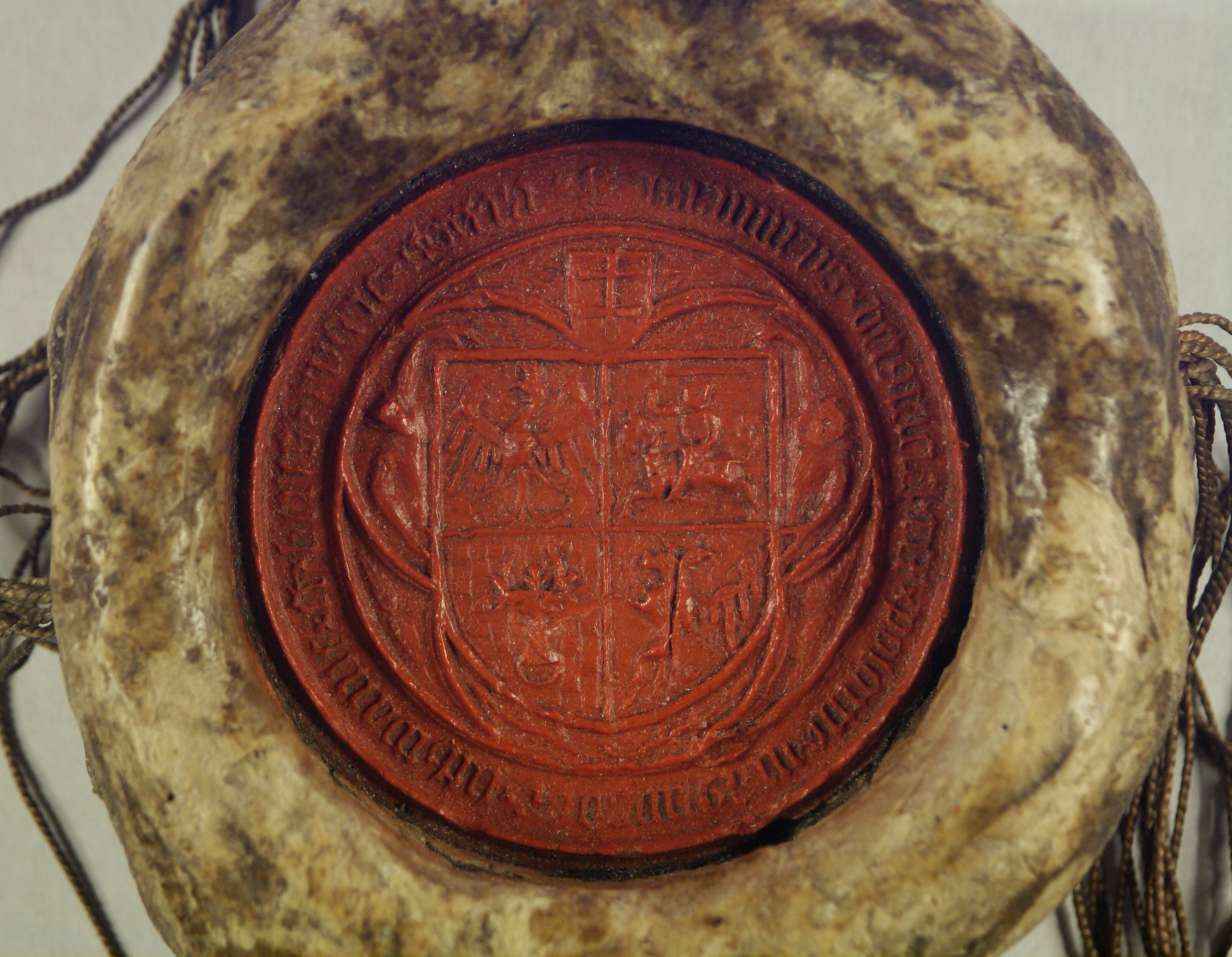
Печатка Казимира IV Ягеллончика

### Протистояння Москви та Польщі
Ситуація в країні стабілізувалася з обранням великого князя Казимира IV Ягеллона польським королем 1447 року особиста унія перетворилася на династичну — через обрання великих литовських князів одночасно і польськими королями (утвердження нової династії — Ягеллони, нащадків Ягайла, до 1572 року). Спроби литовсько-руської еліти отримати окремого від Польщі правителя не здобули успіху. Польські магнати вимагали приєднання до Польщі Волині та Східного Поділля, але Казимир IV відхилив домагання польських феодалів. Західні українські землі увійшли до складу Польщі як Руське і Подільське воєводства, боярам надали ті самі права, що були у польської шляхти, містам місцеве самоврядування — магдебурзьке право. 1452 року були остаточно ліквідовано Волинське князівство, а 1471 року — Київське. 1481 року князі-«самостійники» спробували утворити змову, але її було придушено у зародку.
Наприкінці XV століття у Великому князівстві відбулися певні зрушення в системі організації влади. Дорадчий орган, пани-рада, фактично підпорядкував собі великокнязівську владу, стали скликатися загальношляхетські сейми. Політичний та державний устрій держави формувався як станово-представницька монархія, влада в якій сконцентрувалася в руках литовської магнатсько-шляхетської верхівки. Відбулося посилення влади феодалів над селянством, оформлення їхньої особистої залежності, втрата прав на землю. Від 1468 року правова сфера регламентувалася Судебником Казимира IV. Створені у цей час (доповнені пізніше рецепцією римського права Литовськими статутами) правові норми зберігали свою дієвість до XIX століття.
Після смерті Казимира IV персональну унію Польщі й Литви було розірвано: великим князем став його молодший син Олександр Казимирович (1492—1506), а польським королем — його брат Ян I Ольбрахт (1492—1501). Після смерті останнього 1501 року обидві держави знову з'єдналися, Олександр посів польський престол. Пізніше польську корону разом з литовським великокняжим престолом успадкували молодший син Казимира IV Жигмонт, або Сигізмунд I (1506—1548) та онук Сигізмунд II Август (1548—1572).
Впродовж XV—XVI століть велике князівство розбудовувалось на основі територіально-федеративного принципу, а низка тогочасних «земель» користувалася власним правом, закріпленим у спеціальних привілеях, що фіксували норми Вітовтової доби. У цей же час землі Литви стали об'єктом претензій з боку Великого князівства Московського, володарі якого заявляли права на давньоруську територіальну спадщину, посилаючись на генеалогічний зв'язок із давніми київськими князями — Рюриковичами. Ідеологічне протистояння переросло в серію виснажливих війн. З другої половини XV століття у становищі Великого князівства відбуваються значні зміни: послаблення Золотої Орди, посилюється московсько-литовський конфлікт за руські князівства, з 1480-х років починаються набіги татар Кримського ханства. Одночасно відбувається асиміляція руської політичної верхівки. Останнім виступом руських князів, нащадків Рюрика, було повстання князів Глинських 1508 року. Воно було придушено, князі з частиною земель (Стародубщина, Чернігівщина, Новгород-Сіверщина) внаслідок московсько-литовської війни перейшли до Московщини. 1514 року війська Костянтина Острозького у битві під Оршею розбили армію Василія III і зупинили на деякий час загарбання Москвою руських земель.
Радомська конституція 1505 року визначила органи станової монархії держави — двопалатний сейм (сенат, шляхетська хата), шляхетські сеймики, що отримали право на законодавчу діяльність та деякі функції управління. В першій половині XVI століття під впливом соціально-політичних процесів у Польщі зростала активність литовської шляхти, посилилося прагнення обмежити всевладдя магнатів, розширити свої політичні права. З 1512 року шляхта почала надсилати своїх депутатів до сейму. Виняткове становище шляхти та магнатів у Великому князівстві Литовському, закріпачення селянства оформили Литовські Статути 1529, 1566, 1588. Одночасно князівська влада здійснювала ліквідацію удільних князівств на руських землях, сприяла адміністративній централізації. За адміністративною реформою 1564—1566 Велике князівство Литовське було поділене на 13 воєводств; на українських землях було утворено Київське, Волинське та Брацлавське воєводства.

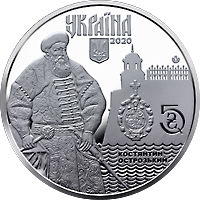
Костянтин Острозький на українській монеті
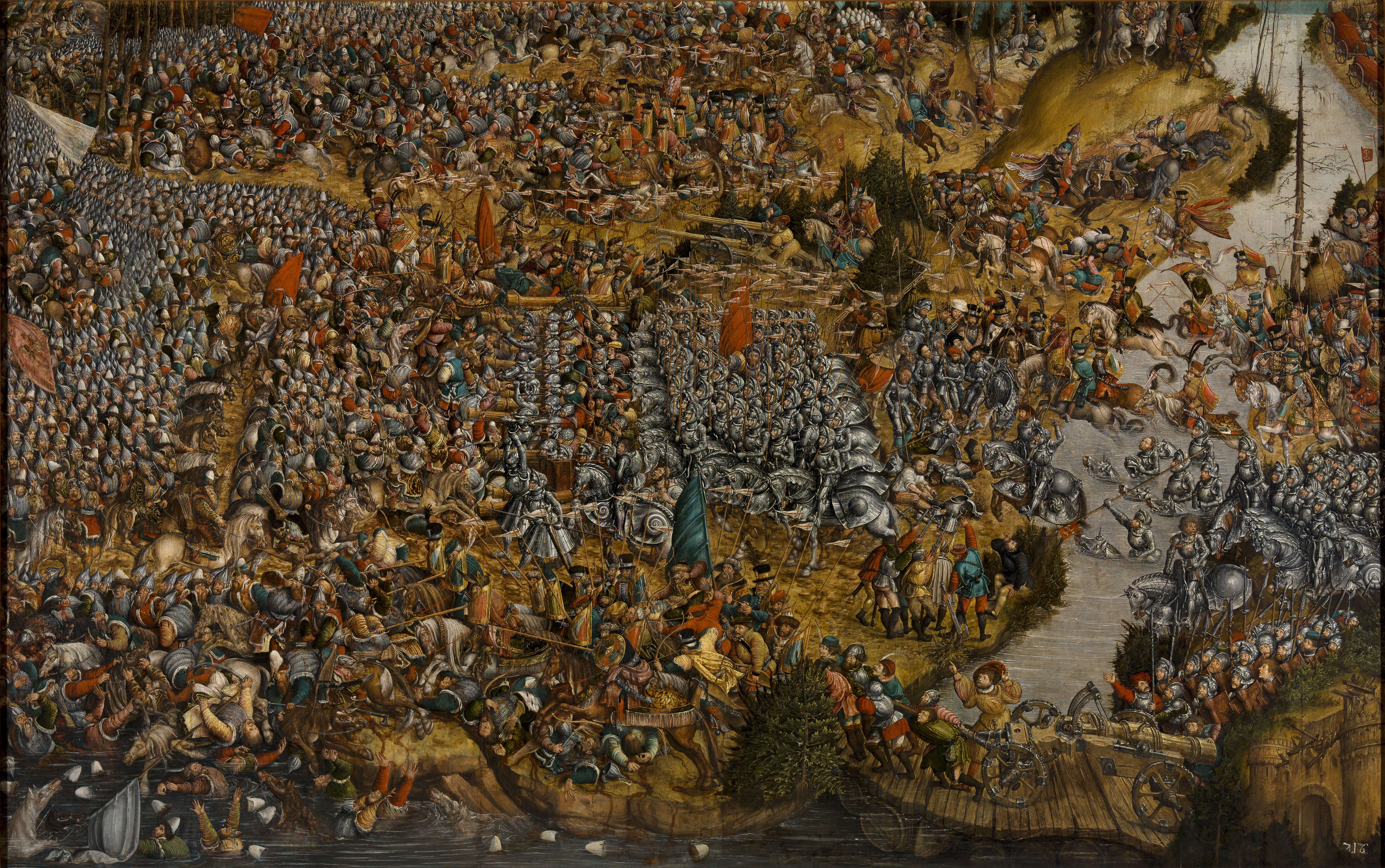
Битва під Оршею, 1514 рік
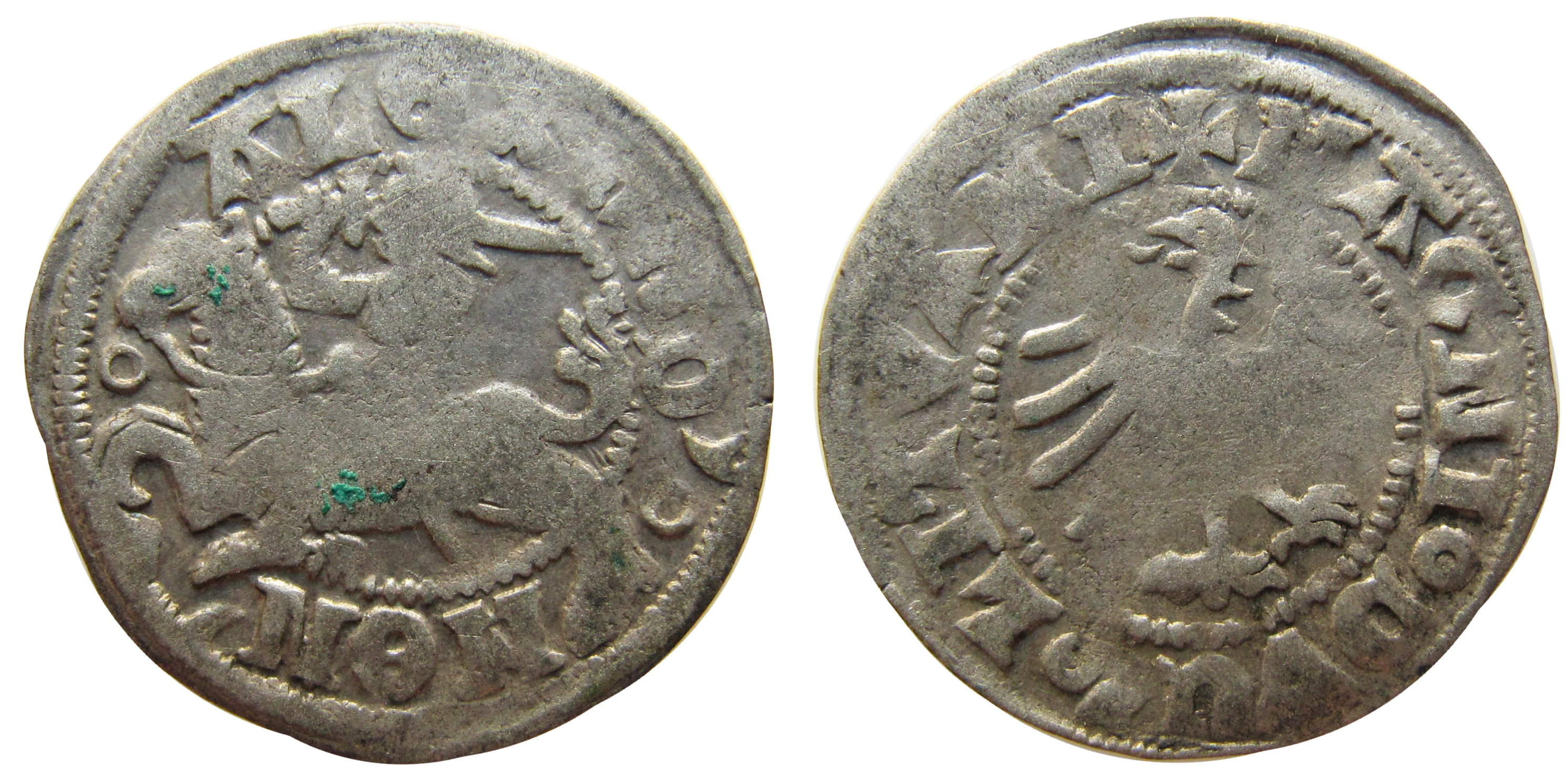
Монета Олександра Ягеллона. Початок XVI століття

За вказівкою польського короля Сигізмунда I у 1506—1548 зібрано відомості про стан південних кордонів Великого князівства Литовського на південному сході України[джерело?]. Південно-західний кордон Литовського князівства проходив від річки Мурафа, лівої притоки Дністра (на півдні Вінницької області), далі униз по Дністру до Чорного моря; по чорноморському узбережжю до Дніпровського лиману, включаючи руський Дашів (сучасний Очаків), йшов по Дніпру доходячи до острова Тавань (тут знаходилася переправа, котру спільно утримували литовський князь і кримський хан); далі переходив на Кінські Води; з лівого берега Кінських Вод виходив на Приазовську височину; далі звертав на Воловий Брід (знаходився при впадінні в праву притоку Вовчої річки Солона); далі йшов до джерел річки Самара; далі переходив Сіверський Донець і по правому берегу Осколу йшов на Тиху Сосну (права притока Дону); далі підходив до південно-західного кордону Московського царства.

### Утворення Речі Посполитої
Неспроможність протистояти тискові Московії в Лівонській війні (1558—1583), а також прагнення шляхти обмежити магнатів, зрівняти права з польською шляхтою дали поштовх до підписання 1 липня Люблінської унії на сеймі що тривав з 10 січня по 12 серпня 1569 року.
Велике князівство Литовське, Руське і Жемайтське утворило з Королівством Польським єдину федеративну державу — Річ Посполиту (Республіку). Держава керувалась обраним королем, що коронувався у Кракові як польський король і великий князь литовський. Сейми тепер могли скликатись лише спільні. Зовнішня політика концентрувалась в одних руках. У складі Речі Посполитої Велике князівство Литовське зберегло певну автономію: свої органи адміністративного управління, військо, фінанси (карбувалась власна монета — пенязь), судочинство, що велося на основі Литовських Статутів, державну («руську») мову. Одночасно пришвидшилось спольщення та окатоличення еліти Великого князівства Литовського — переселення поляків, поширення польської мови та католицької релігії, домінування польської культури.
Також за умовами унії ВКЛ втрачало майже всі українські землі — Київське, Волинське і Брацлавське воєводства на користь Польської Корони. У межах Великого князівства Литовського залишились тільки північно-західні руські землі — Берестейщина й Пінщина. У загарбанні українських земель польська владна верхівка разом із ополяченими руськими боярами використовувала антитезу московській ідеї збирання земель Рюриковичів.

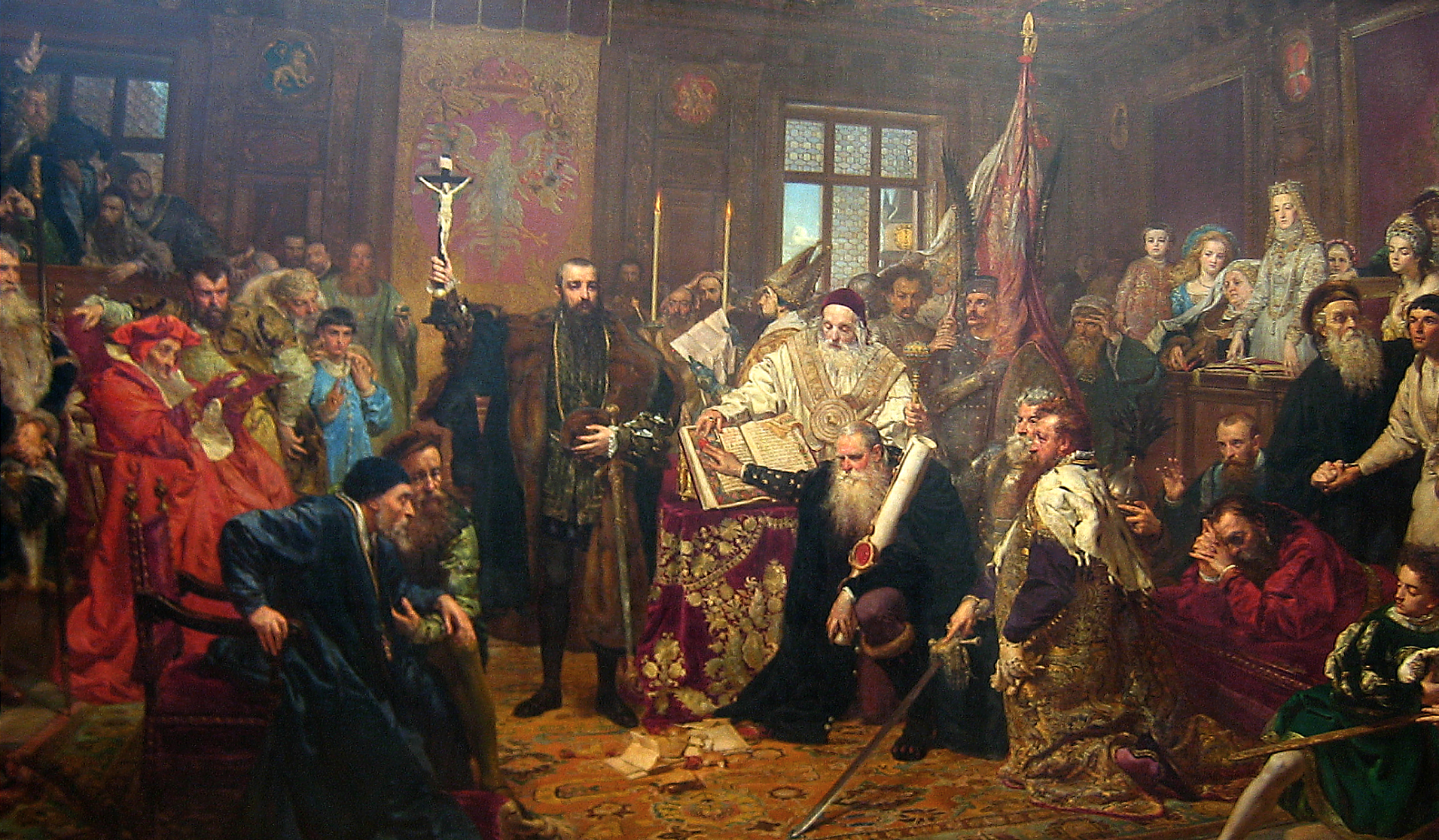
«Люблінська унія», Ян Матейко, 1869 рік
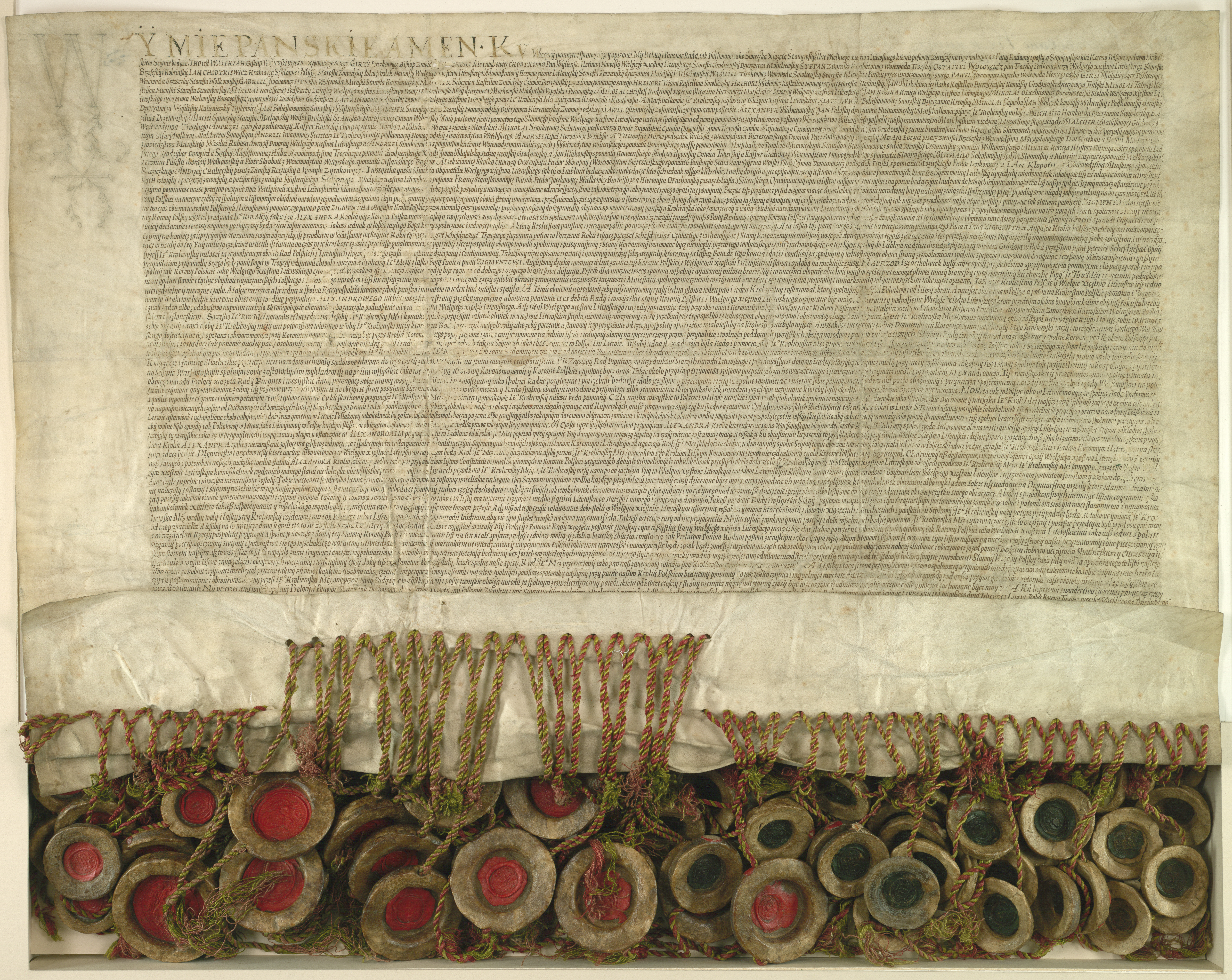
Люблінська унія
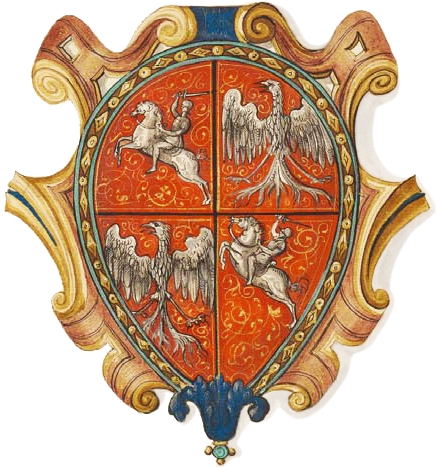
Герб Речі Посполитої
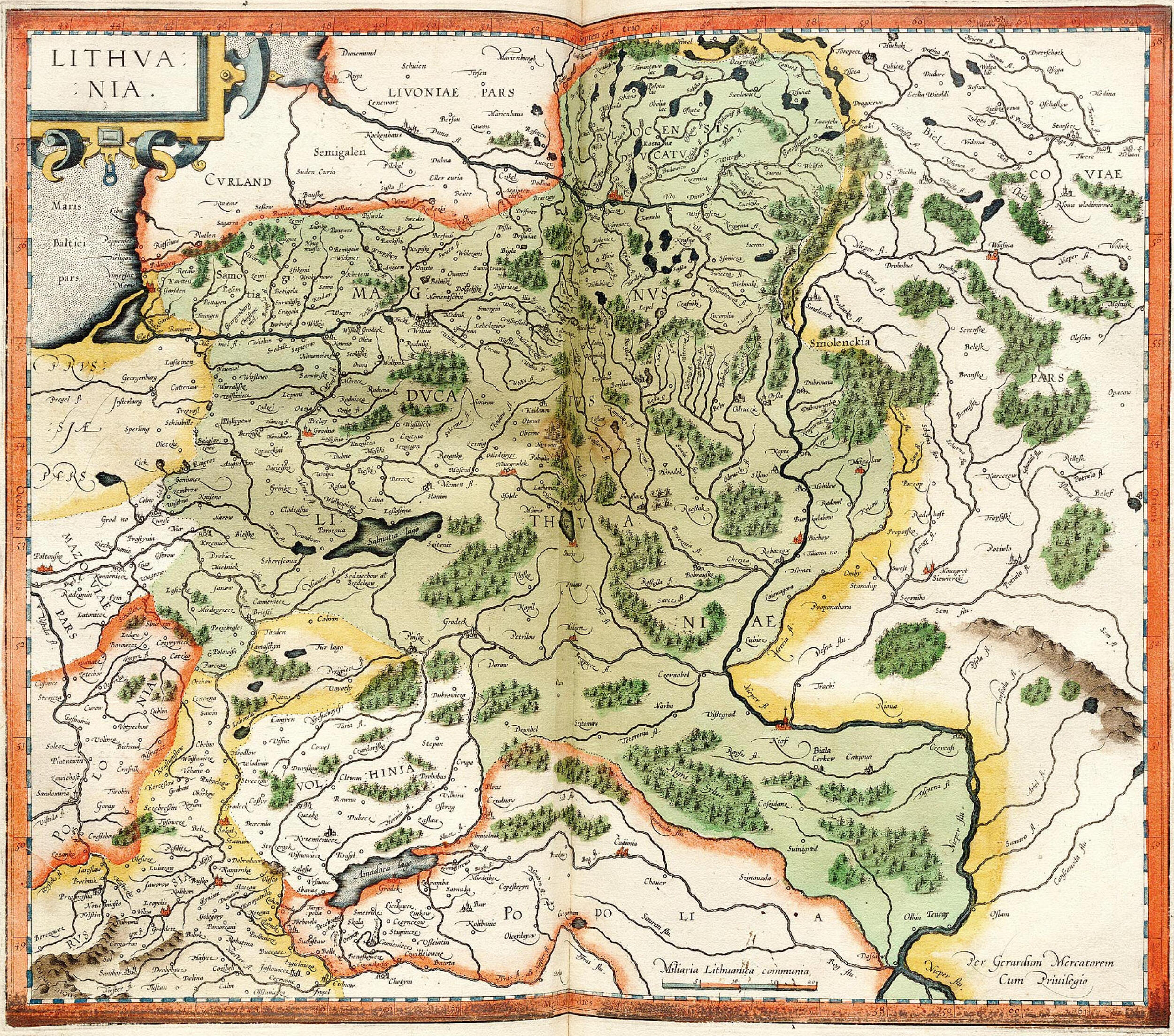
Карта князівства з підписом «Литва», 1596 рік
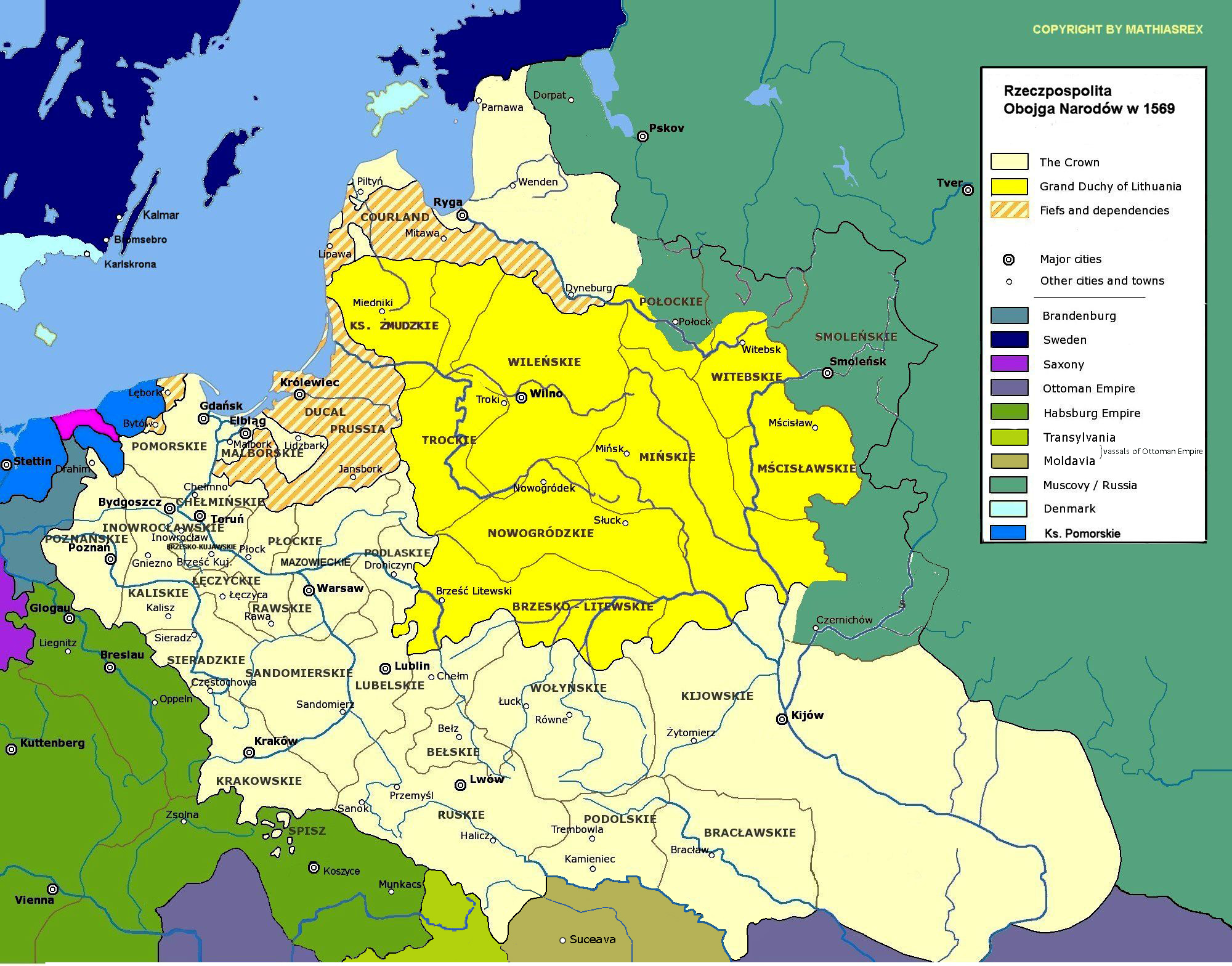
Карта Речі Посполитої, 1569 рік
Карта Великого князівства Литовського та інших прилеглих до нього регіонів у 1613 році

Внутрішню й зовнішню політику Речі Посполитої визначала Польща, але провідна роль магнатів у Великому князівстві Литовському зумовила посилення їхньої ролі в Речі Посполитій. Розорення дрібної та середньої шляхти з кінця XVI-го століття сприяло підпорядкуванню її магнатам та домінуванню магнатської верхівки в соціально-політичному житті держави. На початку XVII-го століття шляхта спробувала посилити свої позиції, використавши Реформацію та конфіскацію церковних земель. Але в 1606–1607 роках Сигізмунд ІІІ розгромив рокош — масовий збройний виступ шляхти.

### Козацтво
Супроти татарських набігів на північній межі Дикого Поля з селян, що рятувались від закріпачення на великих фільварках формуються козацькі ватаги. Своєрідними «дверима» в Поле з боку густо заселеного Середнього Подніпров'я були пороги Дніпра, а за порогами починався Низ. Річище тут було засіяне безліччю островів, a Дніпро розділявся на рукави, утворюючи чисельні озера, затоки й протоки — Великий Луг. Слово «козак» тюркського походження й означає «вільну людину». «Козакування» полягало й у землеробстві, рибальстві, тваринництві й полюванні, час від часу вони супроводжували східні каравани. Перша писемна згадка про козаків датується 1492 роком, що напали на турецький корабель у Дніпровому гирлі. Магнати спочатку переважно прихильно ставились до козацтва, як до вільних служилих людей нижчих прошарків; тут давалися взнаки прагнення зняти соціальну напругу, що виникала під час ревізій, а також необхідність оборони південних кордонів Великого князівства. В умовах турецько-татарської агресії в державі фактично не було створено систему оборони, яка система вимагала постійної армії, великих податків, що могло посилити владу великого князя і призвести до втрати станових привілеїв магнатів і шляхти. Шляхта Великого князівства Литовського, що одночасно виступала й державцями на місцевому рівні, розглядала козаків як союзників та як постійну силу, що вела боротьбу проти татар і турків.
Зростання чисельності козацьких ватаг та їхні набіги на землі Кримського ханства створювали постійну напругу у відносинах між литовськими князями і ханом (пізніше Османською імперією). 1556 року магнат Дмитро Байда Вишневецький заради боротьби з кочовиками засновує першу козацьку січ, дерев'яну укріплену залогу, за порогами Дніпра на острові Мала Хортиця. Перша документальна згадка про січ зустрічається у «Всесвітній хроніці» Мартина Бельського. 1559 року, перебуваючи на службі московського царя Івана Грозного воює Азов у пониззі Дону, а 1570 року запорожці тут засновують Черкаський городок, першу столицю Дінського козацтва. Робив також походи на Молдову, був схоплений османами і страчений через підвішування на гаку 1562 року. За свої діяння став популярним героєм усної народної творчості.
Запорожці мали військово-демократичний устрій політичного життя, усі питання вирішували на загальних радах шляхом одностайного прийняття, керівні органи були виборними — отамани та козацька старшина. З часом внаслідок поступового майнового розшарування старшина все більше перебирала на себе владні важелі, відбувалось розшарування й віддалення від бідної частини — голоти, сіроми. Переважна більшість козаків з руських людей, також траплялися татари, московити, поляки, угорці і німці. Князь Василь-Костянтин Острозький з метою приборкання козацтва обрав інший шлях й першим почав їх винаймати за платню як прикордонників. Уряд Великого князівства Литовського і гетьман Григорій Ходкевич використовували їх як гарнізони фортець, для розвідки, охорони. Козацькі загони підпорядковувались великому князю литовському.

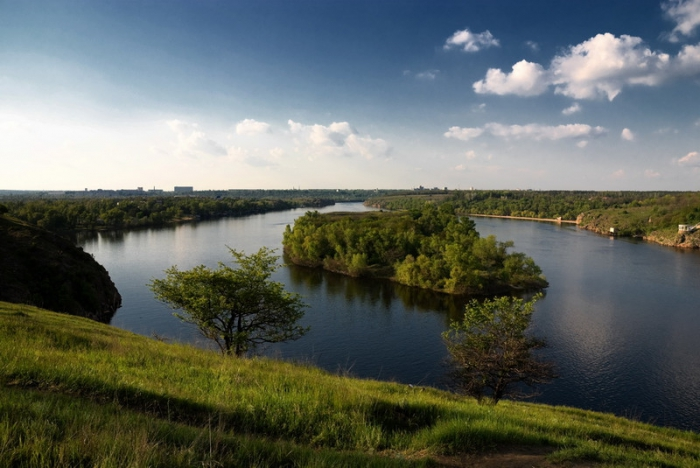
Острів Мала Хортиця
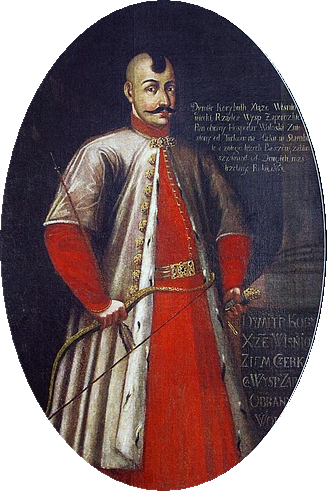
Дмитро Байда Вишневецький
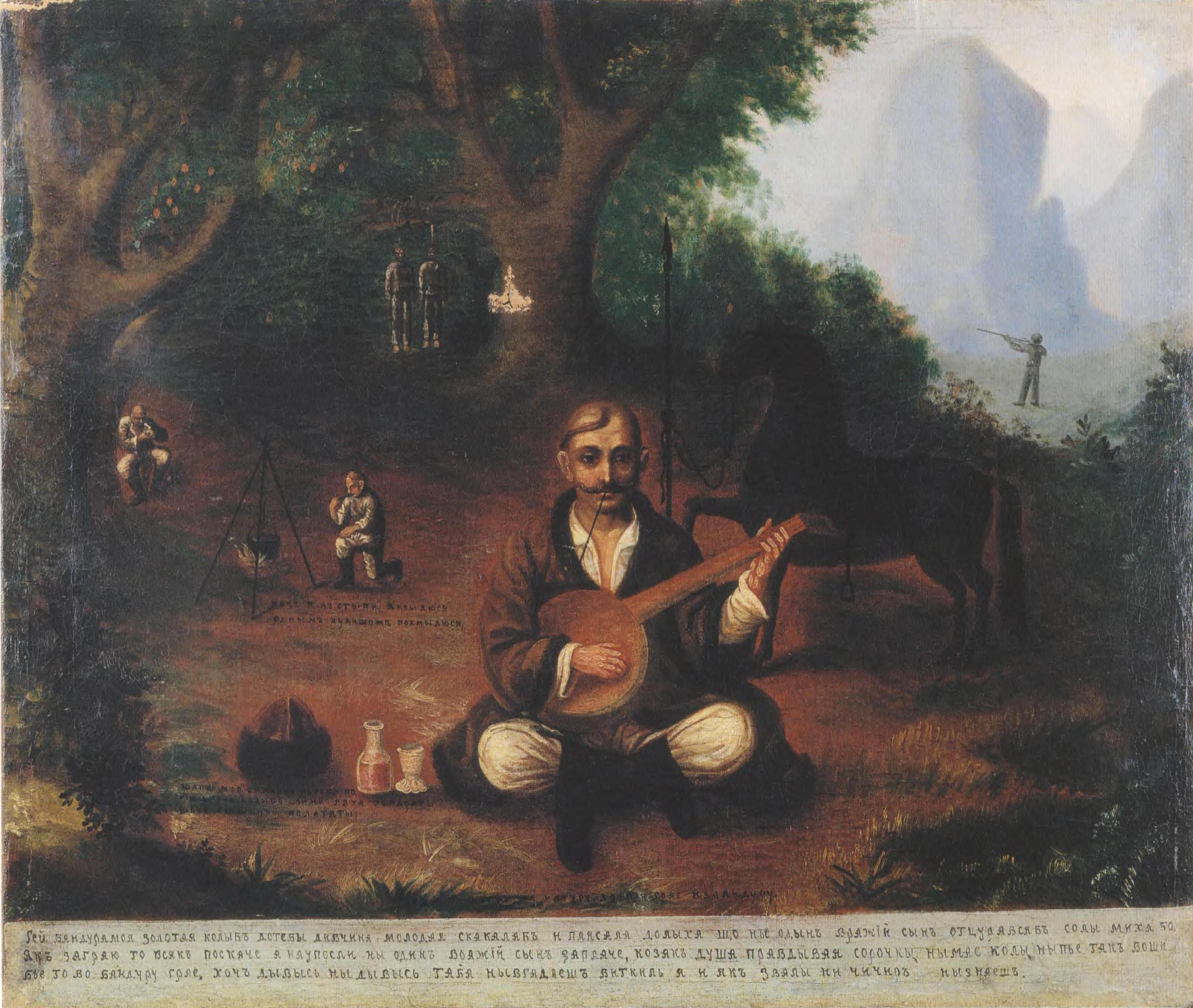
Козак Мамай
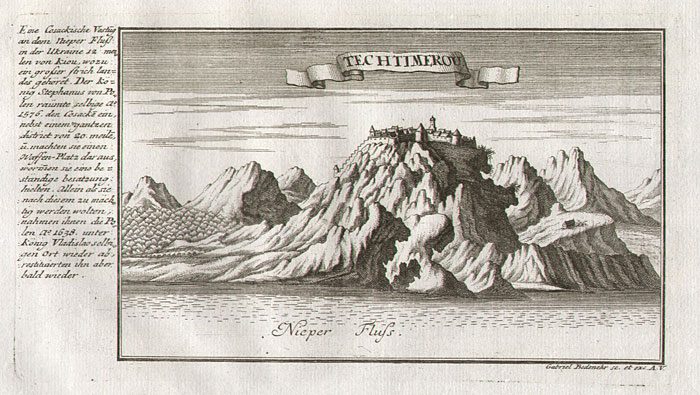
Трахтемирів, гравюра 1687 року
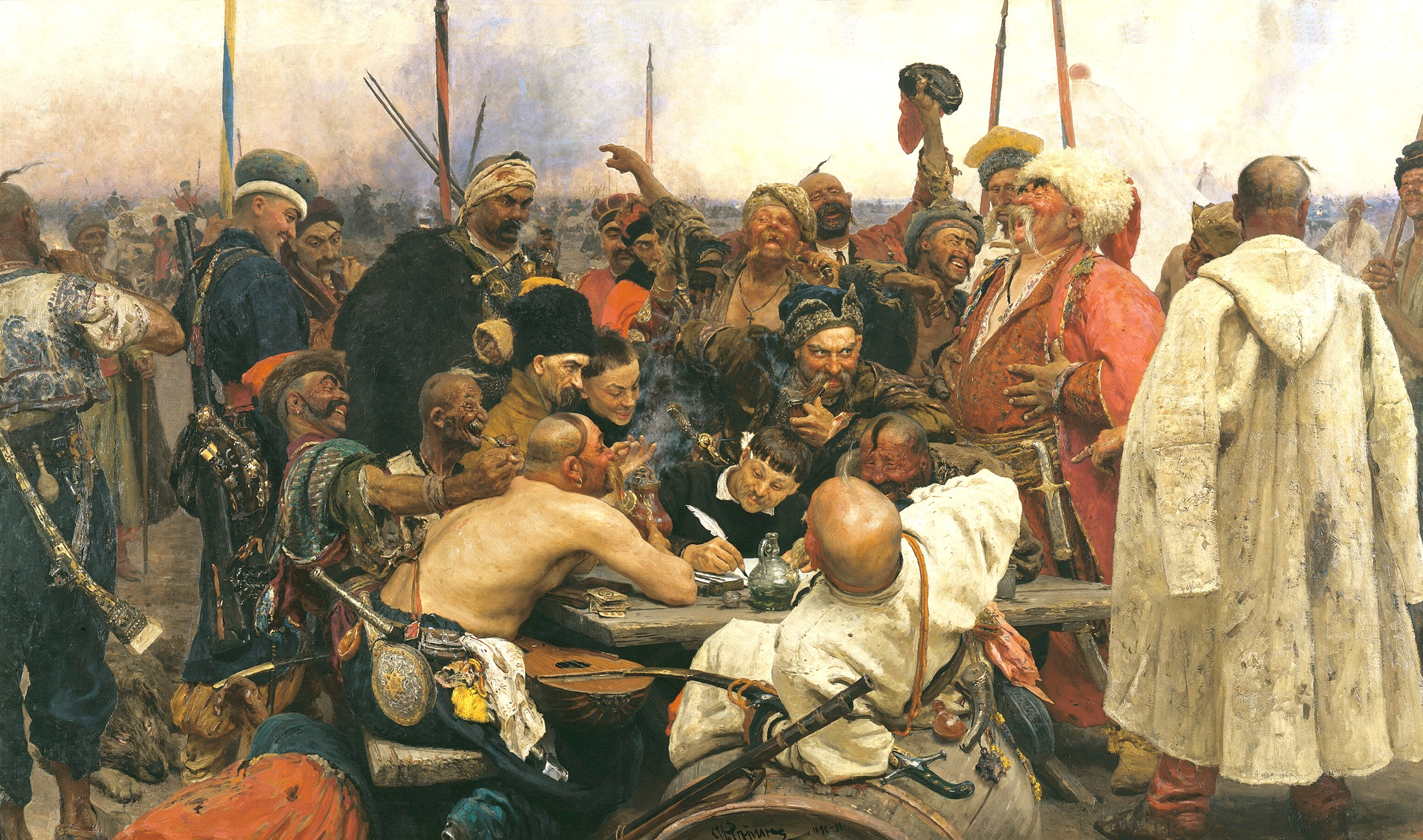
«Запорожці пишуть листа турецькому султану», Ілля Рєпін, 1880 рік

Польський король Сигізмунд II Август 1572 року прийняв на державну службу 300 реєстрових козаків під проводом Яна Бадовського, а 1578 року інший король, Стефан Баторій розширив загін до 500 найманців із базою в Трахтемирові. Реєстровцям надали ряд привілеїв: самоуправління, власний виборний гетьман (Ян Оришевський), право володіти землею. Запорозькі ж козаки перебували на нелегальному становищі.
Під час Хмельниччини війська Великого князівства брали участь у боротьбі проти української козацької держави. Литовський гетьман Януш Радзивілл (1612—1655) керував каральними походами в Україну, розправою над населенням у захопленому в 1651 році Києві. У 1654 році його війська розгромлені українськими козаками в Білорусі.

### Занепад
Із середини XVII століття спроби Великого князівства Литовського зберегти свою широку автономію в Речі Посполитій закінчилися невдачею. Цьому сприяла шляхетська анархія, політика литовських магнатів, які прагнули задовольнити власні амбіції, а також зовнішні фактори. Поступово Велике князівство втратило риси державності та перетворилося на звичайну провінцію Польщі. З другої половини XVII століття не збиралися окремі сейми Великого князівства Литовського; його представників у сеймі Речі Посполитої було менше третини. В кінці XVII століття серед великолитовських магнатів розпочалась громадянська війна між впливовими магнатськими родами спричинена надмірним посиленням шляхетського роду Сапіг. А події Північної війни 1700–1721 років, воєнні дії на території Великого князівства, інтервенція Швеції та Росії — призвели до економічного хаосу, загибелі ⅓ населення. Рішеннями сейму в 1788–1792 роках було ліквідовано залишки автономії — створено єдині для Речі Посполитої органи виконавчої влади, військо, фінанси. 1795 року більша частина Великого князівства за третім поділом Речі Посполитої увійшла до складу Російської імперії.

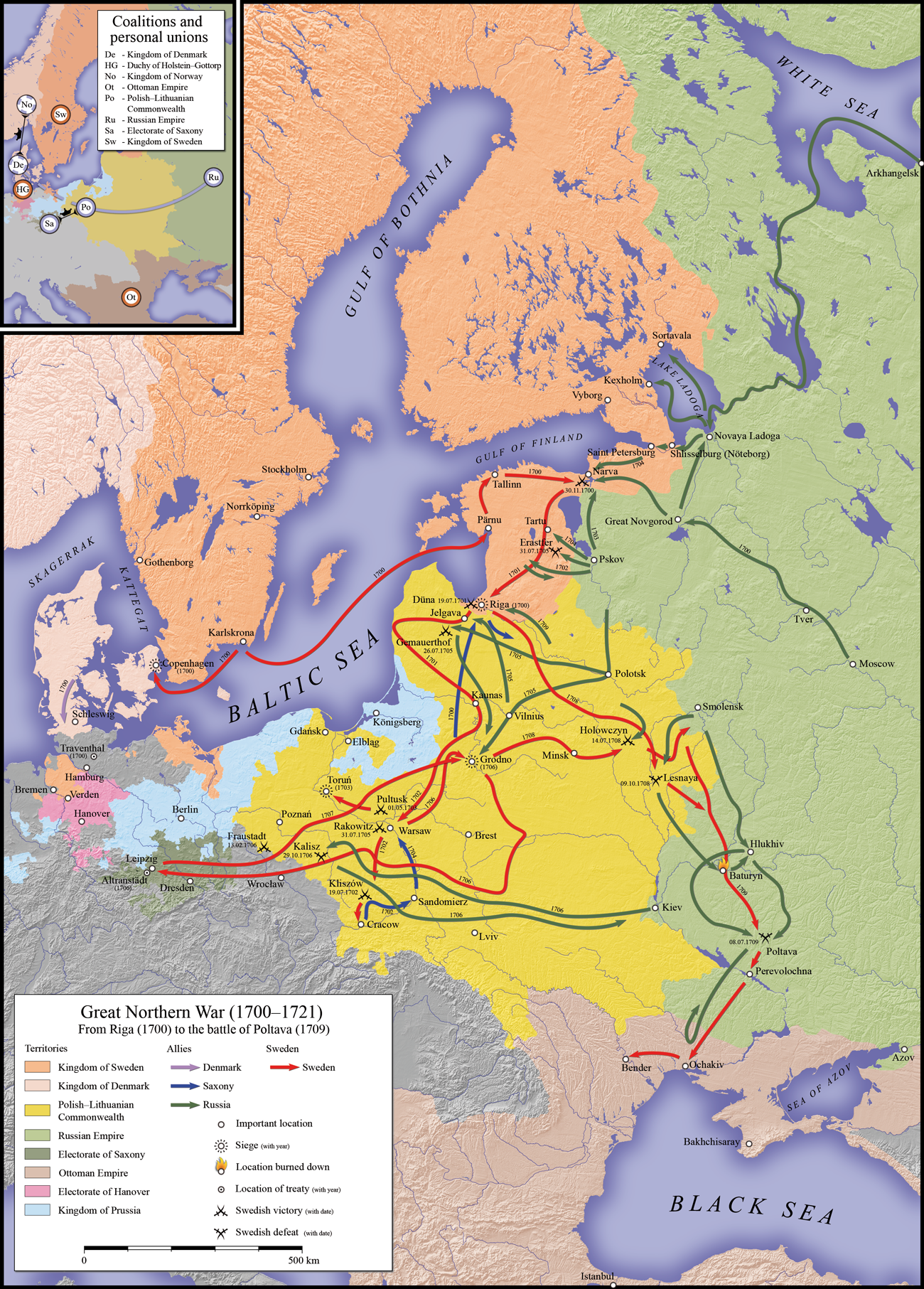
Театр бойових дій Великої Північної війни
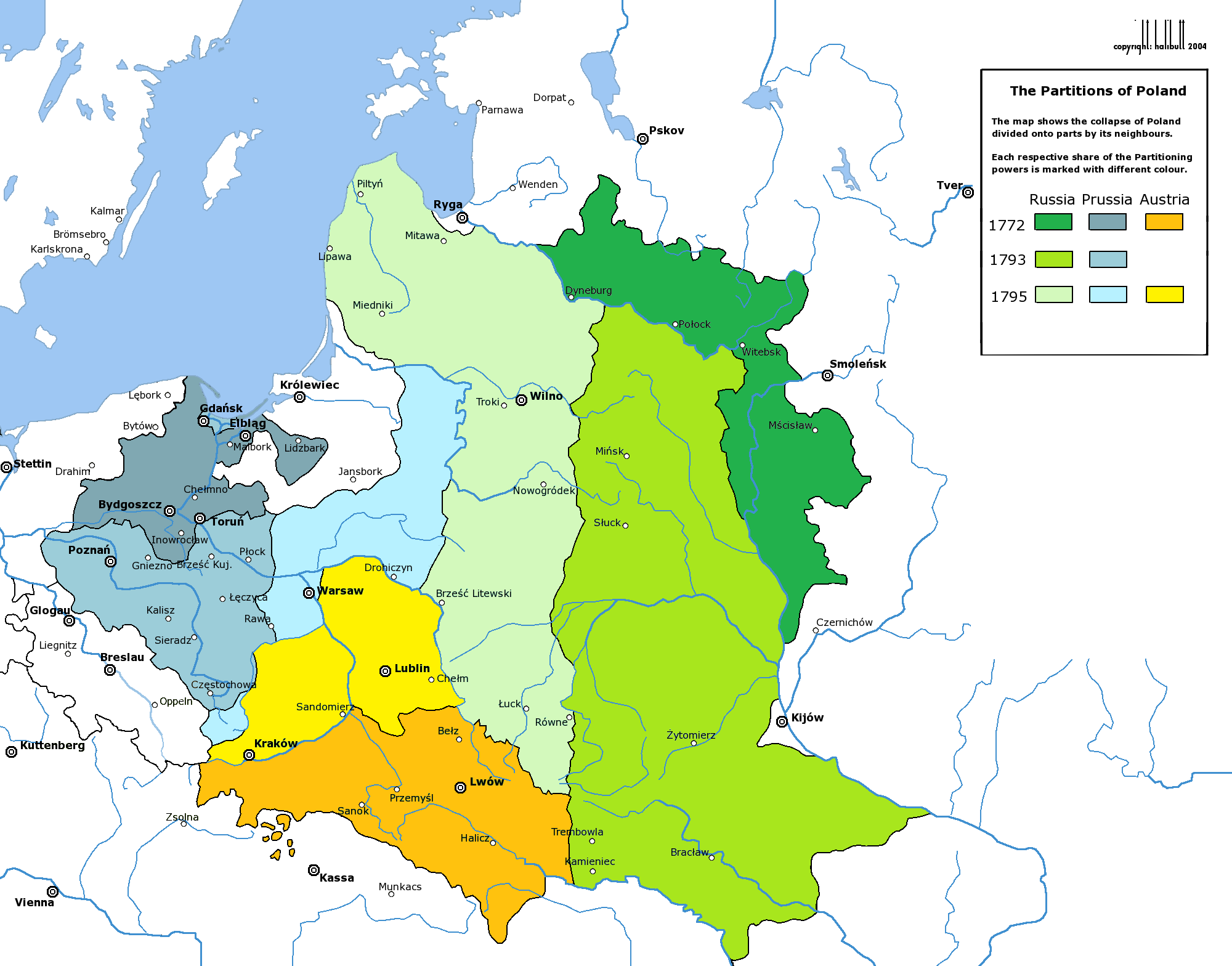
Поділи Речі Посполитої
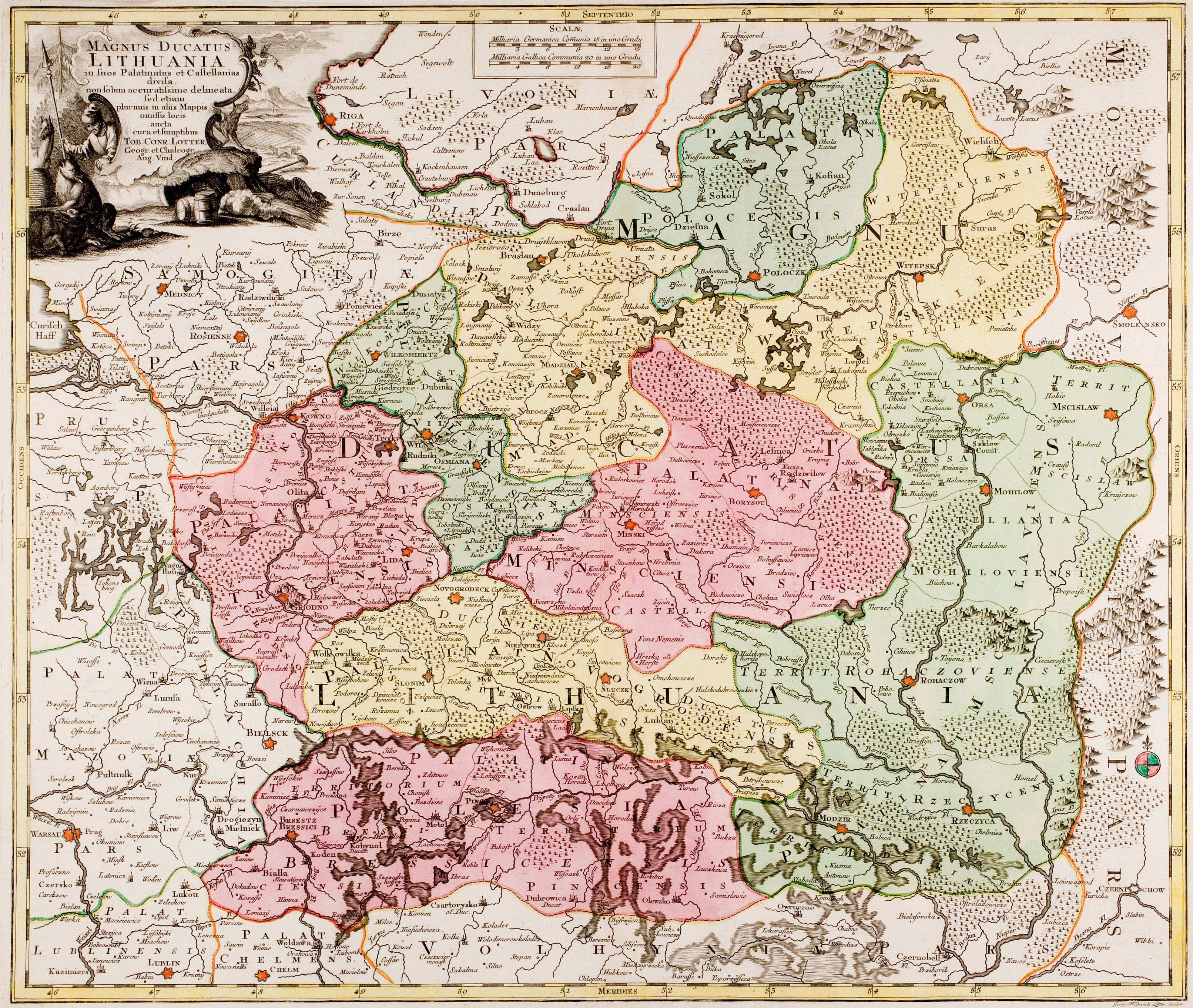
Карта князівства в праці Тобіаса Лоттера, 1740 рік

У XIX столітті історичну назву Литва, яка до того часу використовувалася стосовно сучасних білоруських, українських і литовських територій, успадкувала сучасна Литовська республіка, яка проголосила незалежність 1918 року. У 1940 та 1944 роках Литву було двічі окуповано й анексовано СРСР. 1991 року Литва відновила незалежність.

## Державний лад
Державний лад у Великому князівстві був синтезом давньоруських і польських державотворчих традицій, з домінуванням останніх. Синтез ранньофеодальних інститутів литовських племен з розвиненими інститутами пізньофеодального ладу Західної Русі, сприйняття Литвою руської культури і традицій, дають можливість трактувати Велике князівство Литовське правонаступником Київської Русі.

### Великий князь
Найвища влада у Великому князівстві належала великому князеві («господарю»). Характер цієї влади змінювався впродовж століть від повновладного господаря над литовськими землями і контрагента у відносинах з удільними князями, через єдинодержавне правління, до гаранта суверенітету литовського панства в Речі Посполитій. Династичний принцип визнання князя поступово змінився виборним правом шляхти.

### Пани-рада
Поступово у державі авторитету набрала господарська рада, або пани-рада, яка перетворилась з дорадчого органу при великому князеві (на зразок боярських дум) на вищий управлінський апарат — державний уряд. До складу пани-ради входили маршалок, канцлер, підскарбій, гетьман, воєводи, каштеляни, старости, єпископи та ситуативно великі землевласники (магнати). Юридично функції пани-ради були оформлені привілеєм 1482 року, який уперше санкціонував її законодавчу роль, а привілей 1506 року Литовські статути законодавчо закріпили фактично набуті нею права. Незважаючи на визнання за великим князем литовським владних прерогатив, їхнім факт, носієм стала рада. Коли на початку XVI століття впливовим загальнодержавним представницьким органом стає Сейм, із загального ряду членів пани-ради виокремлюється вузьке коло найвпливовіших державних мужів, що утворюють таємну раду.

### Місцеве самоврядування
Місцеве самоврядування на руських землях спершу здійснювалося удільними князями. Найбільша централізація влади у Великому князівстві відбувається за князювання Вітовта, коли уділи поступово замінюють на воєводства. 1413 року було утворено перші великі воєводства — Віленське і Трокське. Під час адміністративної реформи 1564–1566 років всю територію Великого князівства було поділено на воєводства і повіти. На чолі воєводств стояли призначені князем воєводи, а повітів — старости. У самоврядних громадах нижчого щабля діяли виборні представники: старці, сотники, десяцькі, сорочники. У містах, які отримали магдебурзьке право, співіснувала адміністрація старост і міського магістрату, ратуші.

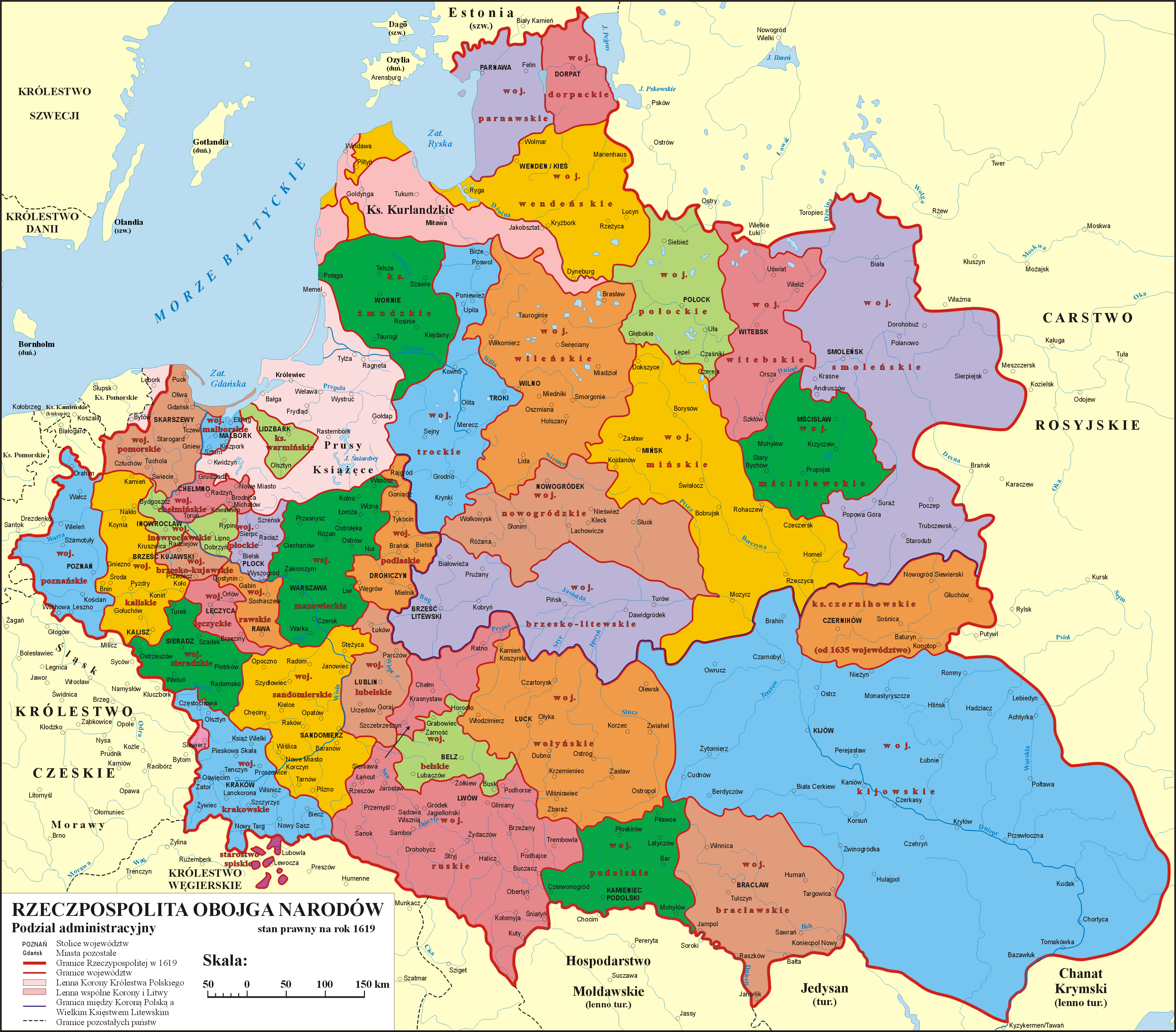
Адміністративний поділ Речі Посполитої, 1619 рік
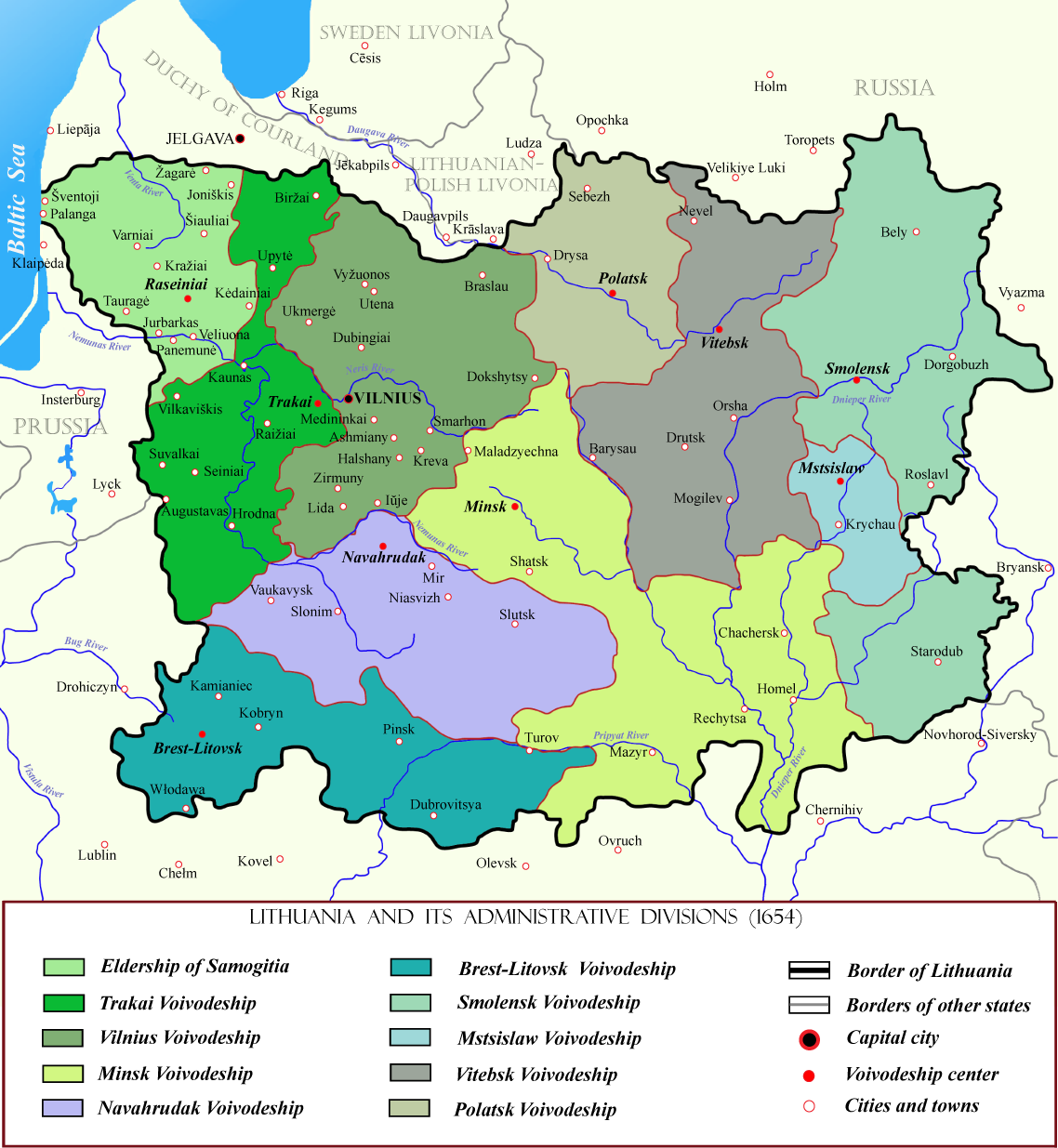
Адміністративний поділ Великого князівства у XVII столітті

### Сейм
Перше засідання Сейму відбулося 1507 року у Вільні. До сейму входили великий князь, члени пани-ради, земські та двірні урядовці. 1512 року була затверджена норма представництва — по 2 депутати від кожного повіту. На сеймах обирали великого князя, оголошували війну чи мир, скликали ополчення, вирішували питання оподаткування тощо. 1560 року було проведено реформу, внесено зміни до представництва, засновано інститут місцевих повітових сеймиків, які стали першою інстанцією для вирішення локальних питань. Після Люблінської унії литовський сейм злився з польським. Верховна влада у Великому князівстві перейшла до двірного уряду господаря, адміністрування виконувала пани-рада.

### Судочинство
Традиційно право Великого князівства трактують як литовсько-руське право. Київська школа істориків початку XX століття аргументувала концепцію «західноруського права», за якою право Великого князівства слід включити до історії руського права поряд зі «східноруським» (московським), бо воно ґрунтується на давньоруському і логічно продовжує його в пізньому середньовіччі — ранньомодерному часі.
Судоустрій у Великому князівстві характеризувався співіснуванням недержавних (сімейного, вотчинного, громадського, церковного) і державних судів. Система державних судів складалась із судів окремої компетенції: великокняжих (надвірний, комісарський), замкових («гродський»), земських та підкоморських судів. Система доменіальних феодальних судів над підданими складалась з: церковних (духовні, доменіальні) та магістратських, ратушних і цехових судів у містах. Для кожного суспільного стану були свої станові суди.
У Великому князівстві введення виборних судів сталося майже на століття раніше, ніж в інших країнах Європи. 1581 року, в результаті судової реформи, було утворено Головний литовський трибунал, як основну інстанцію для апеляцій. Особливе місце відводилося копному суду, повноваження якого поширювалися на всіх жителів копного округу. Поступово шляхта виводилась з-під його юрисдикції.

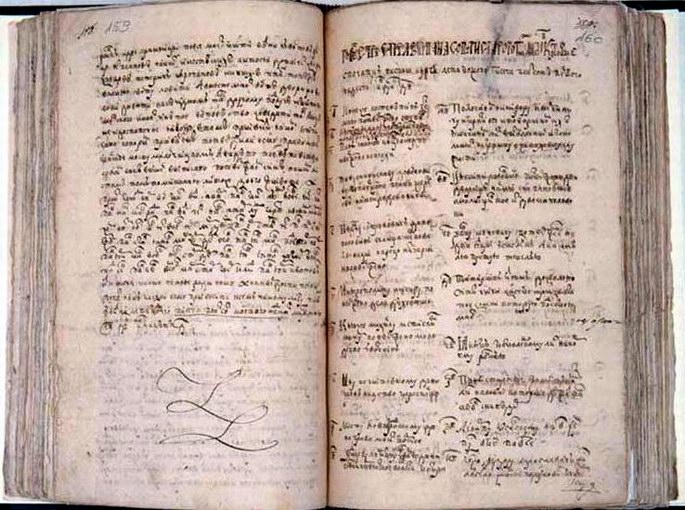
Литовська метрика 1511-1518 років
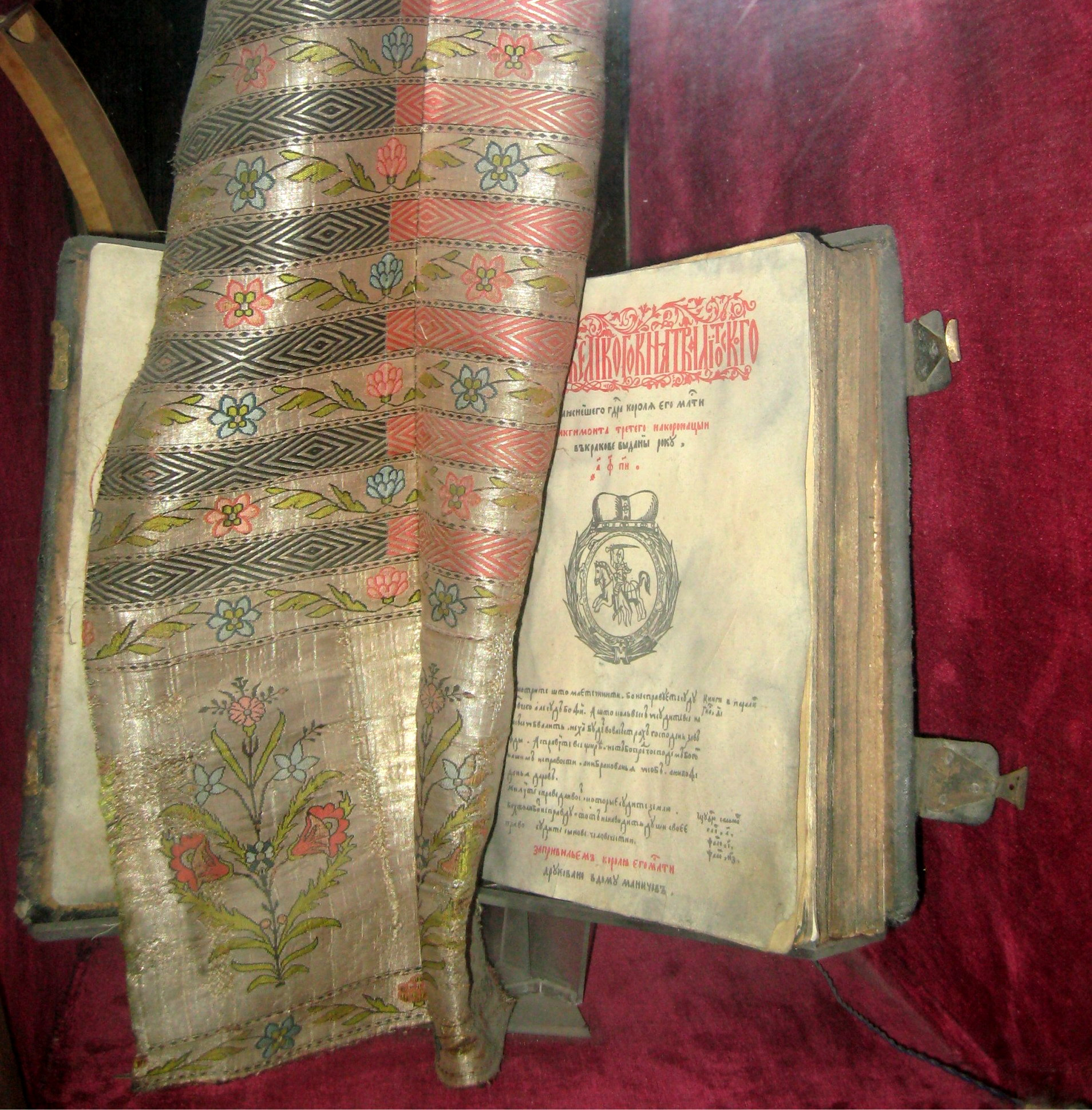
Литовський статут 1588 року і слуцький пояс
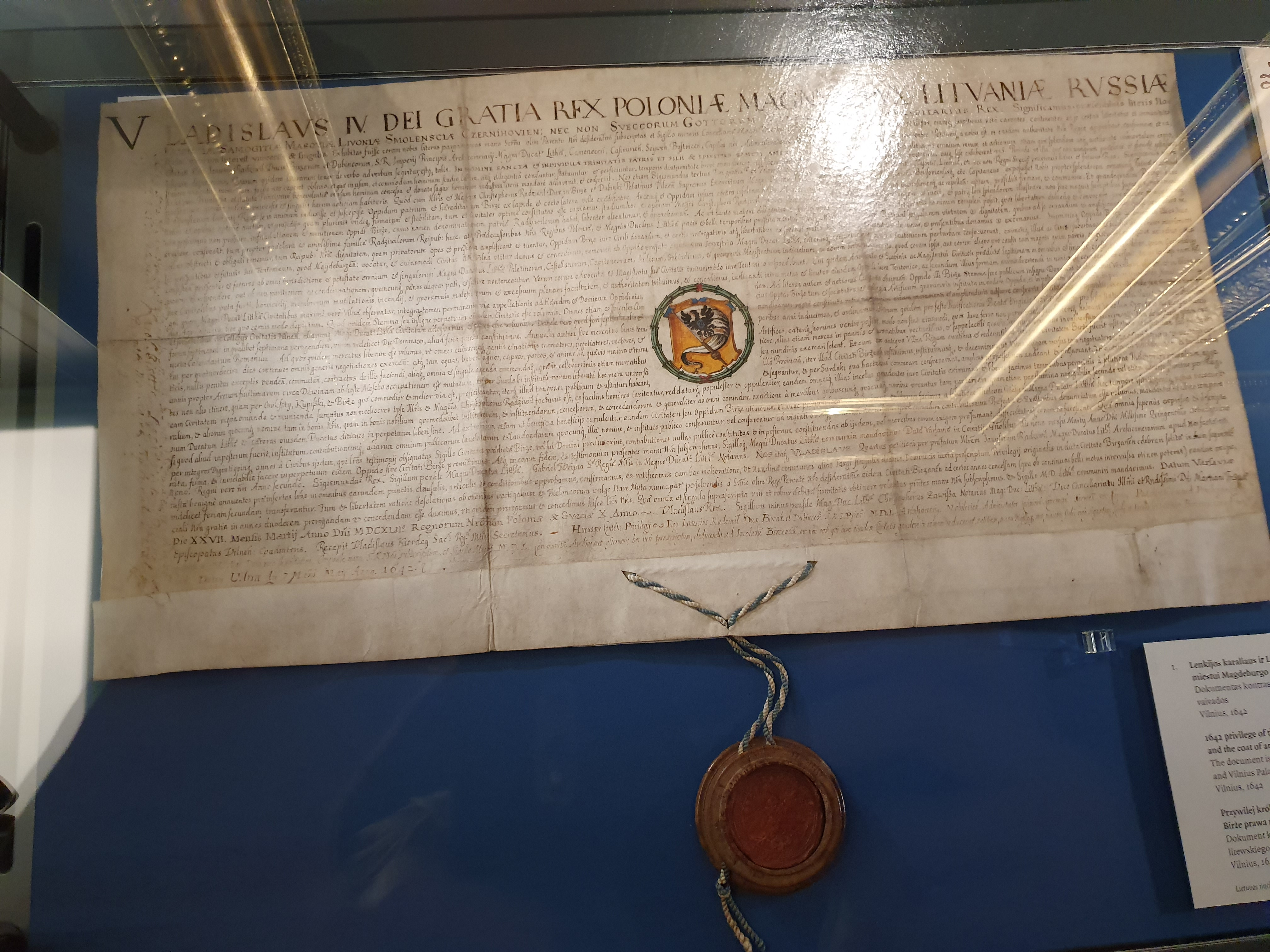
Магдебурзьке право литовському місту Біржай
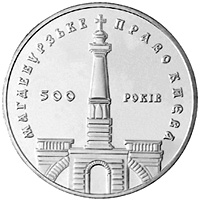
Українська монета на честь 500-річчя магдебурзького права Києва

Впродовж XIV—XV століть джерелом литовського права були джерела руського права: звичаєве, «Руська Правда», церковні статути Володимира та Ярослава. Згодом їх замінюють литовські великокняжі акти (листи, статутні грамоти, привілеї). Шляхетські привілеї видавались у 1387, 1413, 1432, 1434, 1438, 1447, 1457, 1492, 1522, 1566 роках. 1557 року видано «Статут на волоки». Серед кодифікованих зводів законів першим був Судебник Казимира Ягеллончика 1468 року. У XVI столітті з рецепцією римського права його замінили три редакції Литовських статутів 1529, 1566 і 1588 років. У вільних містах застосовувалося магдебурзьке право в польських переробках.
Окремо групою джерел права були різноманітні угоди між князями («ряди», «докінчання»), різні унії між Великим князівством Литовським і королівством Польським.

## Населення
Велике князівство в добу найбільшої своєї могутності (1430 року) охоплювало територію близько 930 тис. км². 1493 року на землях Великого князівства (850 тис. км²) і Польського королівства мешкало до 7,5 млн осіб, з яких 3,75 млн були русинами (предками сучасних українців і білорусів), 3,25 млн поляків та 0,5 млн власне литовців; на землях князівства проживало до 3,8 млн осіб.
Населення у Великому князівстві поділялось на дві великі суспільні групи: феодали (шляхта) і залежні від них люди (простий стан).

### Шляхта
Шляхта, або благородний люд, складав панівну верхівку литовського суспільства, До нього належали: князі, магнати, пани та дрібні шляхтичі. У межах групи феодалів існувало значне майнове розшарування, що зумовлювалося розмірами земельних володінь. Окрім того, належність до шляхти визначала участь в радах, місцевих та загальнодержавних. Шляхтичі постійно прагнули до власної автономності, звільнення з-під земської підсудності та самоуправління. Шляхта, за походженням прав, поділялась на: родову, новопожалувану та служилу.

### Духівництво
Духівництво посідало особливе місце у соціальній ієрархії суспільства. Панівне положення займало католицьке, яке володіло широкою системою імунітетів, бенефіціїв і маєтностей, стало потужним чинником полонізації населення.

### Містяни
Правове становище населення литовських міст залежало від категорії міста, майнового стану і роду занять. Міста у Великому князівстві поділялися на великокняжі (господарські), самоврядні (що керувались магдебурзьким правом) та приватновласницькі, життя в яких було найважчим. За соціальним станом розрізняли такі групи містян:
- заможна купецько-ремісницька верхівка;
- повноправні міщани, середньовічний середній клас;
- міські низи з дрібних торгівців та незаможних ремісників.

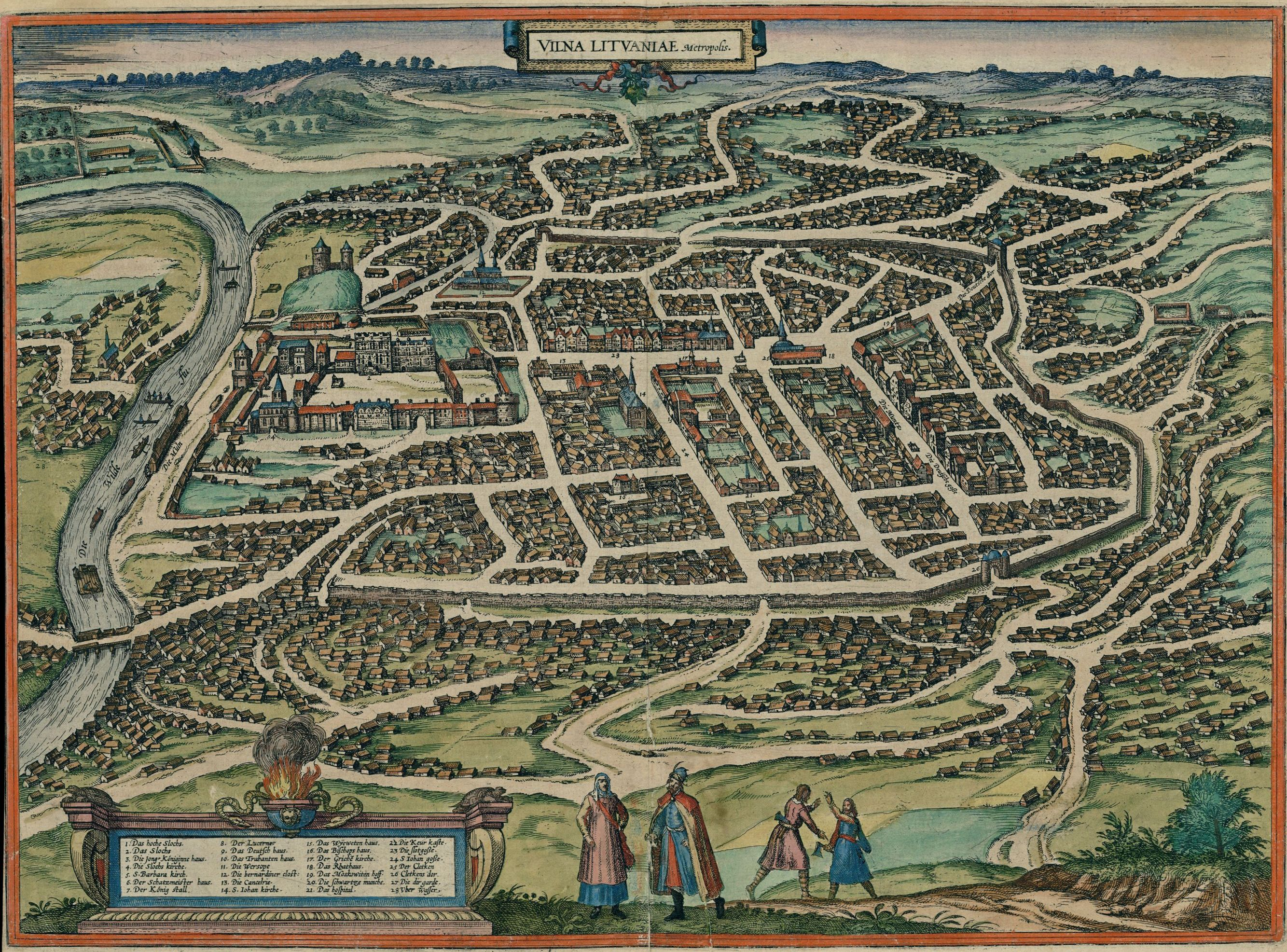
План Вільни, 1576 рік
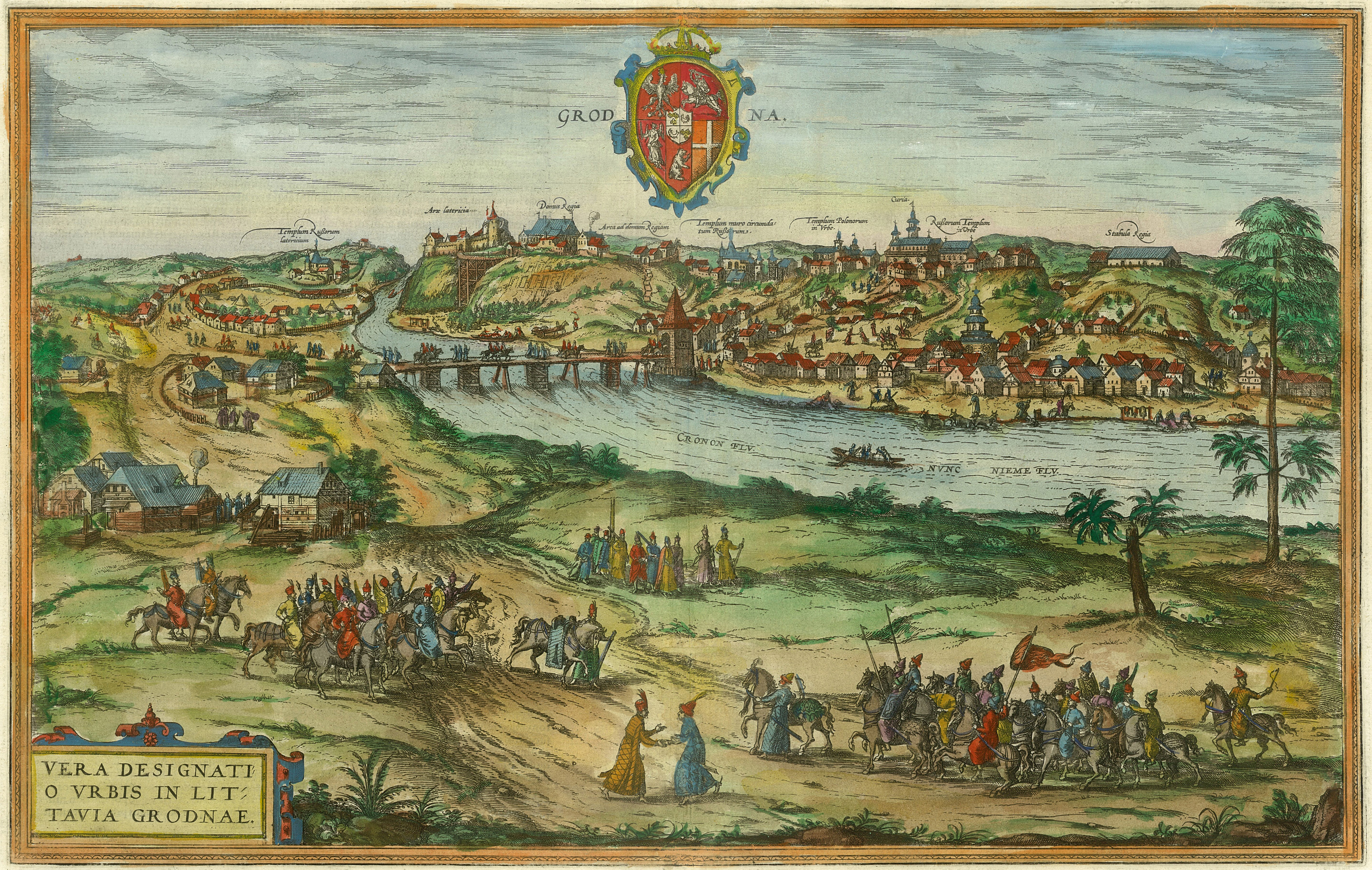
План Гродно, 1575 рік
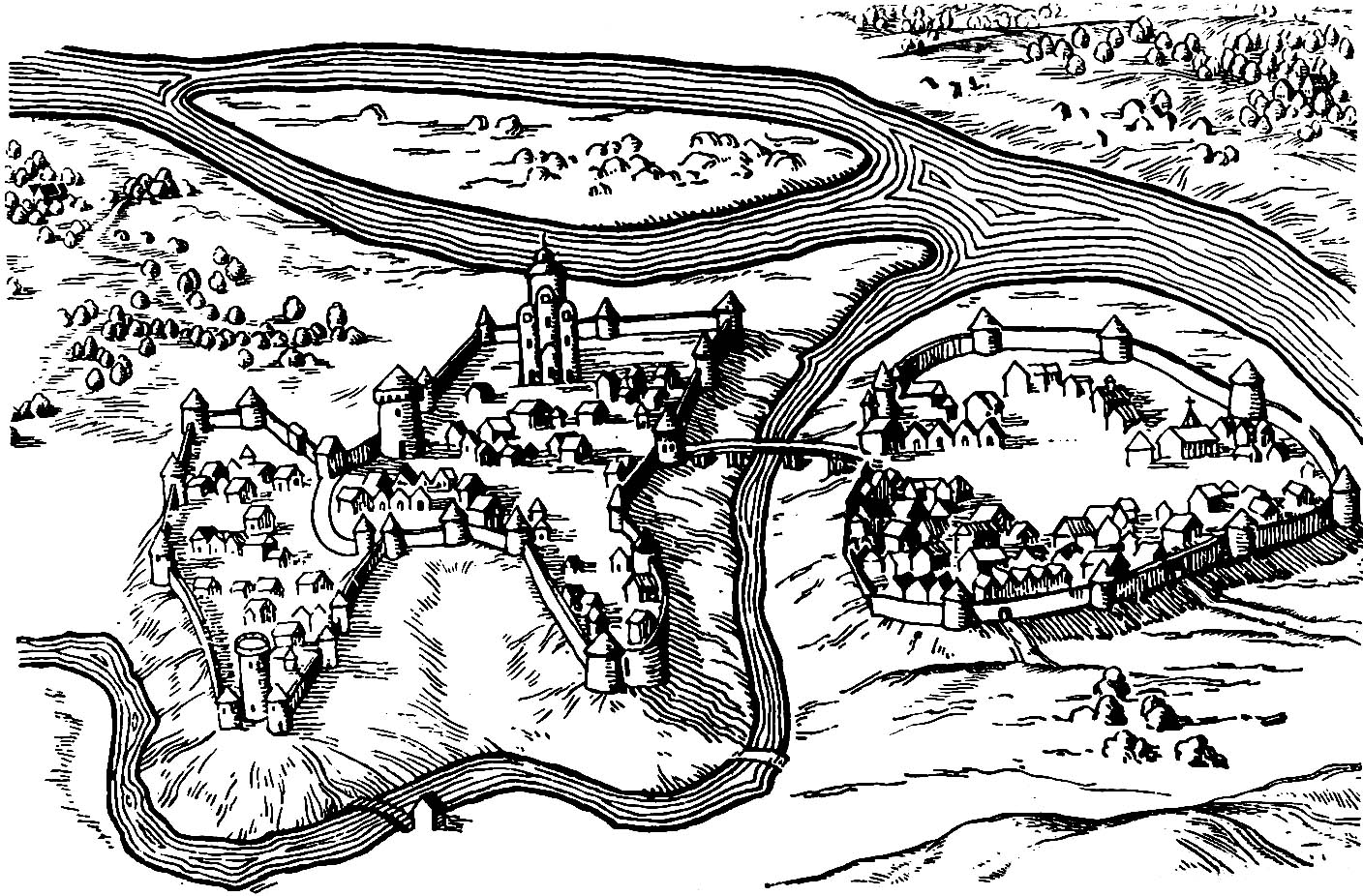
План Полоцьку, XVI століття

За умов фактичного виключення міст з політичного життя країни можливості міського самоврядування, надані магдебурзьким правом, значно обмежувалися.

### Селянство
Тогочасне сільське населення називалось «волосними людьми, людом, підданими». Законодавчо особисті та майнові права селян були оформлені Литовським статутом 1529 року і Статутом на волоки 1557 року. Селяни ділились на кілька груп.
За видом господарської діяльності:
- хлібороби;
- ремісники.

За правовим становищем:
- господарські (великокняжі), чиї загальнодержавні повинності регламентувалися спеціальними листами, інвентарями.
- приватновласницькі, чиї різноманітні повинності регулювалися безпосередньо землевласником.

За ступенем залежності від феодалів селяни поділялись на:
- вільних, які не залежали від феодала після виконання своїх зобов'язань;
- залежних, що мали право покинути пана за умов відмови власника від своїх прав (свідоцтво про звільнення, заповіт), позбавлення владних прав судом, законом, дією магдебурзького права;
- покріпачених, або «челядь, люди непохожі».

## Економіка
У XIII—XV століттях грошовою одиницею Великого князівства була литовська гривня, напівкруглі стрижні срібла довжиною близько 13 см і вагою від 100 до 110 г. Зливки були витіснені карбованими монетами в середині XV століття.
З XVI століття Європу наповнює золото й срібло з відкритої Америки, підживлюючи інфляцію, одночасно відбувається міграція робочої сили в зворотному напрямку та руйнація феодального натурального господарства, що спричинює стрімкий ріст цін на зерно. Польські й литовські магнати вирішують задовольнити цей попит на ринку шляхом створення великих товарних сільськогосподарських підприємств — фільварків, задля роботи на яких закріпачується вільне населення. Найбільше землі в своїх руках сконцентрували такі роди як Острозькі, Вишневецькі, Чорторийські, Дашкевичі, Радзивіли, Замойські, Збаразькі, Заславські. Невдоволена й пасіонарна частина населення якого втікає на необжиті простори Дикого Поля на південний схід. Князі з роду Острозьких та Вишневецьких на Волині очолюють цей стихійний процес, одночасно з реколонізацією лісостепових і колонізацією степових земель, створюючи укріплені міста за течією Дніпра та на Лівому березі (Гадяч, Корсунь, Лохвиця, Лубни, Пирятин, Прилуки, Ромни, Чигирин та інші), надаючи переселенцям певні пільги й послаблення. Так вони ставали ще заможнішими й могутнішими.

Магнатські володіння XVI-XVII століть
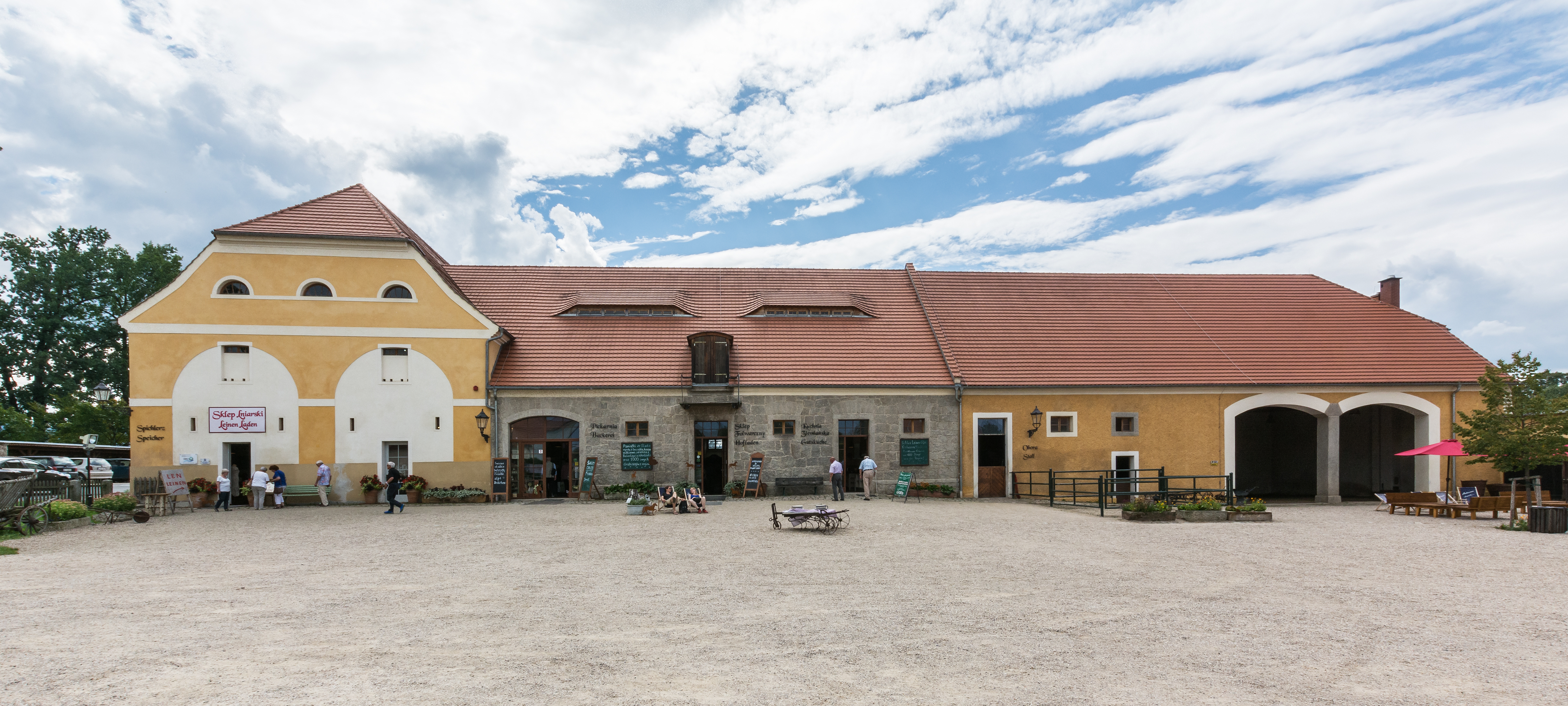
Фільваркова будівля у Ломниці
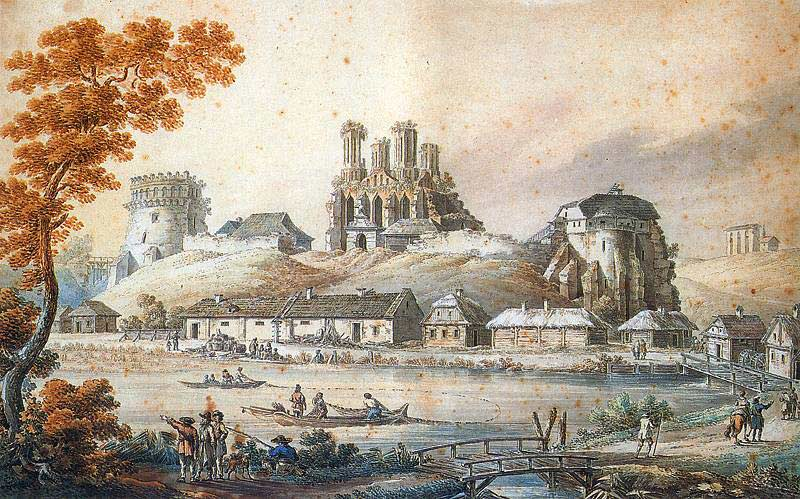
«Руїна Острозького замку», Зігмунт Фогель, 1796 рік
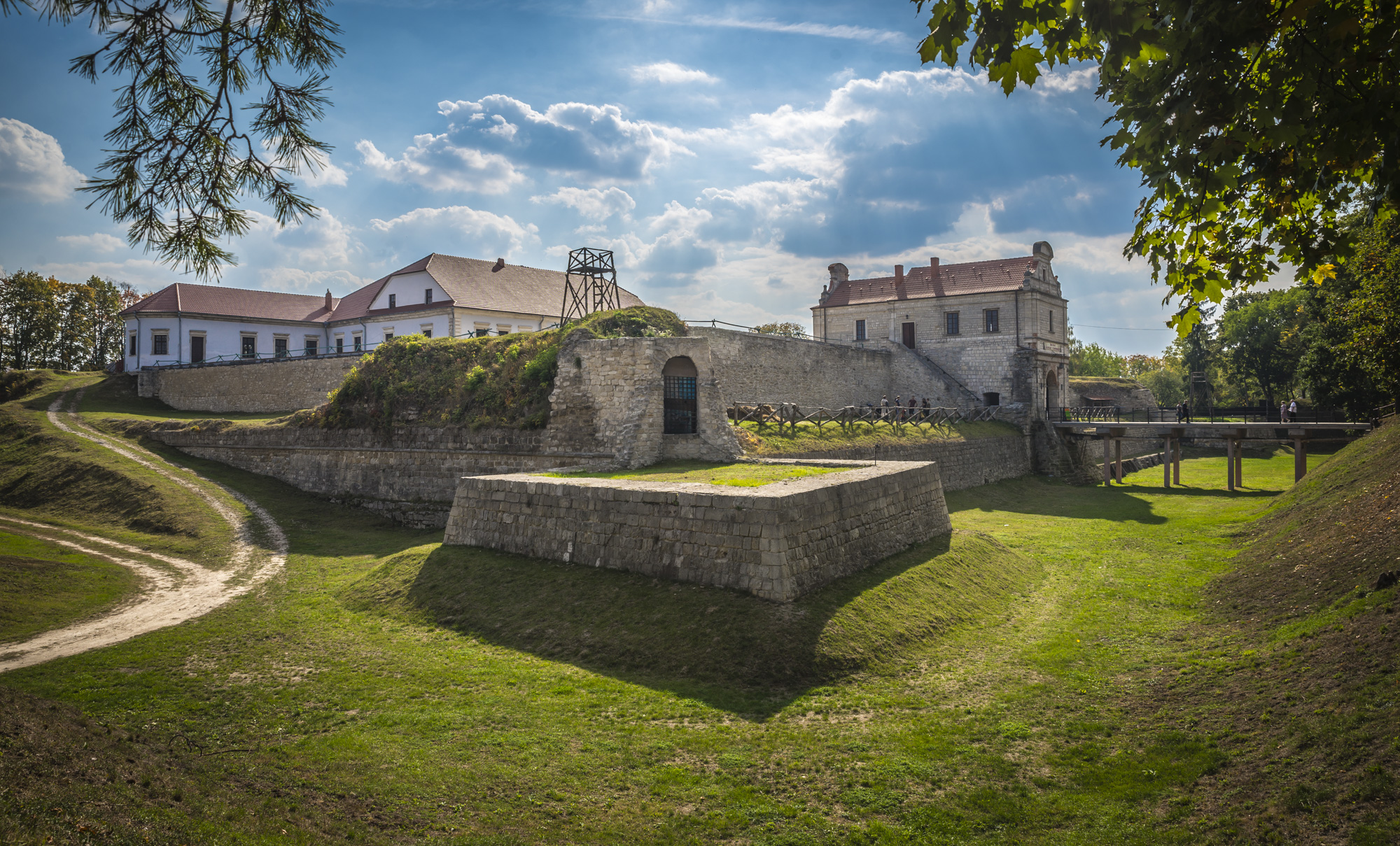
Збаразький замок

## Культура

### Мистецтво

#### Музика
Музичне мистецтво Великого князівства Литовського розвивалося в рамках народної і високої культури. Спочатку найбільший вплив мала народна, а згодом і церковна музика, в XVII столітті почався активний розвиток світського музичного мистецтва, що вилилося у створення приватних оркестрів та капел. Перший оперно-балетний театр європейського класу з'явився в Несвіжі 1724. П'єси для театру писала дружина Михайла Казимира Радзивілла — Франциска Урсула. У придворній капелі Карла Станіслава Радзивілла служив капельмейстером відомий німецький композитор Ян Давид Голанд. У XVIII столітті в театрі ставилися класичні твори зарубіжних та місцевих авторів.

#### Театр
Початок театрального мистецтва Великого князівства Литовського лежить в народному театрі з його обрядовими піснями і танцями, де були присутні елементи ігрової дії й театрального перевтілення. Елементи театралізованого дійства є в багатьох календарних і родинно-побутових обрядах. Першими акторами були скоморохи, виступи яких, насичені народними піснями, танцями, прислів'ями та приказками, жартами і трюками, ставали подією будь-якого свята. Пізніше, у XVII — XVIII століттях, мистецтво скоморохів перетворилося в балагани, мистецтво лялькових театрів — у вертепи. Іноді скоморохи виступали з ведмедями, дресованими в спеціальних школах, найвідомішою з яких була Сморгонська ведмежа академія. Школа мотузяних стрибунів існувала в Семежеві поблизу Копили.

### Освіта
У XIII столітті писемність стала поширюватися серед містян, купців та ремісників. У XIV і особливо в XV столітті в великих маєтках створювалися школи. Розширилося навчання дітей мандрівними вчителями-самоучками («майстрами грамоти»). Курс навчання обмежувався елементарною грамотою. У XVI столітті в містах і містечках Великого князівства Литовського виникли кальвіністські школи, пізніше школи різних католицьких орденів: єзуїтів, василіан, аріан. У XVI—XVII століттях важливу роль в організації освіти зіграли братські школи.

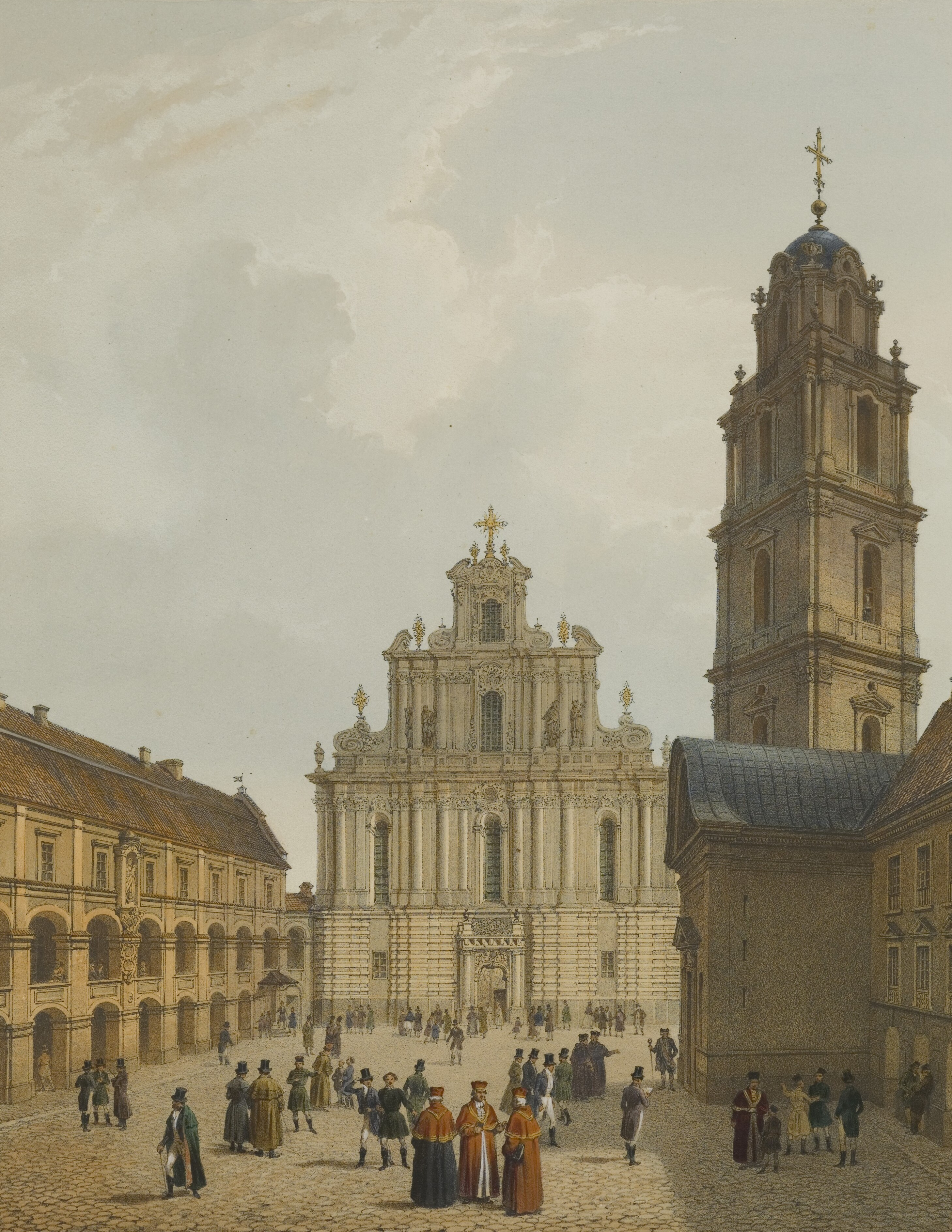
Велике подвір'я Віленського університету
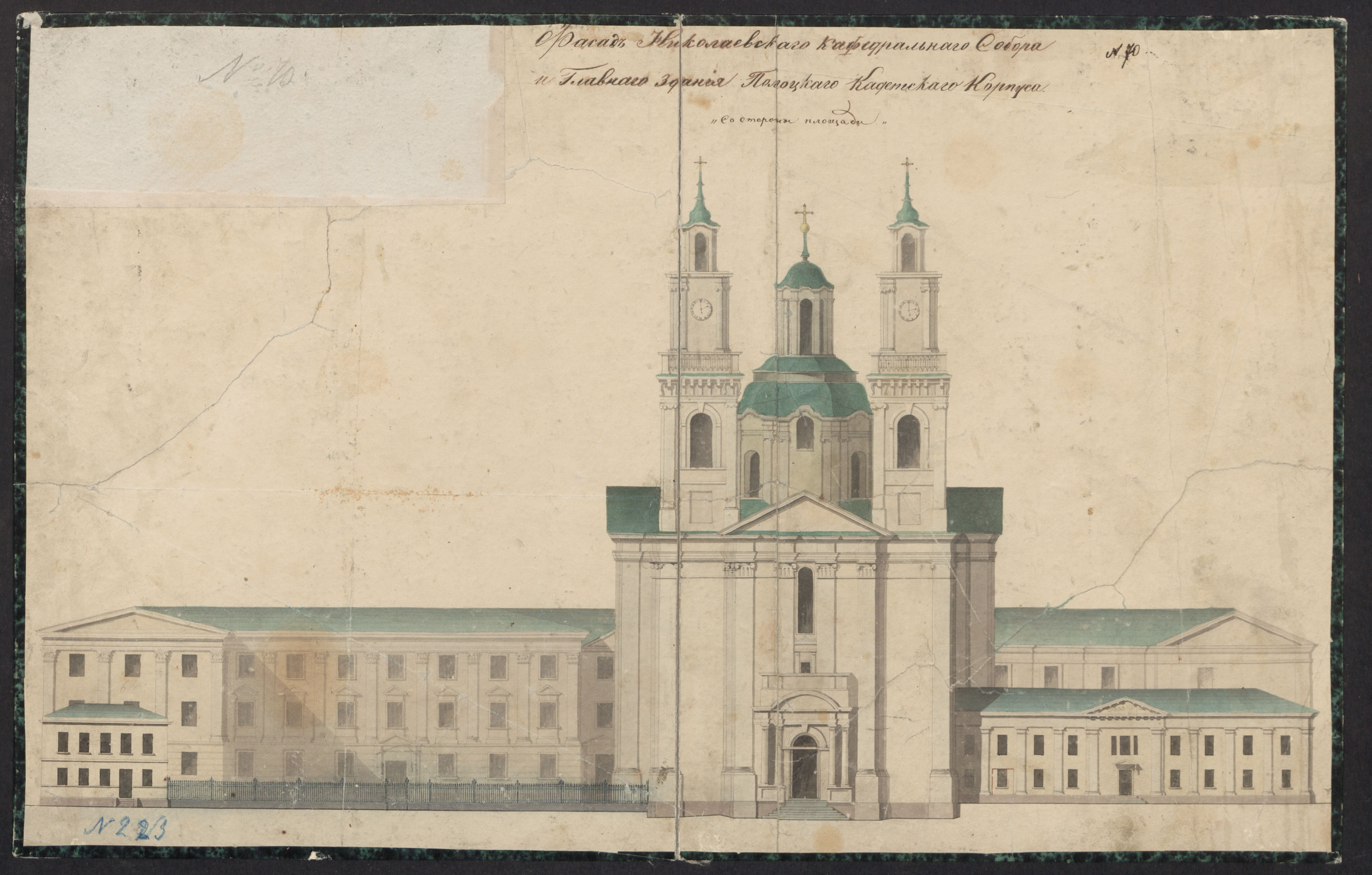
Полоцький єзуїтський колегіум
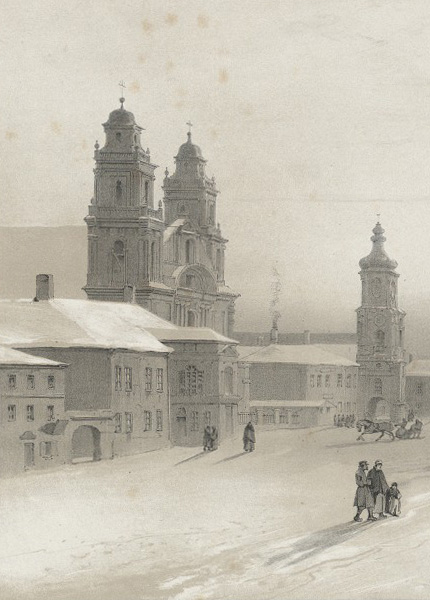
Мінський єзуїтський колегіум
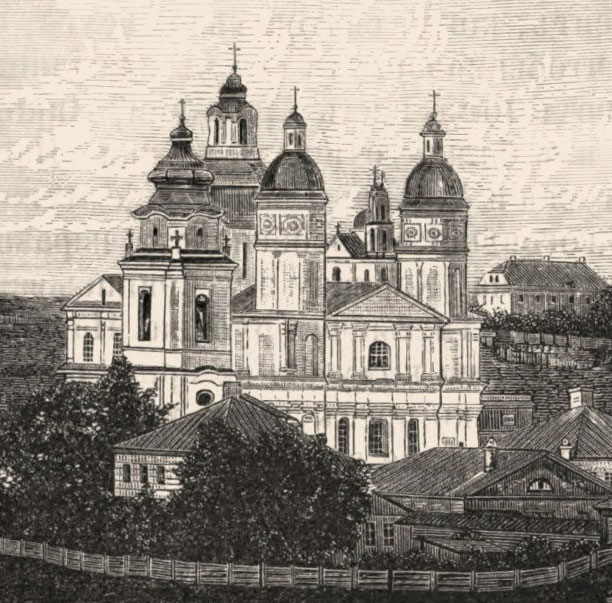
Вітебський єзуїтський колегіум
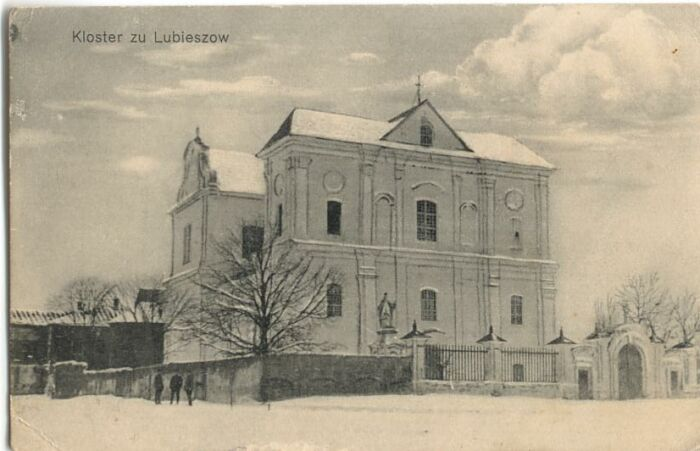
Любешівський колегіум

#### Католицька освіта
Проникаючи в Литву, католики також засновували свої училища. Однією з перших була колегія, заснована королевою Ядвігою для 12 литовців при Празькій академії; потім була заснована Краківська академія, де закінчили курс чимало литовських бояр. Однак і католицькі училища викладали спочатку тодішньою руською літературною мовою. Так, 1454 року було засновано при віленському св. Станіслава катедральному соборі училище для підготовки духовенства. У цьому училищі навчалися і представники світських професій, однак значна частина його випускників призначалася для духовної служби в костелі. В цьому училищі від заснування і до початку XVII століття науки викладалися на латині та староукраїнською мовою. Викладали в костьольних школах не тільки в Литві, але і Жемайтії аж до кінця XVII століття.

#### Протестантська освіта

##### Кальвіністські школи
Впродовж 1550-х років у Вільні, Бересті, Кейданах, Несвіжі, Біржаї, Клецьку, Дубинках[яких?] виникли кальвіністські громади. До 1560-х років кальвінізм прийняли більшість маґнатів Великого князівства, число громад ширилося. При громадах почали зводити храми, засновуватися школи. У другій половині XVI — на початку XVII століття кальвіністські школи існували в Шилуву, Вітебську, Новогрудку, Орші, Ів'ї, Сморгоні, Заславлі, Ковні, Мінську, Копилові, Плунге, Койданові[джерело?], Любчі, Івенці, Ретавасі і інших місцях.
Особлива увага в школах приділялася релігійному вихованню, проте значне місце приділялося і світським наукам: вивчалися богослов'я, різні мови, риторика, історія, математика, антична поезія, церковний спів. Вчилися 6–10 років. Випускники окремих шкіл отримували знання достатні для вступу до університетів.

##### Аріанські школи
Аріанство, як протестантська течія в християнстві, з'явилося на початку IV століття в Римській імперії. У XVI столітті ідеї аріанства відродилися у вигляді вчення социніан, прийшли вони і до Великого князівства. Найзначніші социніанські громади були в Новогрудку, Ів'ї, Несвіжі. При громадах відкривалися школи, найвідоміші в Ів'ї (Ян Ліциній Намисловський був її ректором впродовж 1585–1593 років), Любчі, Клецьку, Лоську, Несвіжі.
Школи мали 3–5 класів. Крім богослов'я в них вивчалися праці стародавніх філософів, грецьку, латинську, польську та білоруську мови, риторика, етика, музика, арифметика й ін. Вчилися діти не тільки социніан, а й католики та православні.

#### Православна освіта
Православні братства зазвичай створювалися при православних церквах і монастирях. Одним із багатьох завдань братств було гуртування православних умів, щоб видавати полемічну літературу проти Берестейської унії. Львівська братська школа була відкрита 1586 року, в Бересті (1591), Могильові (1590–1592), Мінську (1612), у Києві — у 1615 році (на Подолі). У 1632 році Київська братська школа об'єдналась із лаврською школою, заснованою 1631 року Петром Могилою, і почала існувати як Києво-Могилянська колегія.
На чолі школи стояв ректор, вчителі обиралися на зборах братства. Школи об'єднували учнів різних станів, мали 3–5 класів. У них вивчали різні мови, риторику, праці античних мислителів, музику. Давали і деякі пізнання в арифметиці, географії, астрономії.

#### Вища освіта
26 липня 1400 року король Ягайло відновив діяльність Краківського університету, що мало особливе значення не тільки для Польщі, але й для Великого князівства. Допоки не були засновані Кенігсберзький (1544) та Віленський університети (1579), Краківський університет був головною вищою школою для литовської молоді. Ягайло надавав підтримку литовцям, що навчалися в університеті: в 1409 році він доручив виділити будинок для розміщення бідних студентів, особливо тих, які «прибули з Литви і Русі».

#### Книгодрукування
Започаткував книгодрукування на території Великого князівства Литовського доктор медицини Франциск Скорина з Полоцька. Почав роботу в 1517 році, коли надрукував псалтир у Празі, потім 22 священні книги в перекладі білоруським ізводом церковнослов'янської мови (також існує інша версія, що церковним стилем давньоукраїнської мови). Згодом переніс свою діяльність до міста Вільно, де надрукував 1526 року «Апостол» і «Псалтир».
У Литві свою роботу друкарів після втечі з Москви продовжили і відомі першодрукарі Іван Федорович і Петро Мстиславець. Вони працювали у гетьмана Григорія Ходкевича, який заснував друкарню у своєму маєтку в Заблудові. Першою їхньою книгою було «Учительні євангелія» 1568 року — збірка бесід і повчань з тлумаченням євангельських текстів. 1570 року Іван Федоров видав «Псалтир» і «Часословець», який широко використовувався також і для навчання грамоти.
Першу книгу литовською мовою склав і видав в Кенігсберзі 1547 року Мартінас Мажвідас — «Прості слова катехізису». Книга мала, крім катехізису, віршовану передмову, одинадцять церковних піснеспівів з нотами і перший литовський буквар. У Вільно впродовж XVI—XVII століть діяли будинок друку писаря Меркеліса Пяткявічюса і уродженця міста Йокубаса Моркунаса. Пяткявічюс у своєму будинку друку в 1598 році видав першу протестантську книгу литовською мовою у Великому князівстві. Моркунасом в 1600 році за підтримки воєводи Христофора Радзивілла Перуна видана «Postilla lietuviška…» — найбільший здобуток литовською мовою XVI століття.

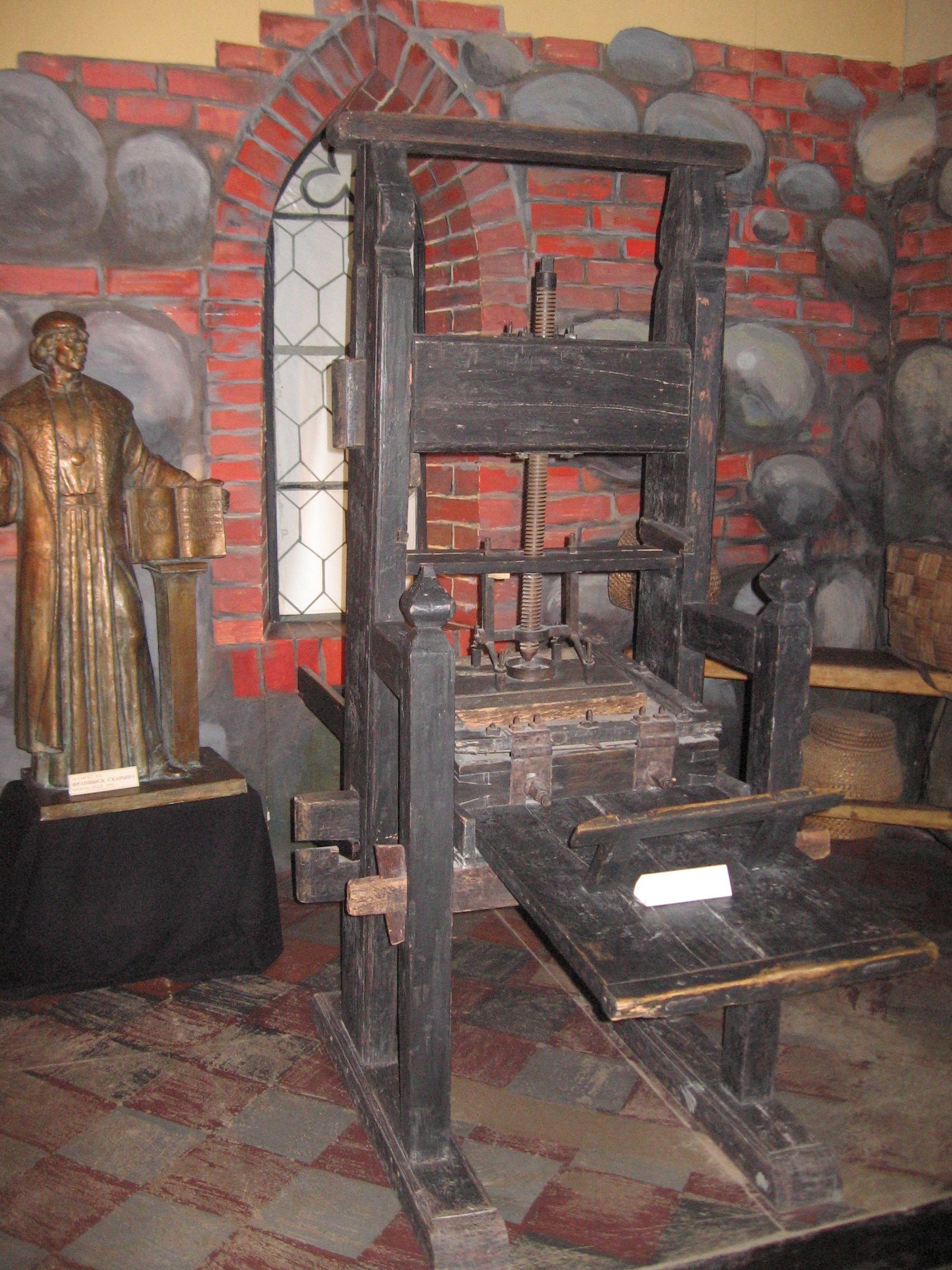
Друкарський верстат Скорини
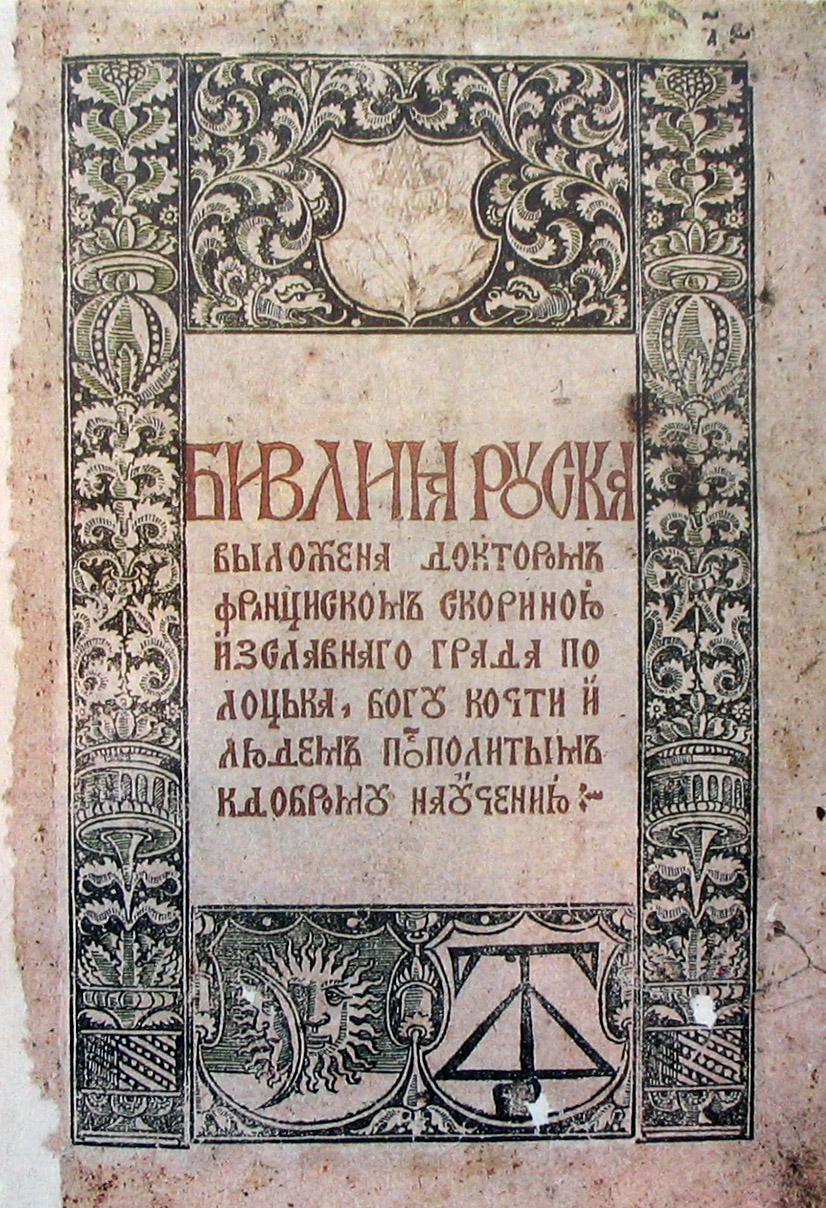
«Библия руска» Франциска Скорини, 1517 рік
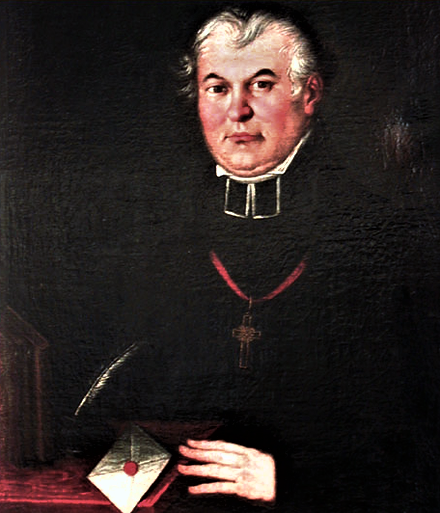
Константінас Сірвідас
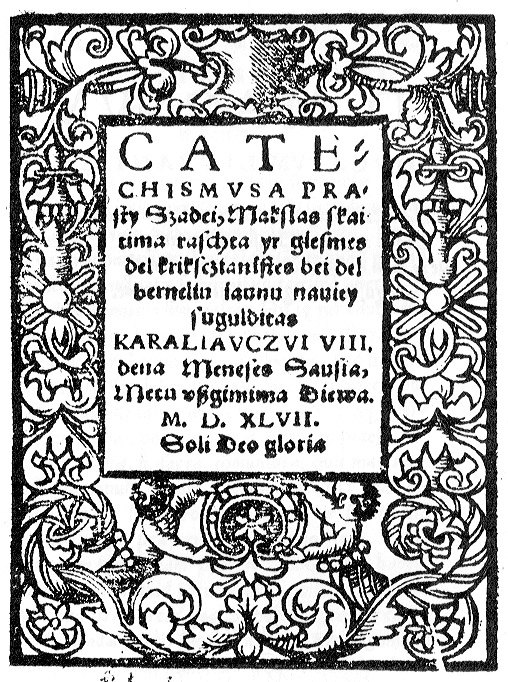
«Катехізис» Мартінаса Мажвідаса, 1547 рік
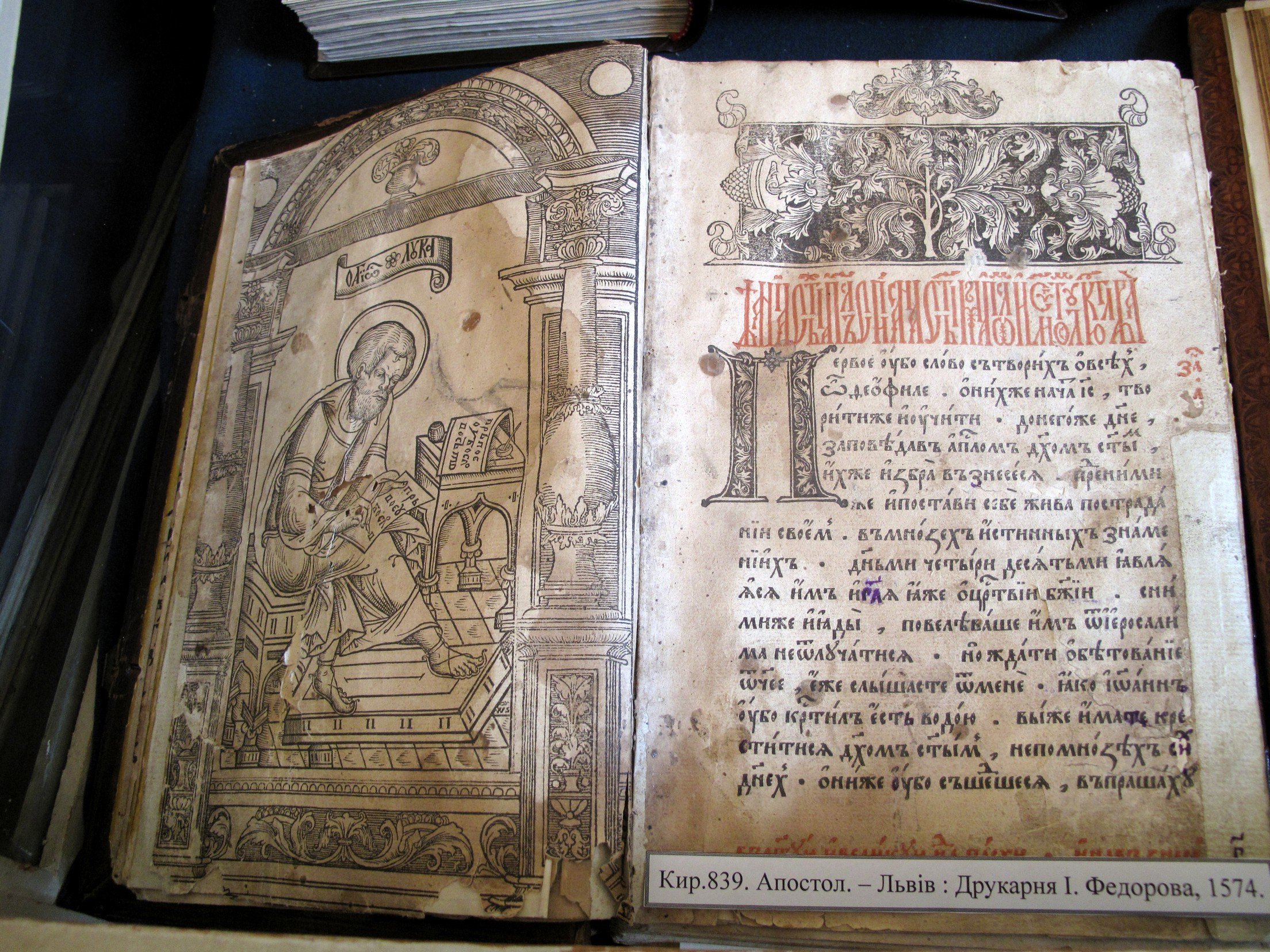
«Апостол» — перша друкована українська книга

1629 року професор Віленського університету Константінас Сірвідас підготував перший польсько-латинсько-литовський словник — «Dictionarium trium linquarum» («Словник трьох мов»). Словник неодноразово перевидавався: 1629, 1631, 1642, 1677, 1713. Словник призначався для студентів, які вивчають поетику і риторику; містив близько 14 тис. слів. До середини XIX століття він був єдиним друкованим словником у Великому князівстві (словники литовської мови видавалися також у Пруссії). Сірвідас також видав збірку проповідей (точніше — конспектів або короткого змісту проповідей) «Punktai sakymų» литовською і польською мовами (перше видання 1629, друге 1644 року). Видав коментарі до «Пісні над піснями» і «Послання апостола Павла до ефесян» («Explanationes in Cantica Canticorum Salomonis et in epistolam D. Pavli ad Ephesios»). 1629 або 1630 року Констанітнас Сірвідас підготував і видав першу граматику литовської мови «Ключ до литовської мови» («Clavis linguae lituanicae»; «Lietuvių kalbos raktas»), але це видання не збереглося. 1737 року у Віленському університеті невідомим автором була видана граматика литовської мови «Граматика головної говірки Литовського Князівства» («Universitas lingvarum Litvaniae in principali ducatus ejusde [m] dialecto grammaticis legibus circumscripta …»).
У XVII столітті важливим видавничим центром Великого Князівства Литовського стають Кедайняй. Тут поруч із заснованою 1625 року реформатською школою, з ініціативи Януша Радзивілла 1651 року відкривається видавничий дім. 1653 року в цьому домі уродженцем і бургомістром міста (1631—1666) Степонасом Яугелісом-Возом за допомогою Януша Радзивілла литовською мовою тиражем в 500 екземплярів видається «Knygą nabožnystės krikščioniškos». Книга має першу віршовану дедикацію литовською мовою зі зверненням до Янушу Радзівіллу «Мілостной прийняти цю працю, слухатися Слова Господнього, молиться до Бога, співати милосердно». Це найбільше кальвіністське видання у Великому князівстві. Крім цього видання будинок уславився виданням творів Самуеліса Мінвідаса, Йонасів Божімовскісів (старшого і молодшого), Самуеліса Тамашаускаса, Адама Расіуса (про політику і права в торгівлі).

### Релігія
Слов'янське населення у великому князівстві не зазнавало значних утисків на релігійному ґрунті, литовські володарі були толерантними до православної віри. Утім при переході на бік Москви князі Шем'ячичі і Можайські (1500), Глинські (1508) посилались і на релігійні утиски з боку католиків. Також тоді ширились чутки про намагання шляхти насильно покатоличити холопське населення, що не витримує історичної критики. Темпи поширення католицизму на руських землях були досить незначні, а утвердження Флорентійської церковної унії 1439 року було певною мірою формальне. Втім ця унія спровокувала розкол у Київській митрополії 1460 року. Новостворена митрополія, що об'єднувала литовсько-руські й галицькі єпископії, з 1467 року знову опинилася під контролем Константинопольського патріархату. Особливістю релігійного життя у Великому князівстві було широке втручання світських осіб у життя православної церкви (право патронату).
Князя Ольгерда називали в Константинополі «великим королем вогнепоклонників», бо він лишався поганином. Але православ'я поширилося серед литовців і навіть у княжій родині. Брат Ольгерда Любарт приймає православне хрещення з іменем Дмитро. Після смерті Юрія ІІ Болеслава волинські бояри 1340 року обрали Любарта на князя Волині й Галичини (1340—1386). Тим часом Галичину, Холмщину й Західну Волинь завоював польський король Казимир. Любарт зберіг Луцьку землю, він спорудив мурований замок у Луцьку, збудував храми. За його правління Волинь цілком зберігала український характер.
1352 року тирновський патріярх Феодосій ІІ поставив для Києва митрополита Феодорита, мотивуючи це переходом митрополита Феогноста до Москви. Але Константинополь домігся скасування такого рішення через неканонічність втручання Болгарської церкви до внутрішніх справ чужої юрисдикції.
Князь Ольгерд клопотався про поставлення свого родича ченця Романа на митрополита Київського. Але в Царгороді згодилися лише на поставлення його митрополитом Литви й Волині з 1354 року, а Київським митрополитом з другою кафедрою в Москві призначили 1353 року володимирського єпископа Олексія Бяконта. Митрополит Роман (1354—1361) боровся за поширення свого впливу на всю територію України, Білорусі та Литви. Він мав кафедру в Новогрудку, але згодом оселився в Києві. Підлягали митрополитові Романові Полоцька й Туровська єпархії, а згодом і митрополія «Малої Росії», тобто Галичини. Після смерті Романа його митрополія перейшла під владу митрополита Олексія. Який активно підтримував процес консолідації російських земель довкола Москви, а за союз з Литвою відлучив від церкви князів Тверського й Смоленського.
Великий князь литовський знов звернувся до Константинополя, погрожуючи переходом України й Білорусії до католицизму, якщо для них не буде висвячено окремого митрополита. Вселенський патріярх 2 грудня 1375 року висвятив кандидатуру Ольгерда, болгарського ієромонаха Кипріяна на кафедру Київського митрополита. Той прибув до Великого князівства 1373 року як представник Константинопольського патріарха і деякий час жив в Україні. Він був високоосвіченою людиною, залишив кілька послань, а також переписаних власною рукою книг. Митрополит перекладав церковнослов'янською мовою твори Отців церкви, виправив переклад Псалтиря, дбав про унормування перекладів богослужбових книг. Кипріян запровадив в Україні літургійну реформу патріярха Філофея, внаслідок чого в Україні з'явився переклад константинопольської редакції Єрусалимського уставу й відповідний комплекс богослужбових книг. Нова редакція тексту Святої Літургії з'явилася в Греції в другій половині ХІІІ століття. Філофей у другій половині XIV століття прийняв цю редакцію в тому вигляді, як її вживали на Афоні, узгодив зі звичаями Константинопольської патріяршої церкви й запровадив відповідний служебник до використання. Переклавши служебник патріярха Філофея церковнослов'янською мовою, митрополит Кипріян не заборонив і попередніх церковних книг. Тому протягом тривалого часу співіснували дві відмінні редакції літургії.
Юрисдикція митрополита Кипріяна поширювалася на територію Великого князівства Литовського, після смерті ж митрополита Олексія 1378 року і на Московську державу. Щоправда, перша поява митрополита Кипріяна в Москві була невдалою: московський великий князь Дмитро мав власного кандидата на зміну, свого духівника Михаїла Митяя. Тому митрополита Кипріяна москвини заарештували, протримали в ув'язненні, а потім вигнали геть. Однак дорогою до Константинополя російський кандидат у митрополити раптово помер. Тому на митрополита Київського і Великої Русі 1380 року було висвячено архимандрита Пимена, що їхав у супроводі кандидата. Його несподівану появу в Москві зустріли неоднозначно, а патріярший собор засудив Пимена й визнав Кипріяна єдиним митрополитом Русі. І вже 1389 року митрополит Кипріян поєднав під своєю владою всю територію історичної Київської митрополії. Російська частина Київської митрополії прийняла Кипріяна за свого митрополита, але водночас митрополит Кипріян опинився під впливом великого князя Московського.

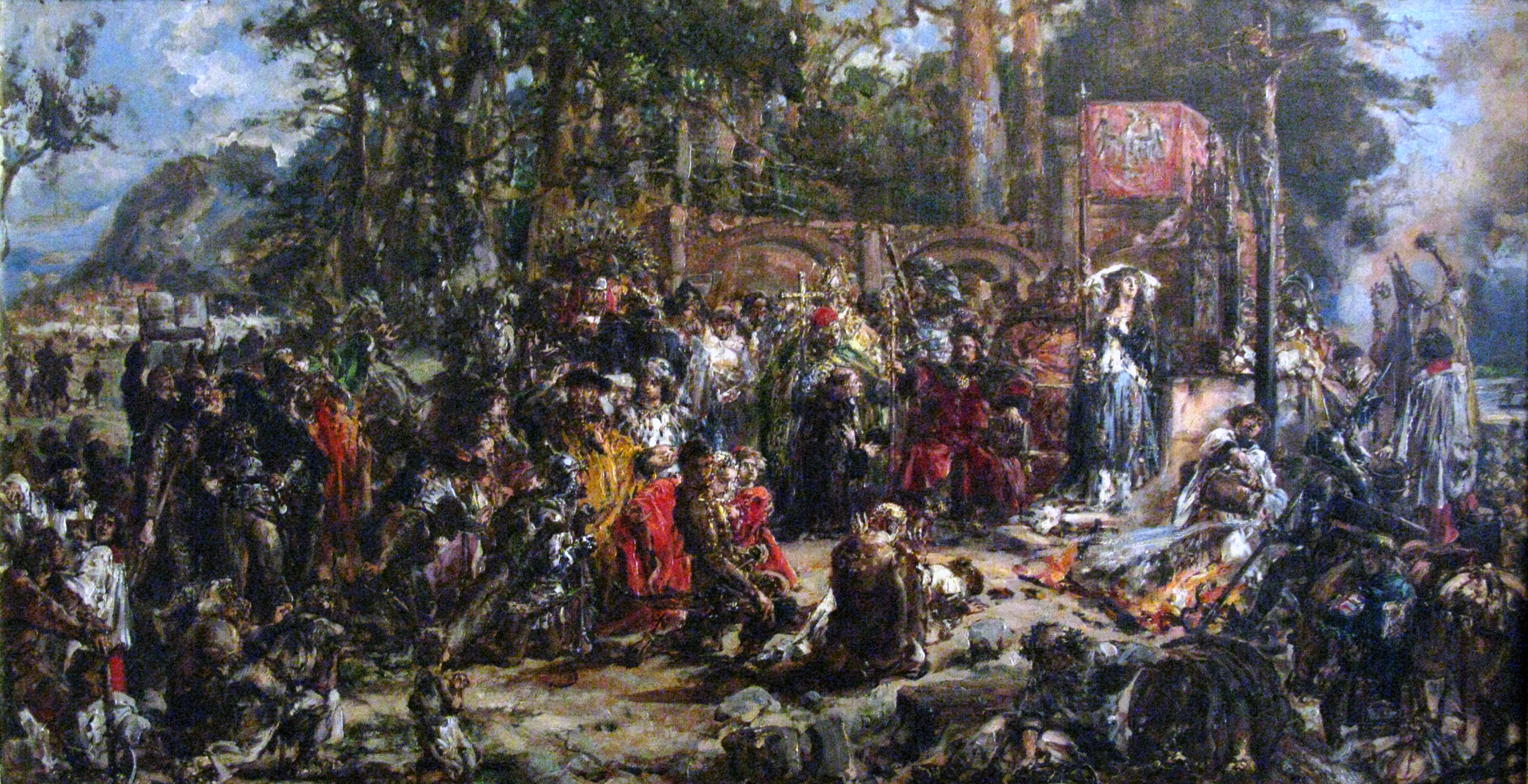
«Хрещення Литви», Ян Матейко, 1889 рік
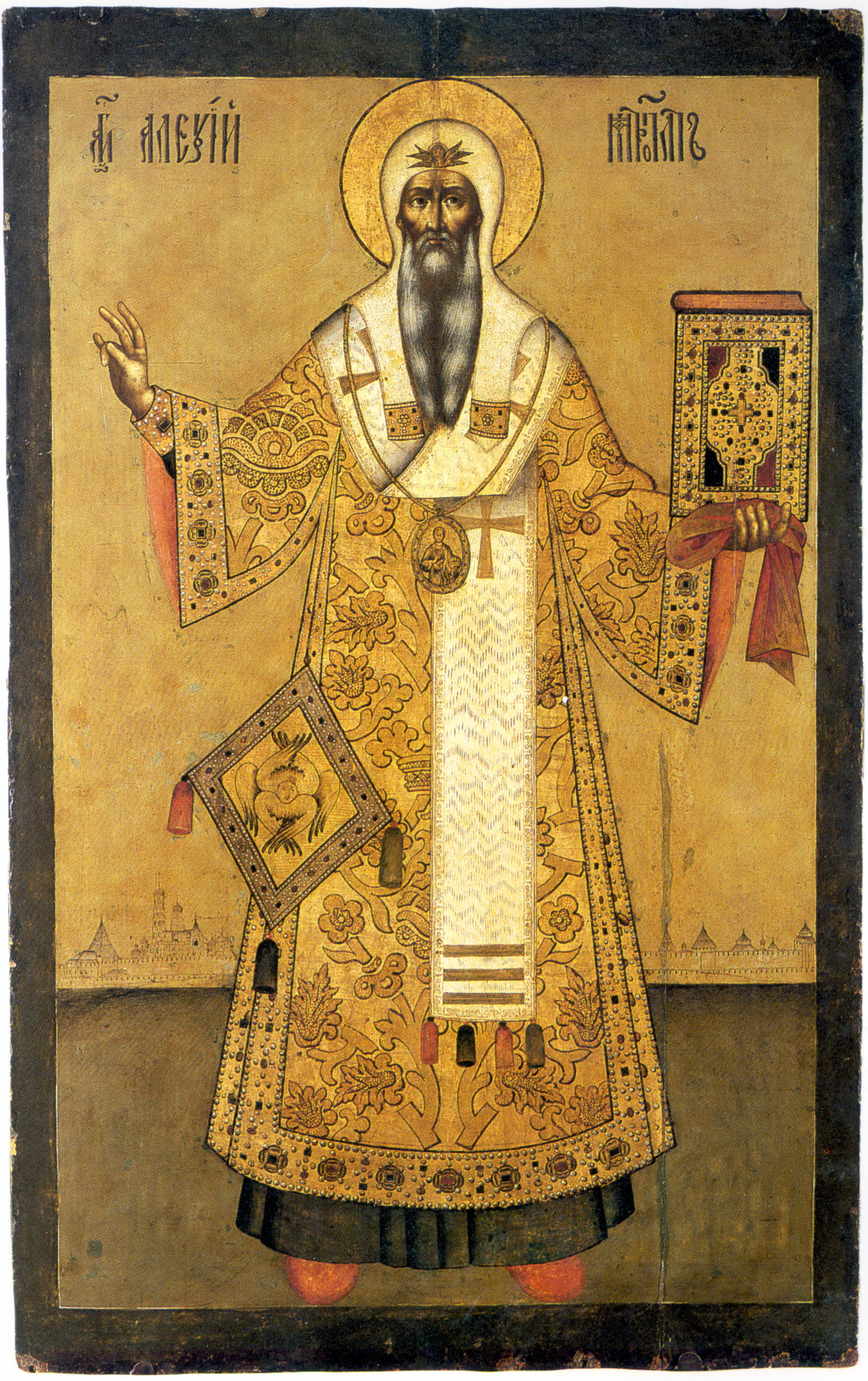
Митрополит Олексій Бяконт
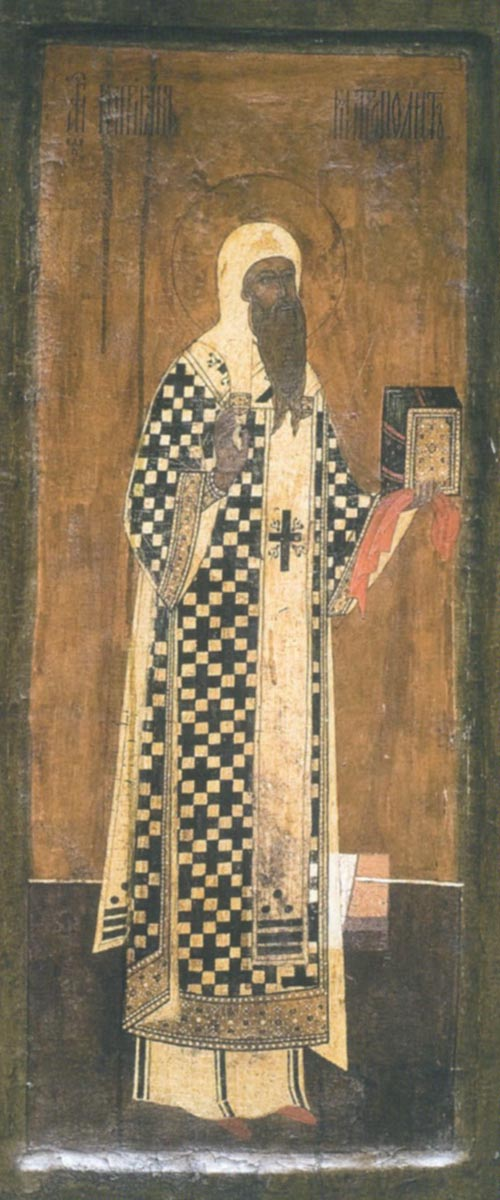
Митрополит Кипріян
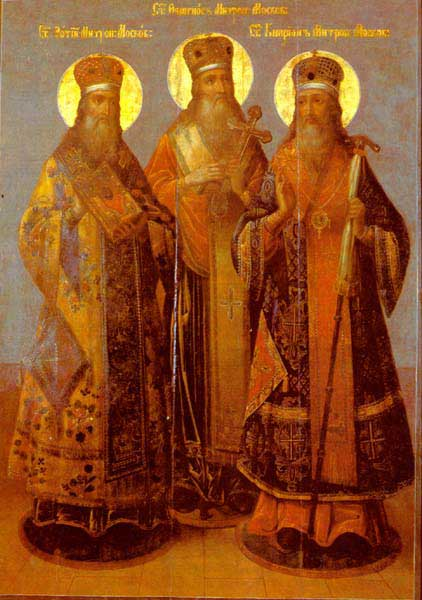
Митрополити Фотій, Феогност і Кипріян
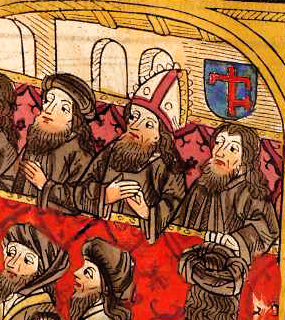
Григорій Цамблак на Констанцькому соборі

Тим часом 14 серпня 1385 року Кревському замку була укладена Кревська унія. Польське королівство й Велике князівство Литовське об'єдналися в спільну державу через шлюб великого князя Ягайла з польською королевою Ядвігою. Ягайло прийняв католицизм, був коронований на короля об'єднаної держави й зобов'язався поширювати в ній католицьку віру. Управління Великим князівством лишалось до його смерті за Вітовтом, людиною досить індиферентною релігійно. Сам Вітовт спершу був православним, але 1386 року був навернутий у католицтво, потім повернувся до православ'я, але помер католиком. Він відмовлявся насаджувати католицизм, але прагнув політично унезалежнити Київську митрополію від впливу Московського князівства, з яким доходить до війни.
Після смерті Кипріяна 1406 року князь Вітовт посилає до Константинополя полоцького єпископа Фотія, грека, для поставлення в митрополити, який поставляється 1407 року на кафедру митрополита Київського і всієї Русі з поширенням юрисдикції на Москву. Вітовт прийняв митрополита Фотія лише за умови, що він житиме в Києві та дбатиме про Православну Церкву в Литві. Але Фотій не додержав свого слова й пробув у Литві не більше місяця, потім же переселився до Москви. Тоді Вітовт 1414 року посилає до Царгорода посольство з проханням поставити на Київську митрополію вченого ієромонаха Григорія Цамблака, болгарина, племінника митрополита Кипріяна. Під впливом Москви патріярх не тільки не виконав прохання князя, але й позбавив ієромонаха Григорія священничого сану й анафемував його. Тоді князь Вітовт скликав 1415 року в Новогрудку помісний собор, де зібралися єпископи полоцький, смоленський, чернігівський, луцький, володимир-волинський, турівський, перемиський та холмський, православні князі й бояри. Собор, посилаючись на прецедент з обранням митрополита Климента Смолятича 1147 року, обрав на митрополичий престол Григорія Цамблака (1415—1419/1420). Григорій на той час перебував у Тирново, центрі болгарської церкви, котра ще в 1185 році за часів Другого Болгарського царства відновила свою незалежність від Константинополя.
Після публікації 31 жовтня 1517 року Мартином Лютером своїх «95 тез» Європою прокотилась хвиля Реформації. Православні ієрархи мало відрізнялись від розкритикованих католицьких, тому популярність протестантизму сильно зростала на теренах України, разом із поширенням гуманістичної культури епохи Відродження. У католицькій Польщі в цей час розгорнули свою діяльність контрреформістський орден єзуїтів Ігнатія Лойоли. Головною їхньою діяльністю було просвітництво, вони засновували численні колегіуми — релігійні навчальні заклади. Після початку правління Сигізмунда II Августа в Польщі настала повна релігійна терпимість. За його правління панівною релігією у Великому князівстві Литовському став кальвінізм, верхівка захоплювала костели, церкви, які перетворювала у кальвінські збори. 1573 року була укладена Варшавська конфедерація, що визначила засади релігійної терпимості в державі. З боку православ'я просвітителем виступив князь Костянтин Василь Острозький, який запросив з Москви друкаря Івана Федорова до Львова, за зразком єзуїтських колегіумів у Острозі засновує слов'яно-греко-латинську школу, першим ректором якої став Герасим Смотрицький. 1586 року братство руських ремісників і купців Львова отримало автономію (ставропігію), 1586 року відкрило власну школу й викупило друкарню Федорова. Релігійні питання спричинили бум полемічної літератури (Герасим та Мелетій Смотрицькі, Іван Вишенський, Петро Скарґа, Іпатій Потій). 1527 роком датується перша згадка про Почаївську Успенську лавру — православний чоловічий монастир у Почаєві зі статусом лаври, найбільша православна святиня Волині, друга, після Києво-Печерської лаври, України, тривалий час — василіянська обитель. Меценаткою й фундаторкою лаври, засновницею друкарні була Ганна Гостська, до шлюбу Козинська (невід. — 1617).

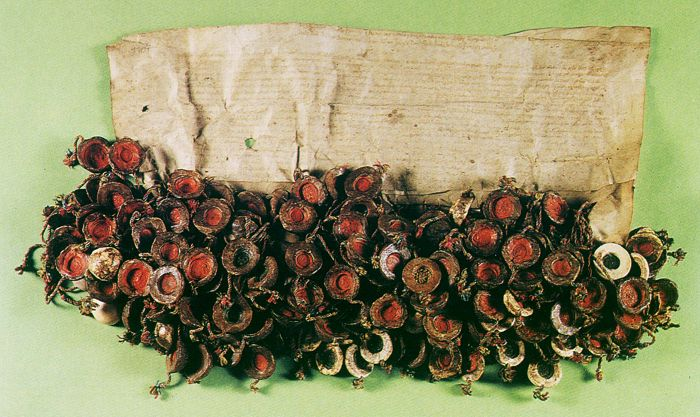
Акт Варшавської конфедерації
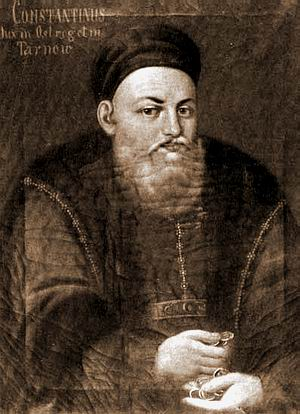
Василь-Костянтин Острозький
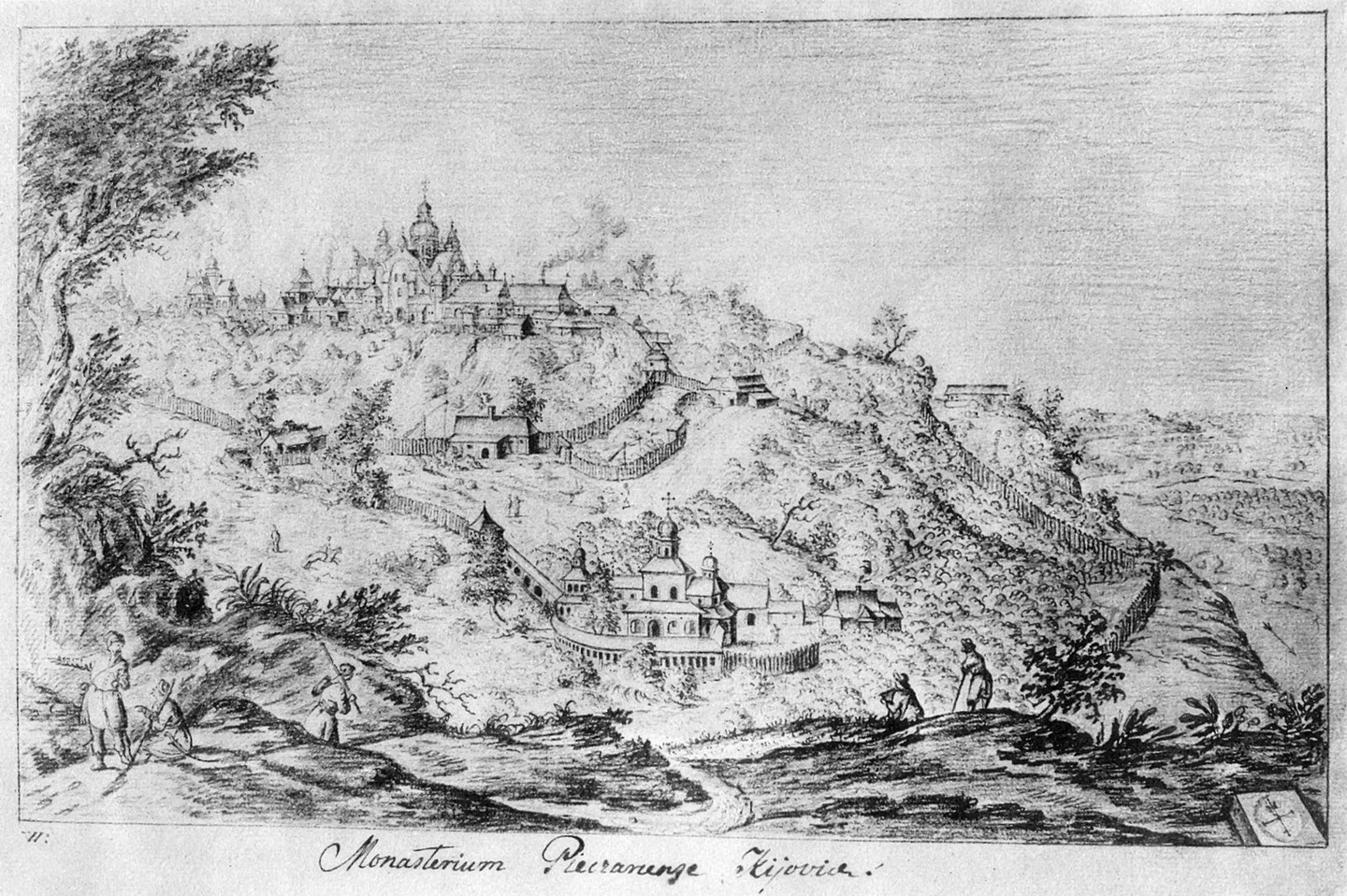
Києво-Печерський монастир
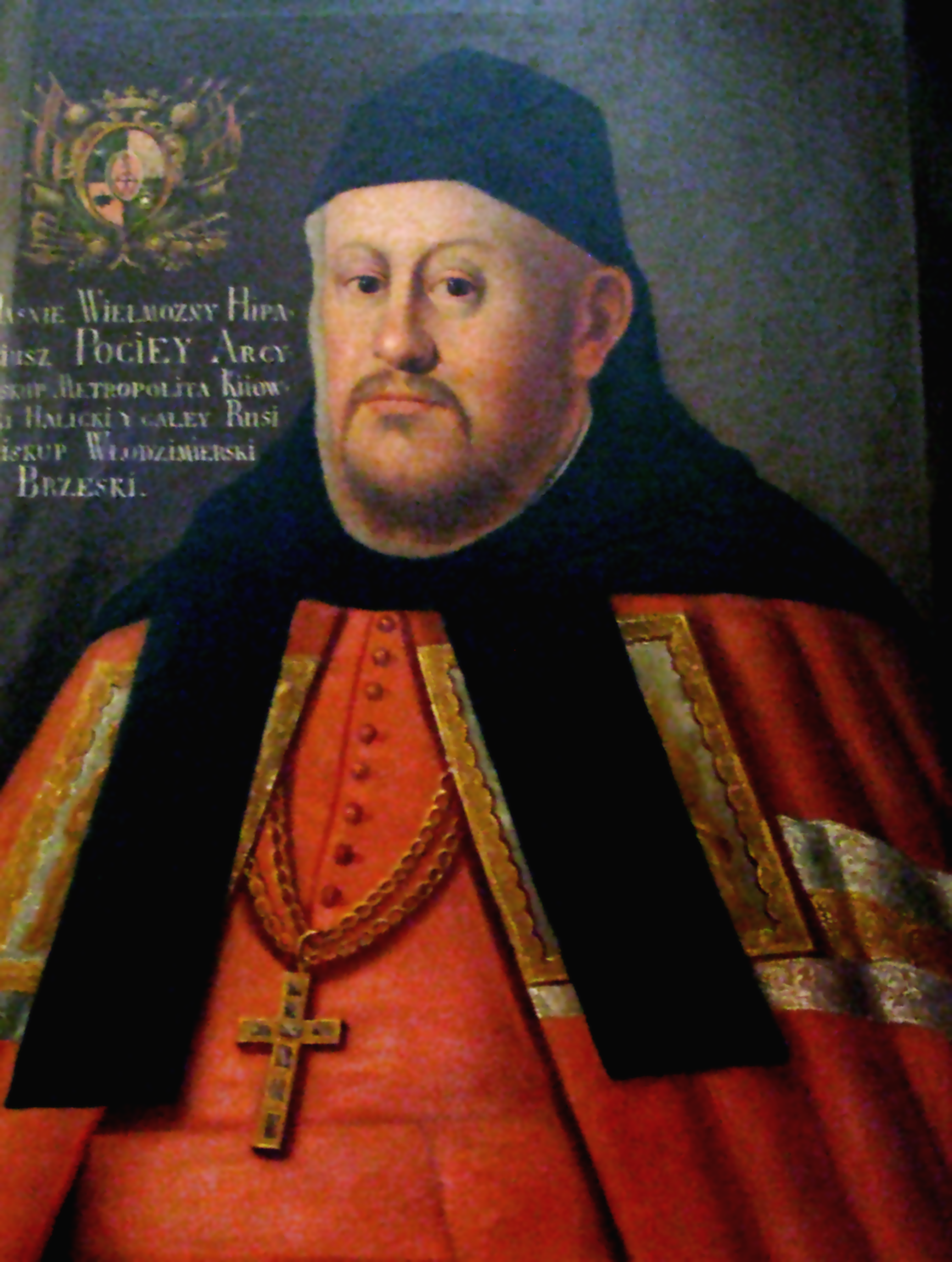
Іпатій Потій
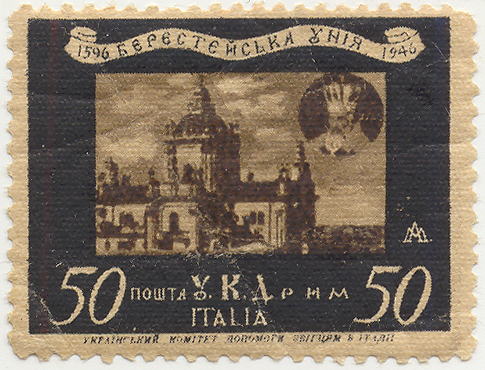
Українська марка до 350-річчя Берестейської унії
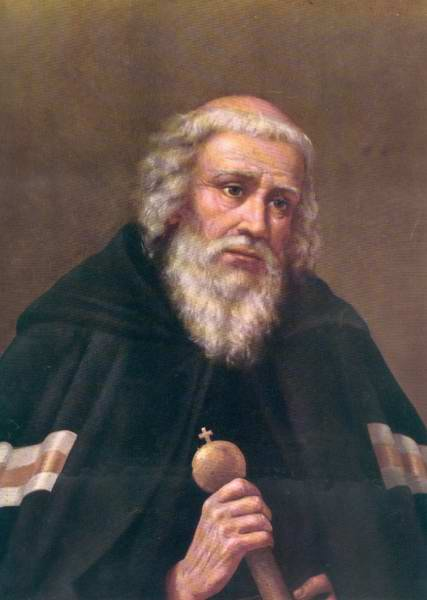
Йосиф Рутський

1582 року папа римський Григорій XIII наказав виправити юліанський календар. За новим григоріанським пропускалось 10 днів, через що між католиками й православними виникла розбіжність у відмічанні релігійних свят й поглибило розкол. На шляху православного просвітництва з миру стали церковні ієрархи Іпатій Потій та Кирило Терлецький, що очолили тих, хто заради особистої вигоди вирішив шукати союзу із католицькою церквою. 1596 року була підписана церковна Берестейська унія, що утворила греко-католицьку церкву (католицькі догмати, православні обряди, влада папи римського) й розколола Київську митрополію, православні в державі залишились поза законом. 1599 року Іпатій Потій став першим греко-католицьким митрополитом, відкрив семінарію в Бересті. Того ж року у Вільно православна та протестантська шляхта уклали договір про спільну боротьбу. 1613 року предстоятелем греко-католиків став Йосиф Рутський, який урівняв в статусі руські школи та єзуїтські колегіуми, реорганізував чернецтво, створив орден святого Василія.

## Спроби відновлення
Велике князівство Литовське намагалися відновити після його зникнення кілька разів.
Ідею створення спеціальної провінції із західних провінцій Росії висловив сенатор М. Огінський у квітні 1811 року. Планувалося зробити об'єднання на території восьми губерній Російської імперії: Вільнюської, Волинської, Гродненської, Вітебської, Могилівської, Мінської, Київської, Подільської губернії, а також Білостоцької області і Тарнопольського повіту. Метою російського імператора Олександра I було нейтралізувати профранцузький вплив у колишніх «польських провінціях». Подібні плани були і з французького боку. Велике князівство Литовське — держава, що була створена 1812 року, після звільнення території Литви та Білорусі від Російської імперії військами Наполеона І. Французькі війська 28 червня 1812 р. вступили до Вільно. Першим в місто під біло-червоно-білим прапором увійшов уланський полк князя Домініка Радзивілла. У Вільно 1 липня 1812 Наполеон підписав декрет про відновлення Великого князівства Литовського в межах Мінської, Віленської, Гродненської губерній і Білостоцького округу. За декретом була створено Тимчасовий уряд ВКЛ. Ліквідовано у тому ж 1812 році після поразки Наполеона.
До Революції в Російській імперії на території Білорусі та Литви поширилася ідеологія крайовців (Крайовци). Вона була патріотичним прагненням значної частини місцевих дворян та інтелігенції протистояти перетворенню своєї землі у звичайне передмістя Росії чи Польщі, була спробою зламати провінціалізацію литовсько-білоруських губерній (колишніх земель ВКЛ) — спробою перетворити їх на незалежний політично та культурно край, спроба протистояти русифікації. Після революції у 1918 році розроблявся проєкт Великого князівства Литовського та Білоруського консервативними політичними силами Білорусі на чолі з Едвардом Войніловичем.
Ідея об'єднаної Литви, Білорусі та України політично чи ідеологічно не зникла і у новітні часи. Існують проєкти, що фактично збігаються з кордонами ВКЛ, такі як Балто-Чорноморська вісь. Перший прем'єр-міністр Литовської Республіки, Казиміра Прунскене: «Я не втрачаю надії, що Балто-Чорноморський альянс — не тільки наше історичне минуле з часів Великого Литовського князівства. Певні історичні мотивації залишилися й досі».
Вона розцінюється проросійськими силами, як спроба створити буферного «санітарного» поясу між Росією та Європою. Наприклад, президент Білорусі Лукашенко під час протестів 2020 року заявив про намагання активістами створити живий ланцюг від Вільнюса до Києва. «Я це вже проходив після розпаду Радянського Союзу, коли була спроба створення Балто-Чорноморського регіону — санітарної зони: три балтійські держави, Білорусь, Україна, щоб відокремити Росію від Заходу».

### Загальні праці
- Русина О. В. Велике князівство Литовське // Енциклопедія історії України : у 10 т. / редкол.: В. А. Смолій (голова) та ін. ; Інститут історії України НАН України. — К. : Наукова думка, 2003. — Т. 1 : А — В. — С. 460. — ISBN 966-00-0734-5.
- Литовсько-Руська держава [Архівовано 14 вересня 2020 у Wayback Machine.] // Українська мала енциклопедія : 16 кн. : у 8 т. / проф. Є. Онацький. — Буенос-Айрес, 1960. — Т. 4, кн. VII : Літери Ле — Ме. — С. 838. — 1000 екз.
- (біл.) Грыцкевіч А. Вялікае княства Літоўскае // Энцыклапедыя гісторыі Беларусі У 2 т / рэд. Г. П. Пашкоў і ін. — М. : БелЭн, 2007. — Т. Т. 1 : А — К. — ISBN 978-985-11-0393-1.
- Україна: литовська доба 1320—1569 К.: Балтія-Друк, 2008, ISBN 966-8137-30-2
- История Европы. — Т. 3. — М., 1993
- История Литовской ССР. — Т. 1. — Вильнюс, 1978
- Пичета В. И. Белоруссия и Литва в XV—XVI вв. — М., 1961
- Україна — Польща: історична спадщина і суспільна свідомість. — К., 1993
- Малий словник історії України / відпов. ред. В. А. Смолій. — К. : Либідь, 1997. — 464 с. — ISBN 5-325-00781-5.
- Розділ про південно-західний кордон Литовського князівства у 16 ст.: Скальковский А. А. Опыт статистического описания. — Ч.1. С.10; Jablonowski A. Pisma. — T.3. — S.81; Житецкий И. Смена народностей в Южной России // Киев. старина. — 1884. — Т.10. — С.8-12.; История СССР с древнейших времен до наших дней. В 12 т. — М., 1966. — Т.2. — С.409.
- Wolff J. Kniaziowie Litewsko-Ruscy od końca czternastego wieku / J. Wolff. — Warszawa, 1895. — 698 s.
- Історія титулів литовських володарів [Архівовано 11 січня 2012 у Wayback Machine.]
- Шаланда Аляксей. «Таямнічы свет беларускіх гербаў» [Архівовано 23 вересня 2016 у Wayback Machine.].
- Василенко Н. Литовско-Русское государство // Энц. словарь Брокгауза и Ефрона. — СПб., 1896. — Т. XVII. — С. 818—827;
- Гуслистий К. Нариси з історії України. Випуск ІІ. Україна під литовським пануванням і захоплення її Польщею. — К.: Вид-во АН УРСР, 1939. — 198 с.;
- Русина О. В. Україна під татарами і Литвою. К., 1998.
- Україна і Литва в XIV—XVI століттях. Політико-правові та соціально-економічні аспекти / Відп. ред. Смолій В. А.; авт. кол.: Берковський В. Г., Блануца А. В., Ващук Д. П., Гурбик А. О., Черкас Б. В. — Луцьк: ПрАТ «Волинська обласна друкарня», 2011. — 256 с.;
- Уривалкін О. М. Історія України (середина ХІІІ — середина XVII ст.): Навчальний посібник. — К., 2005;
- Заруба В. М. Історія держави і права України: Навчальний посібник. — К.: Істина, 2006;
- (рос.) Рыбаков Б. А. Великое княжество Литовское, Украина, Белоруссия // История СССР с древнейших времен до конца XVIII века. — М. : Высшая школа, 1975.
- Бычкова М. Е. Русское государство и Великое княжество Литовское с конца XV в. до 1569 г.: Опыт сравнительно-исторического изучения политического строя. М., 1996;
- Кромм М. М. Меж Русью и Литвой: пограничные земли в системе русско-литовских отношений конца XIV — первой трети XVI. — Изд. 2-е, испр. и доп. — М.: Квадрига, 2010. — 318 с.;
- Яблонскис К. История государства и права Литвы. — Вильнюс, 1972;
- Гудавичюс Э. История Литвы. Т.1. С древнейших времен до 1569 года. Пер. с литовского Г. И. Ефремова. М.: Фонд им. И. Д. Сытина. Baltrus, 2005. — 680 с.;
- Ермаловіч М. Беларуская дзяржава Вялікае княства Літоўскае / М. Ермаловіч. — Мн.: Беллітфонд, 2000. — 448 с.;
- Дземидович О. Велике князівство Литовське під час інтервенції Речі Посполитої в Російську державу 1609—1618 рр. // Український історичний збірник. — К., 2010. — Випуск 13. — С. 68—83;
- Вялікае княства Літоўскае: энцыклапэдыя. У 2 т. — 2-ге выд. — Мн.: БелЭн (Бэларуская Энцыклапэдыя імя Петруся Броўкі), 2007. — Т. 1—2;
- Вялікае княства Літоўскае: энцыклапэдыя. Т. 3. Дадатак (А — Я). — Мн.: БелЭн (Бэларуская Энцыклапэдыя імя Петруся Броўкі), 2010;
- Василенко В. О. Політична історія Великого князівства Литовського (до 1569 р.) в східнослов'янських історіографіях ХІХ — першої третини ХХ ст.: Монографія. — Д.: НГУ, 2006. — 659 с.;
- Бондарук Т. І. Західноруське право: дослідники і дослідження (Київська історико-юридична школа). — К., 2000. — 158 с.
- Михальченко С. И. Киевская школа в российской историографии (В. Б. Антонович, М. В. Довнар-Запольский и их ученики). М.; Брянск, 1997.
- Столяров А. М. История Великого княжества Литовского в отечественной историографии ХІХ — начала ХХ века. Автореферат дисс. …. к.и.н. по специальности 07.00.09 «историография, источниковедение и методы исторического исследования». — Казань: Казанский гос. ун-т, 2008. — 24 с.
- Кириченко К. Історія Великого князівства Литовського в українській історіографії 1991—2003/4: основні тенденції // Ruthenica. — 2005. — № 4. — С. 215—229.
- Маложон О. І. Історіографія та джерела дослідження правової культури литовсько-польського періоду (XIV—XVI ст.) // Вісник Державної академії керівних кадрів культури і мистецтв. — 2011. — № 4. — С. 212—216;
- Дячок О. Право Великого Князівства Литовського та українських земель у його складі на сторінках українських юридичних видань (1991—2007) // UKRAINA LITHUANICA. — 2009. — Т. 1. — С. 176—196.
- Błachowska K. Wiele historii jednego państwa. Obraz dziejów Wielkiego Księstwa Litewskiego do 1569 roku w ujęciu historyków polskich, rosyjskich, ukraińskich, litewskich i białoruskich w XIX wieku / K. Błachowska. — Warszawa: Neriton, 2009. — 410 s. (Блаховська К. «Багато історії однієї держави. Образ минулого Великого князівства Литовського до 1569 р. у трактуванні польських, російських, українських, литовських і білоруських істориків XIX ст.» — Варшава: Neriton, 2009. — 410 с.);
- Руда Оксана. Інтерпретація історії Великого князівства Литовського у слов'янській історіографічній традиції XIX ст. // Україна-Польща: історична спадщина і суспільна свідомість — С. 331—338.
- (лит.) Letukienė, Nijolė; Gineika, Petras. Istorija, Politologija: Kurso santrauka istorijos egzaminui. — Vilnius : Alma littera, 2004. — 343 с. — ISBN 9789955084648.
- (англ.) Pogonowski, Iwo. Poland: A Historical Atlas. — NY : Dorset House Publishing, 1989. — ISBN 978-0-88029-394-5.

### Державний механізм та суспільний устрій
- Баранович О. І. Нариси магнатського господарства на півдні Волині у XVIII ст. // Студії з історії України. — К., 1926. — Т. 1.
- Барвінський О. Історія Руси. Частина ІІІ. Русь під пануванням Литви і Польщі, аж до сполучення тих держав під володінням Ягайлонів. — Л., 1880. — 84 с.
- Барвінський Б. Жиґимонт Кейстутович, великий князь литовсько-руський. (1432—1440). Історична монографія. — Жовква, 1905.
- Білецька О. В. Поділля на зламі XIV—XV ст. : до витоків формування історичної області. — О., 2004. — 416 с.
- Столбуненко М. М. Державний лад українських земель у складі Литви та Польщі / В кн.: Історія державності на землях України: Експериментальний підручник// За загальн. ред. Бандурки О. М., Ярмиша О. Н. — Х. : ТОВ «Одіссей», 2004. — С. 99—142.
- Черкас Б. В. Політико-адміністративний устрій Великого князівства Литовського й українських васальних князівств // В кн.: Історія державної служби в Україні. — К., 2009. — Т. 1.
- Яковенко Н. М. Українська шляхта з кінця XIV до середини XVII ст.: (Волинь і Центр. Україна). — К. : Наукова думка, 1993. — 411 с.
- (рос.) Антоновичъ В. Б. Очеркъ исторіи Великаго княжества Литовскаго до половины XV столетія. — К., 1878.
- (рос.) Барбашев А. Витовт и его политика до Грюнвальдской битвы (1410). — СПб, 1885.
- (рос.) Барбашев А. Очерк литовско-русской истории: Витовт — последние двадцать лет княжения (1410—1430). — СПб, 1891.
- (рос.) Беднов В. А. Православная церковь в Польше и Литве. (По Volumina legum). — Екатеринослав, 1908. — 511 с.
- (рос.) Брянцев П. Д. История Литовского государства с древнейших времен. — Вильна, 1889. — 659 с.
- (рос.) Брянцев П. Д. Очерк древней Литвы и Западной России. — Вильна, 1891. — 150 с.
- (рос.) Дашкевич Н. Заметки по истории Литовско-Русского государства. — К., 1885. — 192 с.
- (рос.) Дворниченко А. Ю. Русские земли Великого княжества Литовского (до начала XVI века) : Очерки истории общины, сословий, государственности. — СПб, 1993.
- (рос.) Клепатский П. Г. Очерки по истории Киевской земли. — Т. 1. — Литовский период. — О., Типография «Техник», 1912. — 599 с.
- (рос.) Лаппо И. И. Великое княжество Литовское во второй половине 16 столетия : Литовско-русский повет и его сеймик. — Юрьев, 1911.
- (рос.) Леонтович Ф. И. Очерки истории литовско-русского права : Образование территории Литовского государства. — СПб, 1894.
- (рос.) Любавский М. К. Литовско-русский сейм. — М., 1900.
- (рос.) Любавский М. К. Областное деление и местное управление Литовско-Русского государства ко времени издания Первого Литовского Статута. — М., 1892.
- (рос.) Любавский М. К. Очерк истории Литовско-Русского государства до Люблинской унии включительно. — М., 1910.
- (рос.) Максимейко Н. А. Сеймы Литовско-Русского государства до Люблинской унии 1569 г. — Х., 1902.
- (рос.) Пашуто В. Т. Образование Литовского государства. — М., 1959.
- (рос.) Пичета В. И. История Литовского государства до Люблинской унии. — Вильно, 1920.
- Пичета В. И. Феодальное поместье в XV—XVI в. в Великом княжестве Литовском // Ученые записки Института славяноведения. — М., 1951. — Т. 4. — С. 242—326.
- (рос.) Смирнов М. Ягелло-Яков-Владислав и первое соединение Литвы с Польшею. — О., 1868. — 259 с.
- (рос.) Шабульдо Ф. М. Земли Юго-Западной Руси в составе Великого княжества Литовского. — К., 1987.
- (рос.) Ярушевич А. Ревнитель православия, князь Константин Иванович Острожский (1461—1530) и православная литовская Русь в его время. — Смоленск, 1896. — 249 с.

### Економіка
- Довнар-Запольский М. В. Государственное хозяйство Великого княжества Литовского при Ягеллонах. — Т. 1. — К., 1901;
- Пичета В. И. Аграрная реформа Сигизмунда — Августа в Литовско-Русском государстве. — М.: Изд -во АН СССР, 1958. — 548 с.;
- Клименко Ф. Западно-русские цехи XVI—XVIII вв. — К., 1914;
- Клименко Ф. Цехи на Україні. — К., 1929.

### Правова система
- Статути Великого князівства Литовського: У 3 т. — Т. І. Статут Великого князівства Литовського 1529 року / За ред. С. Ківалова, П. Музиченка, А. Панькова. — Одеса, 2002. — 464 с.
- Статути Великого князівства Литовського: У 3 т. — Т. ІІ. Статут Великого князівства Литовського 1566 року / За ред. С. Ківалова, П. Музиченка, А. Панькова. — Одеса, 2003. — 560 с.
- Статути Великого князівства Литовського: У 3 т. — Т. ІІІ. Статут Великого князівства Литовського 1588 року. У 2 кн. — Кн. 2 / За ред. С. Ківалова, П. Музиченка, А. Панькова. — Одеса, 2004. — 568 с.
- Судебник Казимира (1468) / Отв. ред. А. Тила. — Вильнюс, 1967. — 32 с.
- Законодательные акты Великого княжества Литовского XV—XVI вв. : [Сб. материалов] / Ленинград. Гос. ун‐т им. А. С. Бубнова. Ист. фак.; Подгот. к печати и предисл. И. И. Яковкина. — Л. : Гос. соц.‐экон. изд‐во. Ленинград. отд‐ние, 1936. — 152, [3] с.
- Демченко Г. В. Наказание по Литовскому Статуту в его трёх редакциях. — Ч. 1. — К., 1894.
- Ковальова С. Г. Судоустрій і судочинство на українських землях Великого князівства Литовського: Монографія. — Миколаїв: Видавництво МДГУ імені Петра Могили, 2008. — 200 с.
- Гурбик А. О. Луцький трибунал // В кн.: ЕІУ. — Т. 6. — К., 2009. — С. 317;
- Сас П. М. Коронний трибунал// В кн.: ЕІУ. — Т. 5. — К., 2008. — С. 178—179;
- Гурбик А. О. Люблінський трибунал // В кн.: ЕІУ. — Т. 6. — К., 2009. — С. 382;
- Гавриленко О. Найдавніші міжнародні договори Великого Князівства Литовського, Руського і Жемайтійського (друга половина ХIV ст.) // Науковий вісник Ужгородського національного університету. Серія: Право. 2024. Вип. 86. Ч. 5. С. 223-234.
- Коваленко Л. Право Великого князівства Литовського та його вплив на становлення українського права // Юридична Україна. — 2004. — № 2 (14). — С. 91-95.
- Лаппо И. Земский суд в Великом княжестве Литовском в конце XVI века // Журнал Министерства народного просвещения. — 1897. — Июнь.
- Лаппо И. Подкоморский суд в Великом княжестве Литовском в конце XVI века и начале XVII века // Журнал Министерства народного просвещения. — 1899. — Август.
- Лаппо И. Гродский суд в Великом княжестве Литовском в XVI столетии // Журнал Министерства народного просвещения. — 1908. — Январь.
- Лаппо И. Великое княжество Литовское во второй пол. XVI столетия. Литовско-русский повет и его сеймик. — Юрьев, 1911. — 624 с.
- Лащенко Р. Лекції по історії українського права. — Ч. ІІ. Литовсько-польська доба. — Вип. 1. Пам'ятники права. — Прага, 1924. (перевидання: К.: Україна, 1998)
- Малиновский И. Рада Великого княжества Литовского в связи с Боярской думой Древней России. — Ч. 1. Боярская дума Древней России. — Томск, 1903.
- Малиновский И. Рада Великого княжества Литовского в связи с Боярской думой Древней России. — Ч. 2. — Рада Великого княжества Литовского. — Томск, 1912.
- Падох Я. Суди і судовий процес старої України: нарис історії. — Записки Наукового Товариства ім. Т. Шевченка. — Львів, 1990.
- Попов Г. Луцький Трибунал 1578 р. // Праці комісії для виучування західньо-руського та вкраїнського права. — Вип. І. — К., 1925.
- Сердюк В. Найвищий судовий орган в українських землях за часів їх перебування у складі Литви, Польщі та Речі Посполитої (XIV — середина XVII ст.) // Право України. — 2006. — № 3. — С. 124—126.
- Спрогис И. Земские суды Великого княжества Литовского // Акты, изданные Виленскою Археографическою комиссией. — Т. XVII. Вступит. статья. — Вильна, 1890.
- Сокальська О. В. Становлення підкоморського суду в Україні (друга половина XVI ст.) // Держава і право. — К., 2002. — Вип. 15. — С. 78-85.
- Сурилов А. В. Общественно-политический строй и право Великого княжества Литовского. — Кишинёв, 1961.
- Юхо И. А. Основные черты судоустройства и судопроизводства по Статуту Великого княжества Литовского 1529 года / Юхо И. А. // Первый *Литовский Статут 1529 года. — Вильнюс, 1982.
- Ясинский М. Материалы для истории судоустройства и судопроизводства в Литовско-Русском государстве. Акты о копных и панских судах. — Т. 1. — К., 1897. — 703 с.
- Ясинский М. Очерки по истории судоустройства в Литовско-Русском государстве. Главный Литовский Трибунал. Его происхождение, организация и компетенция. — Вып. 1. — К., 1901. −253 с.
- Ясинский М. Уставные земские грамоты Литовско-Русского государства. — К., 1894. — 207 с.

#### Магдебурзьке право
- Багалій Д. Магдебурзьке право в Лівобережній Україні. — Львів, 1990;
- Владимирський-Буданов М. Ф. Немецкое право в Польше и Литве // Журнал Министерства народного просвещения. — 1868. — Ч. СХХХІХ. — С. 467—554, 720—806; Ч. CXL. — С. 519—586; Його ж. Німецьке право в Польщі й Литві // Розвідки про міста і міщанство на Україні-Руси в XV—XVIII в. — Львів, 1904. — Ч. 2. — С. 3-308;
- Гошко Т. Д. Нариси з історії магдебурзького права в Україні (XVI — початок XVII ст.). — Львів, 2002. — 255 с.
- Грицкевич А. П. Частновладельческие города Белоруссии в XVI—XVIII вв. (социально-экономическое исследование истории городов). Мн., «Наука и техника», 1975. — 248 с.;
- Каманин И. Из истории городского самоуправления по магдебургскому праву// Университетские известия. — 1885. — № 2. — С. 52-64.
- Кобилецький М. М. Магдебурзьке право в Україні: (XVI — перша половина XIX ст.): іст.-прав. дослідження / М. М. Кобилецький. — Л.: ПАІС, 2008. — 405 с.;
- Кобилецький М. Магдебурзьке право і його застосування в Україні (XIV — перша половина XIX ст.). — Автореферат дисертації на здобуття наукового ступеня доктора юридичних наук. — Львів, 2010. — 40 с.
- Кистяковский А. Ф. К вопросу о Магдебургском праве// Права, по которым судится малороссийский народ 1743. — К., 1879. — С. 83-110;
- Резніков А. В. Магдебурзьке право: українські варіації на тему європейських традицій (історико-правовий нарис). — Луганськ: РВВ ЛДУВС, 2007. — 208 с.
- Тарановский Ф. В. Обзор памятников Магдебургского права западно-русских городов литовской эпохи. Историко-юридическое исследование / Тарановский Ф. В. — Варшава, 1897.
- Білоус Н. Київ наприкінці XV — у першій половині XVII століття. Міська влада і само- врядування. — К., 2008. — 360 с.
- Верменич Я., Дмитрук В., Архипова С. Міська історія України: проблема початкового датування. Науково-довідкове видання. — К., 2010.
- Вовк О. Й. Уставні земські грамоти — джерело українського міського права XIV століття // Вісник Київського національного університету імені Тараса Шевченка. Юридичні науки. — 2011. — Випуск № 88. — С. 19—23.
- Гошко Т. Д. Штрихи до сучасної української історіографії історії міст на маґдебурзькому праві в Україні // Історіографічні дослідження в Україні. — К.: НАН України. Інститут історії України, 2011. — Вип. 21. — С. 124—165 (продовження — Випуск 22).

#### Кримінальне право
- Максимейко Н. А. Источники уголовных законов Литовского Статута. — К., 1894;
- Максимейко Н. А. Русская правда и литовско-русское право. — К., 1904;
- Малиновский И. О. Учение о преступлении по Литовскому Статуту. — К., 1894;
- Демченко Г. В. Наказание по Литовскому Статуту в его трёх редакциях. — Ч. 1. — К., 1894;
- Mikalauskas, Antanas. Das Strafrecht der drei Litauischen Statute von 1529, 1566 und 1588. — Kaunas: Verlag J.Karvelio Prekybos Namai, 1937.
- Андрюлис В. Уголовное право и процесс в Литве XV ст. //Socialistinė teisė. — 1974. — № 4;
- Довнар Т. И., Шелкопляс В. А. Уголовное право феодальной Беларуси (XV—XVI вв)/ Учебн. Пособие. — Мн., 1995;
- Терлюк І. Я. Огляд історії кримінального права України: Навчальний посібник. — Львів: Ліга — Пресс, 2007. — 92 с.;
- Слуцька Т. Розбій, грабіж та крадіжка за трьома редакціями Литовського статуту // Юридична Україна. — 2006. — № 8. — С. 23-25.
- Сеньків Ю. В. Кримінальна відповідальність за злочини проти особи на українських землях у законодавстві Великого князівства Литовського // Юридична Україна. Щомісячний правовий часопис. — 2009. — № 5. — С. 15—20;
- Сеньків Ю. В. Регулювання кримінально-правових відносин у єврейських громадах на українських землях в складі Великого князівства Литовського// Держава і право. — Випуск 45. — Юридичні та політичні науки. — С. 171 −177;
- Сеньків Ю. В. Поняття та види злочинів у праві Великого князівства Литовського // Часопис Київського університету права. — 2008. — № 4. — С. 77—82;
- Макаренко О. В. Види злочинів за Литовським Статутом 1588 р. // Вісник Академії праці і соціальних відносин ФПСУ. Серія: Право та державне управління. — 2011. — № 1. — С. 38—43.
- Коваль Т. Ф. Система майнових покарань Литовського Статуту 1529 р. та Судебника 1550 р.: порівняльно-правове дослідження // Держава і право. — 2010. — Випуск 50. — С. 128—134;
- Марисюк К. Б. Головщина як вид майнових покарань за Литовськими статутами 1529, 1566, 1588 рр. // Проблеми правознавства та правоохоронної діяльності — 2009. — № 4. — С. 19-24;
- Марисюк К. Б. Нав'язка як вид майнового покарання за Литовськими статутами// Науковий вісник Львівського державного університету внутрішніх справ. — 2010. — № 3. — С. 30-36;
- Шаломєєв Є. В. Розвиток поняття злочину у кримінальному праві України (Х — кінець XVII ст.) // Держава і право. — К., 2002. — Вип. 16. — С. 62-64;
- Ященко О. Розвиток інституту співучасті в деяких «державних злочинах» у період від «Руської Правди» до Литовських статутів // Підприємництво, господарство і право. — 2011. — № 9. — С. 135—139;
- Пальченкова В. М. Еволюція тюремного ув'язнення в трьох редакціях литовських статутів // Держава та регіони. Серія «Право». — 2011. — № 2. — С. 17-23;
- Єпур М. В. Загальні принципи призначення покарання у писаному литовсько-руському праві XVI ст. // Держава і право. — Випуск 53. — Юридичні та політичні науки. — С. 158—163;
- Ковальова С. Г. [Архівовано 20 травня 2021 у Wayback Machine.] Еволюція інституту злочину на українських землях Великого князівства Литовського (друга половина XIV — XVI ст.) // Актуальні проблеми держави і права: зб. наук. пр. Вип. 82. — Одеса: Гельветика, 2019. — С. 91-97.